# AMC Ambassador
El Ambassador es un automóvil fabricado y comercializado por American Motors Corporation (AMC) entre 1957 y 1974 a lo largo de ocho generaciones. Estuvo disponible en estilos de carrocería sedán de dos y cuatro puertas, hardtop de dos puertas, familiar y convertible. Fue un automóvil de tamaño completo desde 1957 hasta 1961 y desde 1967 hasta 1974; y de tamaño mediano de 1962 a 1966.
Cuando se suspendió la producción, la placa de identificación "Ambassador" se había utilizado desde 1927 hasta 1974, siendo la placa de identificación de un automóvil que se usó de forma continua durante más tiempo hasta entonces. El nombre se usó de diversas formas, como Rambler Ambassador V-8, Rambler Ambassador y finalmente AMC Ambassador. Anteriormente, la placa de identificación Ambassador se había aplicado a los automóviles de tamaño completo fabricados por Nash Motors, aunque entre 1927 y 1931 hacía referencia únicamente a un nivel de equipamiento.
Los Ambassador se fabricaron desde 1963 hasta 1966 en Kenosha y en la factoría de AMC en Brampton (Ontario). Australian Motor Industries (AMI) ensambló kits importados con el volante a la derecha de 1961 a 1963. Los Ambassador de quinta generación de EE. UU. fueron fabricados por Industrias Kaiser Argentina (IKA) en Córdoba (Argentina) de 1965 a 1972, así como ensamblados por ECASA en Costa Rica de 1965 a 1970. La empresa REO ensambló los Ambassador de primera generación en México en su planta de Monterrey, Nuevo León. Algunas unidades de la quinta y la séptima generación se transformaron en limusinas personalizados en Argentina y EE. UU.

## Desarrollo
Tras la inesperada muerte de George W. Mason en el otoño de 1954, George Romney (a quien Mason había estado preparando como su eventual relevo), lo sucedió como presidente y director ejecutivo de la recién formada American Motors. Romney reconoció que para tener éxito en el mercado de la posguerra, un fabricante de automóviles tendría que ser capaz de producir y vender coches en un volumen suficiente como para amortizar el alto costo del utillaje necesario para fabricar un vehículo. Con ese fin, se propuso aumentar la participación de mercado de AMC con sus modelos Rambler, que se vendían en segmentos del mercado en los que los fabricantes de automóviles domésticos (sobre todo, los Tres Grandes de Detroit: General Motors, Ford Motor Company y Chrysler) aún no competían. Si bien el desarrollo del Nash Ambassador de 1958 rediseñado, basado en un Rambler de 1956 con la carrocería alargada estaba casi completo, los diseñadores de AMC también estaban trabajando en un equivalente del Hudson recortado, llamado Rebel, para ofrecer en los concesionarios de la marca.
Sin embargo, a medida que disminuían las ventas de los modelos Nash Ambassador y Hudson Hornet de gran tamaño, Romney se dio cuenta de que la confianza de los consumidores en las marcas históricas de Nash y de Hudson había desaparecido casi por completo. De mala gana, decidió que 1957 sería el final de ambas marcas, y la compañía se concentraría en la nueva línea Rambler, que se registró como marca separada para 1957.
El posicionamiento en el mercado significó que "el AMC Ambassador era un automóvil sin competidores reales durante la mayor parte de los años sesenta", porque se lo consideraba un automóvil de lujo y podía compararse con los modelos de gran tamaño de gama alta de los tres grandes fabricantes de automóviles nacionales, pero el Ambassador era más un automóvil de tamaño mediano.

## Primera generación

### 1958

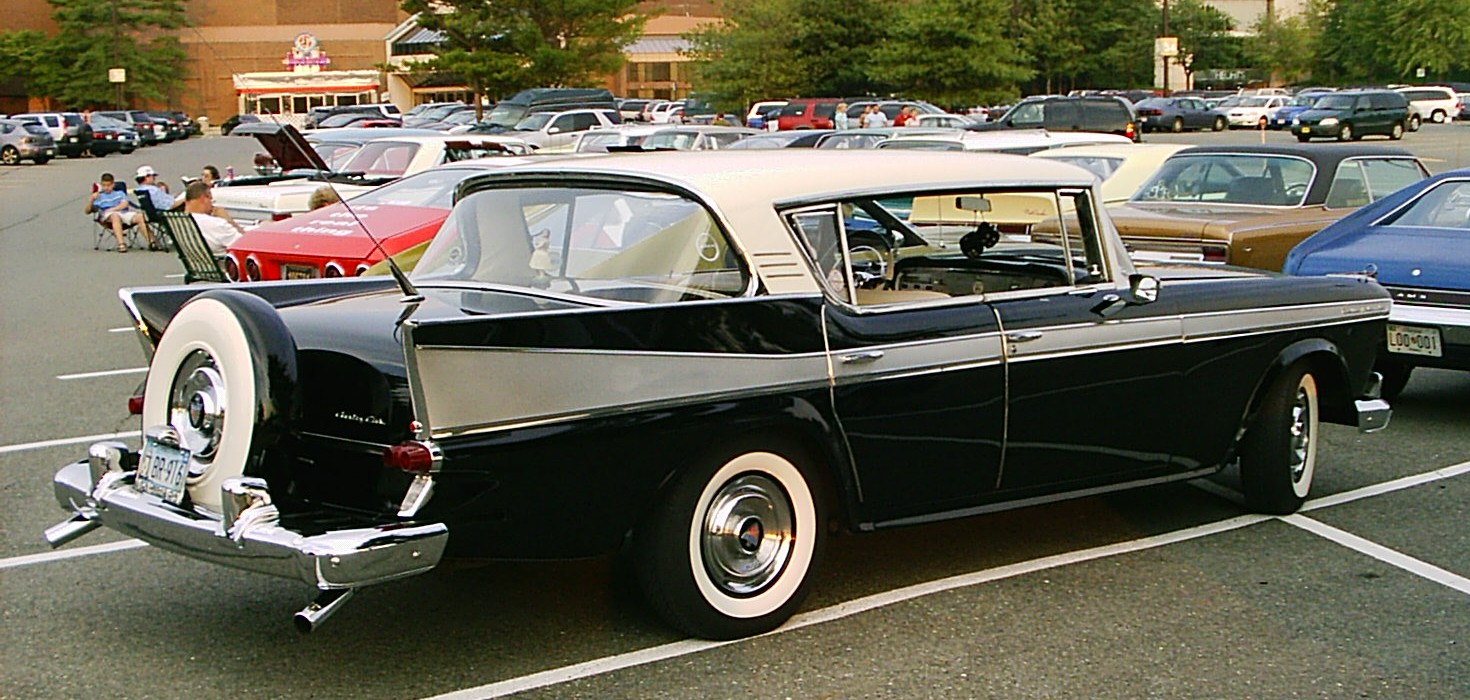
Ambassador Custom sedán de 1958 con techo rígido y rueda de repuesto Continental

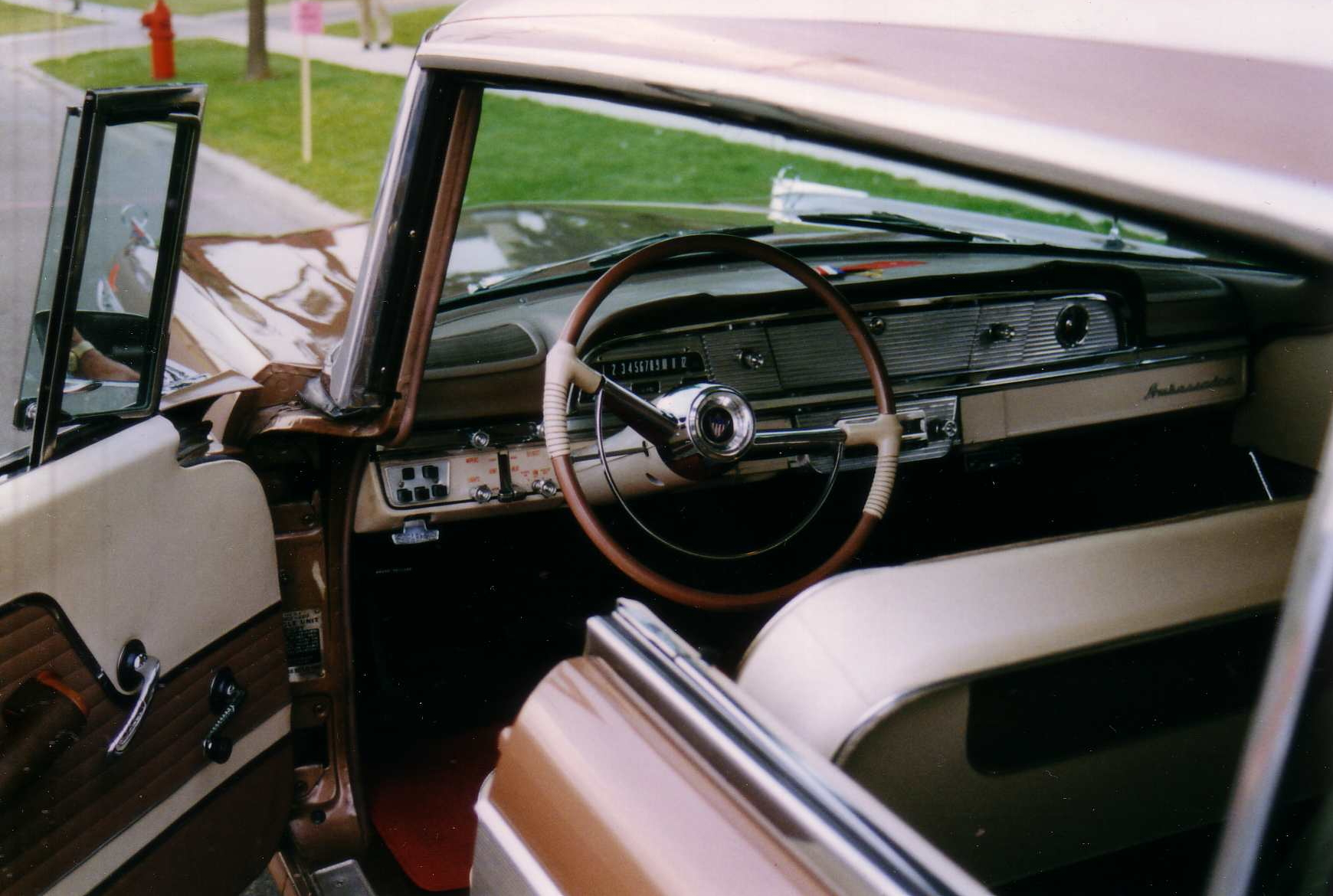
Ambassador Cross Country familiar de techo rígido (sin pilares intermedios)

American Motors planeó producir una versión de la plataforma Rambler con la batalla extendida hasta 117 pulgadas (297 cm) para los distribuidores de Nash (el nuevo Nash Ambassador) y otra para los distribuidores de Hudson. Poco antes de comprometerse con la producción de las nuevas versiones de batalla larga de Nash y Hudson, el director ejecutivo Romney decidió abandonar ambas marcas.
A pesar de que se cancelaron los nombres de Nash y Hudson, el trabajo en el automóvil continuó y American Motors presentó en el otoño de 1957, el "Ambassador V-8 by Rambler" para el año modelo de 1958, con una distancia entre ejes de 117 pulgadas (297 cm). Sus características incluían el nuevo motor AMC V8 de 327 plg³ (5,4 L) (equipado con un carburador de 4 cuerpos y escapes dobles, con una potencia de 270 HP (201 kW; 274 CV) y 360 pies·libra fuerza (488,1 N·m) de par motor) acoplado a una transmisión automática de 3 velocidades con selección de marcha con botón pulsador suministrada por BorgWarner.
En 1956, AMC produjo por primera vez su propio V8, un moderno motor con válvulas en cabeza que desplazaba 250 plg³ (4,1 L). Provisto de un cigüeñal de acero forjado, cuando estaba equipado con un carburador de 4 cuerpos rendía 215 HP (160 kW; 218 CV). En 1957, AMC aumentó la cilindrada del 250 CID V8 hasta 327 plg³ (5,4 L), que cuando se ofrecía en el Rambler Rebel disponía de elevadores de válvulas mecánicos y un sistema de inyección electrónica de combustible Bendix, con los que alcanzaba una potencia de 288 HP (215 kW; 292 CV).
En 1958, el Ambassador estaba equipado con una versión del motor AMC V8 de 327 CID con elevadores hidráulicos, con una potencia de 270 HP (201 kW; 274 CV). Aunque este motor compartía su cilindrada con el propulsor de bloque pequeño de Chevrolet, el 327 de AMC salió al mercado seis años antes de que Chevrolet ofreciera por primera vez su 327 en 1962.
El Ambassador estaba disponible con un estilo de carrocería exclusivo en su segmento, el familiar Cross Country equipado con una capota rígida sin pilares intermedios. El Ambassador de 1958 se ofreció en un solo nivel de equipamiento de alto nivel, e incorporaba de serie accesorios de lujo como un reloj eléctrico, dos ceniceros delanteros y traseros, la tradicional suspensión de resorte "helicoidal profundo" delantera y trasera de Nash, asientos delanteros reclinables con respaldo dividido que podían doblarse hacia abajo para formar una cama, así como telas de lujo tapizando su interior.
La gerencia descubrió que el público asociaba el nombre Rambler con automóviles pequeños y económicos, y no quería que la naturaleza lujosa del nuevo Ambassador estuviera tan estrechamente asociada con la imagen favorable aunque económica del Rambler. Por lo tanto, se tomó la decisión de comercializar el Ambassador más grande como el Ambassador V-8 by Rambler para identificarlo con el floreciente éxito del nombre Rambler, pero para indicar un toque de exclusividad al mostrarlo como un tipo diferente de vehículo. Sin embargo, el automóvil llevaba insignias con el rótulo "Rambler Ambassador" en sus guardabarros delanteros.
El Ambassador de 1958 era un automóvil sustancialmente más largo que los Rambler Six y Rebel V8 (que contaban con una distancia entre ejes de 108 pulgadas (2743 mm)), aunque ambas líneas compartían la misma carrocería básica, estilo y señales visuales. Sin embargo, la totalidad de las 9 pulgadas (228,6 mm) adicionales de la distancia entre ejes del Ambassador (y, por lo tanto, de la longitud total) se agregaron delante del capó, lo que significaba que el compartimiento de pasajeros tenía el mismo volumen que en los Rambler más pequeños. Los Ambassador venían con adornos interiores y exteriores más lujosos, mientras que la parte delantera incorporaba la calandra con la "Línea en V" del Rebel, procedente del prototipo del modelo de Hudson. A través de una segmentación de mercado efectiva, el Ambassador se situó para competir con los modelos más grandes ofrecidos por los otros fabricantes de automóviles.
La identificación del modelo estaba centrada en los guardabarros delanteros y en la parte trasera del automóvil. Los Ambassador con nivel de equipamiento Super presentaban molduras laterales pintadas en un color que complementaba el color de la carrocería. Por su parte, los modelos Custom disponían de paneles anodizados plateados en los sedanes y calcomanías de vinilo imitando vetas de madera en los familiares. Los estilos de carrocería del Ambassador incluían un sedán de cuatro puertas y un sedán con capota rígida, además de un familiar con pilares de cuatro puertas y del familiar con techo rígido antes mencionado, un estilo de carrocería presentado por primera en la industria formando parte de la línea Nash y Hudson de Rambler de 1956, en la que se basaron todos los Rambler de 1958.
El Ambassador tenía una excelente relación potencia-peso para su época y proporcionó un rendimiento enérgico con tiempos de 0 a 60 mph (0 a 97 km/h) de menos de 10 segundos y tiempos bajos de 17 segundos en una pista de aceleración de un cuarto de milla (402 m). Podía estar equipado con un diferencial autoblocante, así como con servofreno, dirección asistida, elevalunas eléctricos y aire acondicionado. Numerosas características de seguridad (como volantes profundos y tableros acolchados) venían de serie, mientras que los cinturones de seguridad de una vuelta eran opcionales.

### 1959
Para 1959, el Ambassador recibió una parrilla revisada, molduras laterales y revestimientos de puertas traseras rediseñados que se extendían hacia las aletas de cola en lugar de terminar en el pilar C. También se agregaron reflectores Scotchlite en la parte trasera de las aletas posteriores para aumentar la visibilidad nocturna. Los parachoques delantero y trasero eran un 20 % más gruesos y presentaban secciones centrales empotradas para proteger la placa de matrícula. Los reposacabezas ajustables ahora estaban disponibles como opción para los asientos delanteros, una primicia en la industria. AMC promocionó la comodidad adicional que brindan los reposacabezas, así como su potencial para reducir las lesiones cervicales en caso de una colisión por detrás. Otros cambios incluyeron la activación del motor de arranque a través del botón neutral (en automóviles equipados con transmisión automática) y la adición de un ventilador de motor "Powr-Saver" opcional, que presentaba un embrague fluido para un funcionamiento más silencioso a alta velocidad.
El modelo para el año 1959 también vio la adición de un sistema suspensión neumática opcional "Air-Coil Ride", que utiliza bolsas de aire instaladas dentro de los resortes helicoidales traseros. Un compresor accionado por un motor, un depósito y una válvula de control de altura del vehículo sobre las ruedas comprendían el resto del sistema, pero como descubrieron otros fabricantes de automóviles, la naturaleza problemática de la suspensión neumática superaba sus beneficios. La opción resultó ser impopular y se suspendió al final del año modelo.
Las ventas del Ambassador mejoraron considerablemente con respecto a 1958, alcanzando una producción de 23.769 unidades; de las que casi la mitad eran sedanes de cuatro puertas Custom. Menos popular fue el familiar de techo rígido, del que se construyeron 578 unidades.

## Segunda generación

### 1960

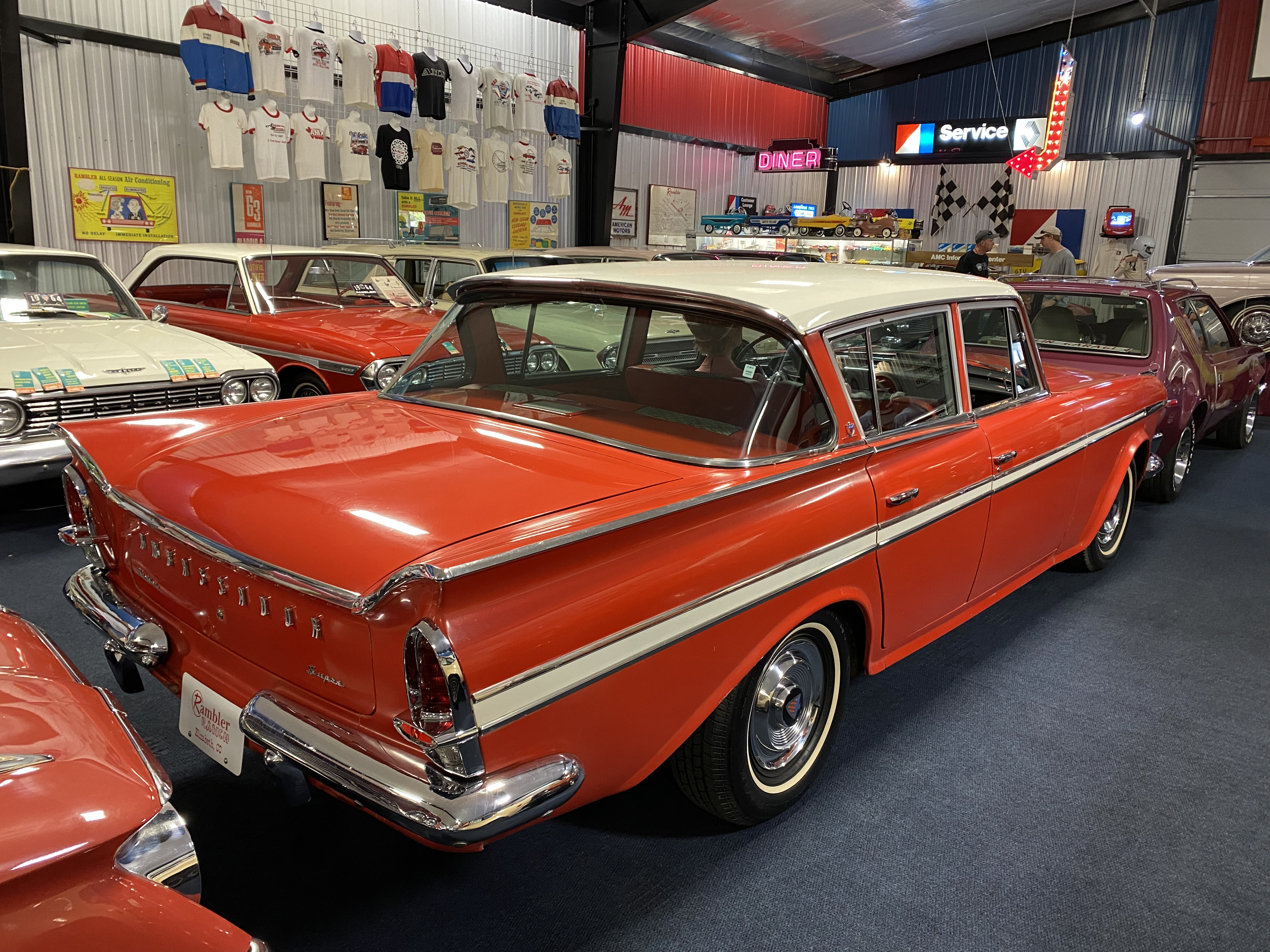
Rambler Ambassador Super sedán de 1960

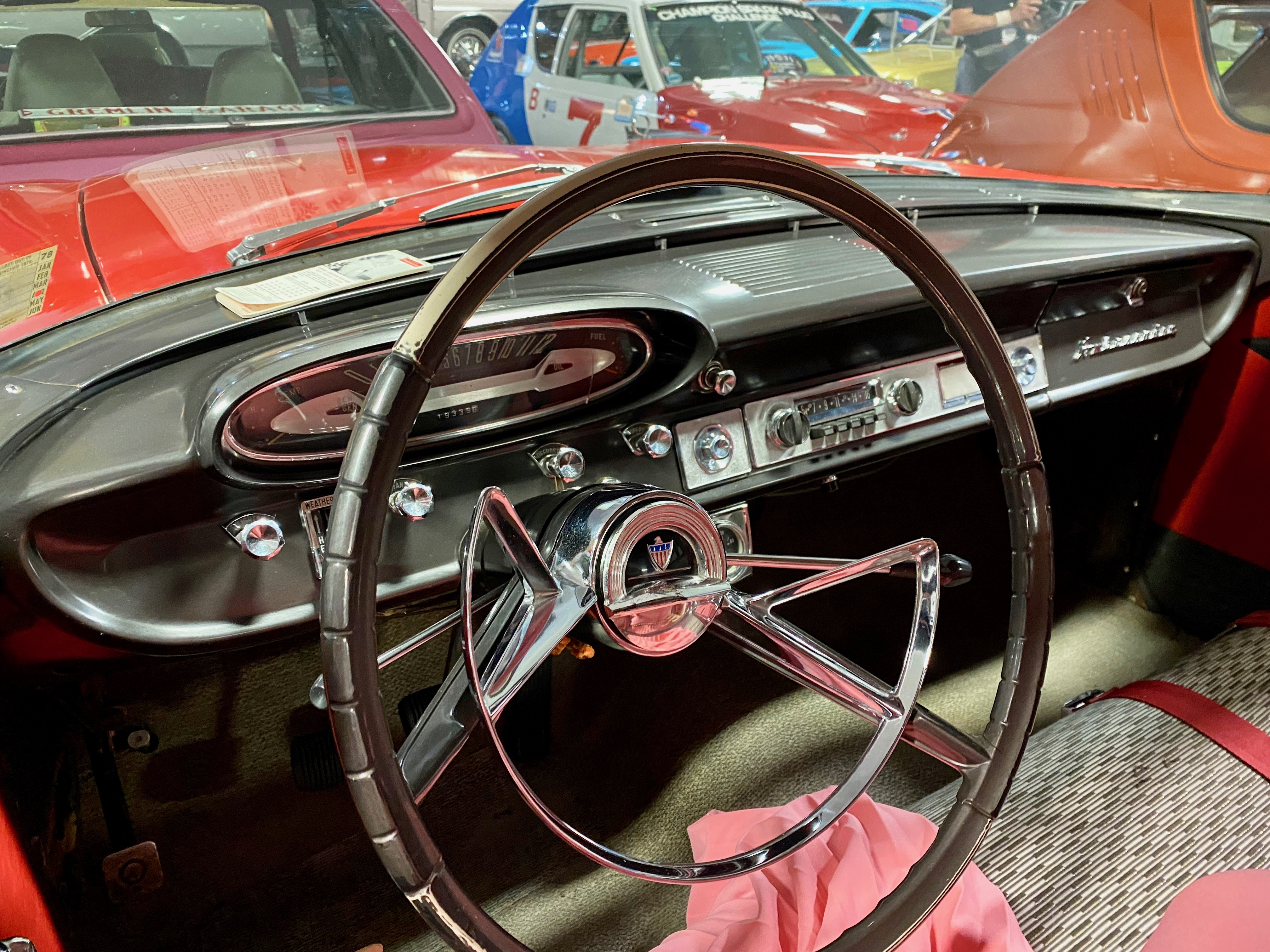
Interior del Rambler Ambassador de 1960

La decisión de finalizar las líneas de vehículos con los respetados nombres de Nash y Hudson se tradujo en el desarrollo del diseño Rambler Ambassador de segunda generación. Fue el único automóvil estadounidense de lujo de tamaño mediano y alto rendimiento que se ofreció en 1960. AMC comercializó el "Ambassador by Rambler" como el automóvil de lujo compacto de Estados Unidos.
La gama para los modelos del año 1960 se rediseñó por completo, usando nuevos guardabarros, capó, tapa trasera, revestimientos de puertas, línea del techo, parrilla, luces traseras, parachoques, parabrisas y luces delanteras. Significativos fueron los cambios en la línea inferior del capó, la parte inferior del parabrisas, las molduras laterales simplificadas, y la parrilla tipo caja de huevos con letras verticales con el nombre AMBASSADOR. Las aletas traseras se redujeron en altura y se inclinaron hacia ambos lados para lograr una apariencia integrada, con el nombre AMBASSADOR repetido de nuevo a través de la tapa del maletero trasero. El efecto general fue bastante fresco, ya que el nuevo techo tenía un aspecto más bajo y más ligero para complementar las aletas inferiores y la parrilla. Los cambios de diseño y la nueva parrilla proporcionaron "una apariencia más lujosa".
El Ambassador de 1960 estaba disponible solo con cuatro puertas en los tipos de carrocería sedán y familiar. Los familiares estaban disponibles con dos filas de asientos para seis pasajeros adultos o con una tercera fila adicional orientada hacia atrás para una versión de ocho pasajeros. Además, un sedán sin pilares (hardtop), así como también un familiar, estaban disponibles en la versión de acabado "Custom" de primera línea. Los tres niveles de equipamiento comenzaban con un sedán "Deluxe" que estaba reservado para clientes de flotas. El "Super" era el nivel de entrada, y estaba disponible solo como sedán con columnas y estilo de carrocería familiar con columnas para seis u ocho pasajeros. Los mejores modelos de acabado "Custom" en versiones con columnas o techo rígido incluían adornos de guardabarros, un reloj, cubiertas completas para las ruedas, así como acolchado adicional para el asiento trasero, el tablero y las viseras de los parasoles. Para realzar la longitud visual de los coches, se pintó una moldura lateral de cuerpo completo en un color contrastante en los modelos con acabado Super o se colocó un panel de aluminio cepillado en la serie Ambassador Custom.
Los Ambassador ahora venían con un parabrisas curvo de una pieza ensasado con el techo. Esta visibilidad mejorada, eliminó el diseño del parabrisas envolvente de primera generación de AMC y dio como resultado una estructura aún más rígida. El Ambassador de 1960 tenía un capó bajo que, junto con el parabrisas de vidrio multicapa, brindaba una excelente visibilidad. Todas las unidades disponían de serie de un nuevo grupo de instrumentos debajo de un salpicadero acolchado, así como controles iluminados para faros, limpiaparabrisas, ventilador y funciones de descongelación. Las comodidades adicionales incluyeron un foco en el pedal del acelerador y una red sobre los parasoles acolchados para sujetar artículos livianos. Los modelos Ambassador Custom de primera línea venían de serie con asientos delanteros reclinables individuales tipo "avión de pasajeros", que contaban con telas aún más lujosas que en años anteriores.
Todos incluían el motor AMC V8 de 327 plg³ (5,4 L), pero por primera vez estaba disponible en dos versiones. La primera era el propulsor original de 270 HP (201 kW; 274 CV) y 360 lb·pie (488,1 N·m) de par motor, una versión de alto rendimiento equipada con un carburador de 4 cuerpos y con una relación de compresión de 9.7:1 que requería combustible extra; y una segunda versión económica que funcionaba con gasolina normal y que producía 250 HP (186 kW) de potencia y 340 lb·pie (461 N·m) de par, con una relación de compresión de 8.7:1 y equipada con un carburador de 2 cuerpos. Los Ambassador de 1960 continuaron con una suspensión delantera independiente con brazos en A superiores e inferiores, un eje de transmisión cerrado (tubo de torsión) con un eje trasero vivo que disponía de brazos de arrastre de 4 enlaces y resortes helicoidales en las cuatro ruedas, aunque se revisó la suspensión, lo que permitió obtener unas mejores condiciones de conducción.
Equipados con el V8 de 327 plg³ (5,4 L) y 270 HP (201 kW; 274 CV) más la transmisión automática de convertidor de par y engranaje planetario de tres velocidades accionada por botón BorgWarner, los Ambassador alcanzaban 60 millas por hora (97 km/h) en poco más de 9 segundos y recorrían el cuarto de milla desde parado en 17 segundos. Los Ambassador presentaban resortes blandos y una construcción sólida que los hacía silenciosos y suaves según los comentarios de los probadores.
El año supuso establecer un nuevo récord para AMC, con una producción total que alcanzó casi medio millón de automóviles e ingresos totales que superaron los mil millones de dólares. Los Rambler Six y V8 junto con el Rambler American representaron casi el 95% de las ventas de automóviles de la compañía. Se construyeron un total de 23.798 Ambassador para 1960, siendo el sedán personalizado la versión de carrocería y equipamiento más popular (con 10.949 unidades). Solo se entregaron 302 sedán Deluxe (para flotas).

### 1961

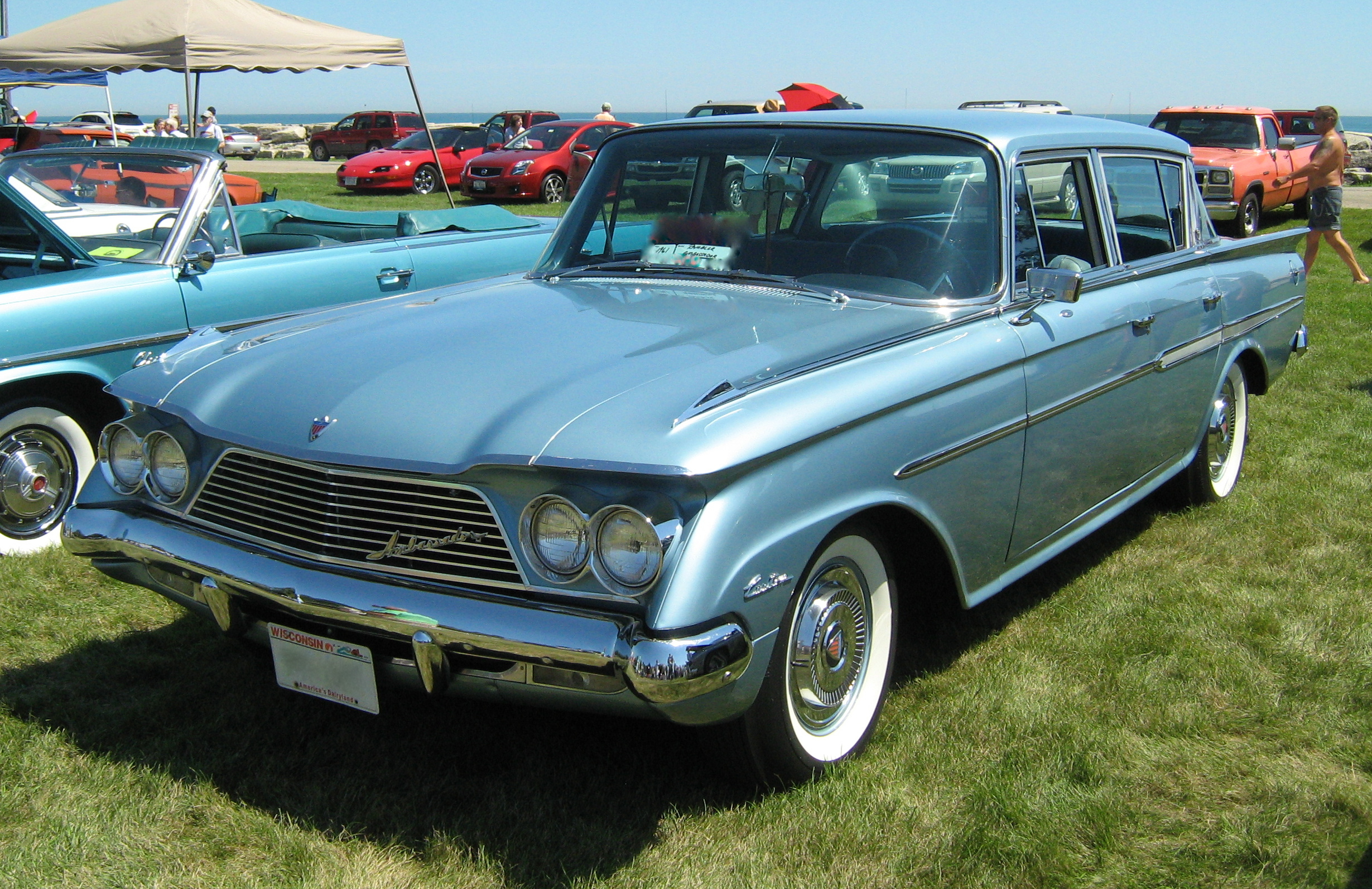
Rambler Ambassador Custom de 1961

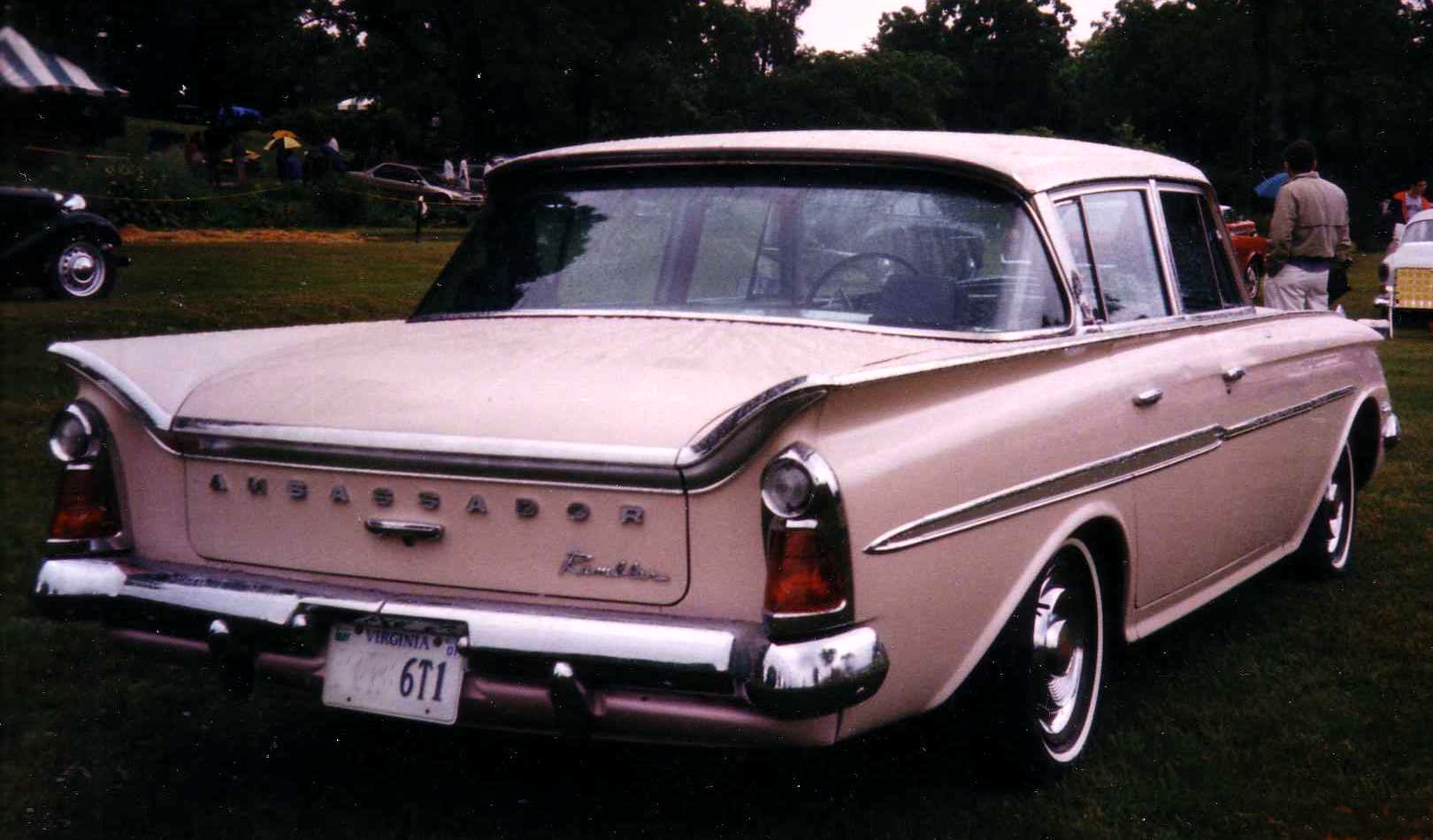
Rambler Ambassador de 1961

El Ambassador de 1961 continuó con la plataforma de 117 pulgadas (2972 mm) de distancia entre ejes del año anterior, pero recibió un nuevo e inusual estilo en su parte frontal que fue supervisado por el departamento de diseño interno de AMC, encabezado por Edmund E. Anderson. Los modelos sedán y familiar de techo rígido de cuatro puertas sin pilares ya no estaban disponibles para 1961.
El nuevo diseño del Ambassador consistía en una parrilla trapezoidal y faros que flotaban en un panel del color de la carrocería, mientras que los guardabarros delanteros se arqueaban hacia abajo y hacia adelante desde el borde delantero del capó. Diferente a cualquier otro diseño en el mercado, el departamento de estudios de mercado de AMC promocionó la imagen del coche como "europea". Si bien el nuevo aspecto estaba destinado a distinguir al Ambassador de los Rambler de menor precio, no fue un éxito entre los consumidores ni tampoco fue bien recibido por la prensa automotriz. Además, las ventas generales de la industria automotriz cayeron, ya que toda la economía de EE. UU. estaba experimentando la recesión de 1960-1961.
El estándar era el motor V8 de 327 plg³ (5,4 L) y 250 HP (186 kW; 253 CV) con una transmisión manual sincronizada. Opcional era la versión "Energy Pac" de 270 HP (201 kW; 274 CV), que incorporaba un sistema de escape doble con nuevos silenciadores revestidos de cerámica garantizados para la vida útil del automóvil.
Las pruebas de consumo realizadas por la empresa Pure Oil de 1961, que fueron diseñadas para ser similares a las experiencias de conducción cotidianas, vieron al Ambassador adjudicarse 9 de los 10 primeros lugares en la categoría de motores V8, además de ganar la denominación como el mejor de su clase.

## Tercera generación

### 1962
Para el año modelo 1962, el chasis del Ambassador estaba en su quinta temporada en el mercado. Si bien las ventas de Rambler habían sido lo suficientemente buenas para mantener el tercer lugar en la industria (detrás de Chevrolet y Ford), la gerencia de AMC estaba trabajando en un diseño revolucionario y algo costoso que debutaría para el año modelo 1963. Mientras tanto, American Motors necesitaba ahorrar dinero y, dado que las ventas del Ambassador habían caído en 1961, se decidió que el automóvil se reduciría en 1962 para compartir directamente la carrocería, el parabrisas y la distancia entre ejes de 108 pulgadas (274 cm) de la plataforma del Classic. En consecuencia, el automóvil se comercializó como Rambler Ambassador.
El Ambassador de 1962 recibió una nueva parte delantera que era muy similar a la del Classic de 1961–62, pero con un diseño sombreado, una sección central empotrada y el rótulo 'Ambassador. Se incorporaron nuevas luces traseras rectangulares en los extremos de los guardabarros traseros rediseñados, que perdieron sus aletas por completo. El acabado exterior se reorganizó y debutó un nuevo sedán de dos puertas con pilares intermedios. Se agregó una nueva línea de acabado '400' en el lugar superior de la gama, manteniéndose los acabados Super y Custom. El Ambassador ofreció interiores aún más lujosos, quizás para compensar el hecho de que ahora compartía su distancia entre ejes con el Rambler Classic. El 400 se puede tener con asientos baquet de vinilo, reposacabezas y alfombras de pelo largo a juego.
El único motor disponible era el AMC V8 OHV de 327 plg³ (5,4 L), ya fuese con combustible normal, carburador de 2 cuerpos y relación de compresión de 8.7:1, con una potencia de 250 HP (186 kW; 253 CV); o en la versión de gasolina extra, con carburador de 4 cuerpos, relación de compresión de 9.7:1 y una potencia de 270 HP (201 kW; 274 CV). El Ambassador de 1962 vino con un cilindro de freno maestro de doble cámara que separaba los frenos delanteros y traseros para que, en caso de fallo de una cámara, quedara alguna capacidad de frenado. Este diseño fue ofrecido por solo unos pocos coches en aquel momento. Los modelos de 1962 estaban equipados con silenciadores de flujo continuo de la marca "Walker". El Ambassador de 1962, con una distancia entre ejes de 108 pulgadas (274 cm), era más liviano que sus predecesores (con una distancia entre ejes de 117 pulgadas (2972 mm)), y cuando estaba equipado con el motor V8 de 327 plg³ (5,4 L) y 270 HP (201 kW; 274 CV) tenía un comportamiento enérgico.
El Ambassador de 1962 con motor V8 de 327 plg³ (5,4 L), usó por primera vez la misma estructura de distancia entre ejes (de 108 pulgadas (2743 mm)) que el Rambler Rebel de 1957, que también estaba equipado con una versión anterior del motor AMC V8 327 equipado con elevadores de válvulas mecánicos. El Rambler Rebel de 1957 disponía de una transmisión manual de 3 velocidades y palanca de cambios montada en la columna del volante. Fue el sedán de 4 puertas más rápido fabricado en los Estados Unidos, con una aceleración de 0 a 60 mph (0 a 96,6 km/h) en poco más de 7 segundos, haciéndolo más rápido que el Chrysler 300C con motor Hemi, el DeSoto Adventurer, el Dodge D500, el Plymouth Fury y el Chevrolet 283 con inyección de combustible. El Ambassador de 1962 estaba disponible con una transmisión manual de 3 velocidades y, siendo básicamente el mismo vehículo, también debería alcanzar las 60 mph casi tan rápido como lo hacía el Rambler Rebel de 1957.

## Cuarta generación

### 1963

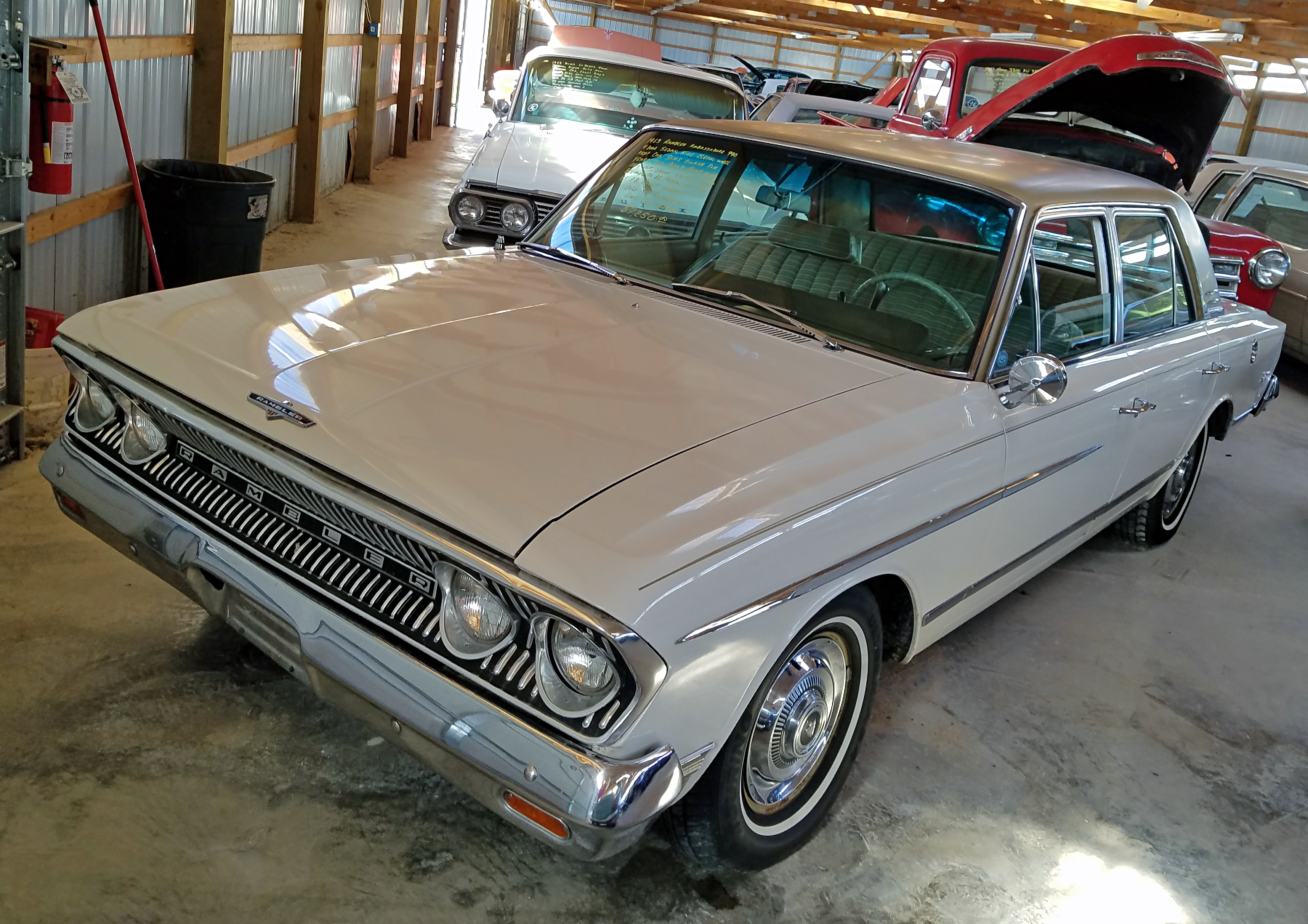
Rambler Ambassador 990 Sedán de 1963

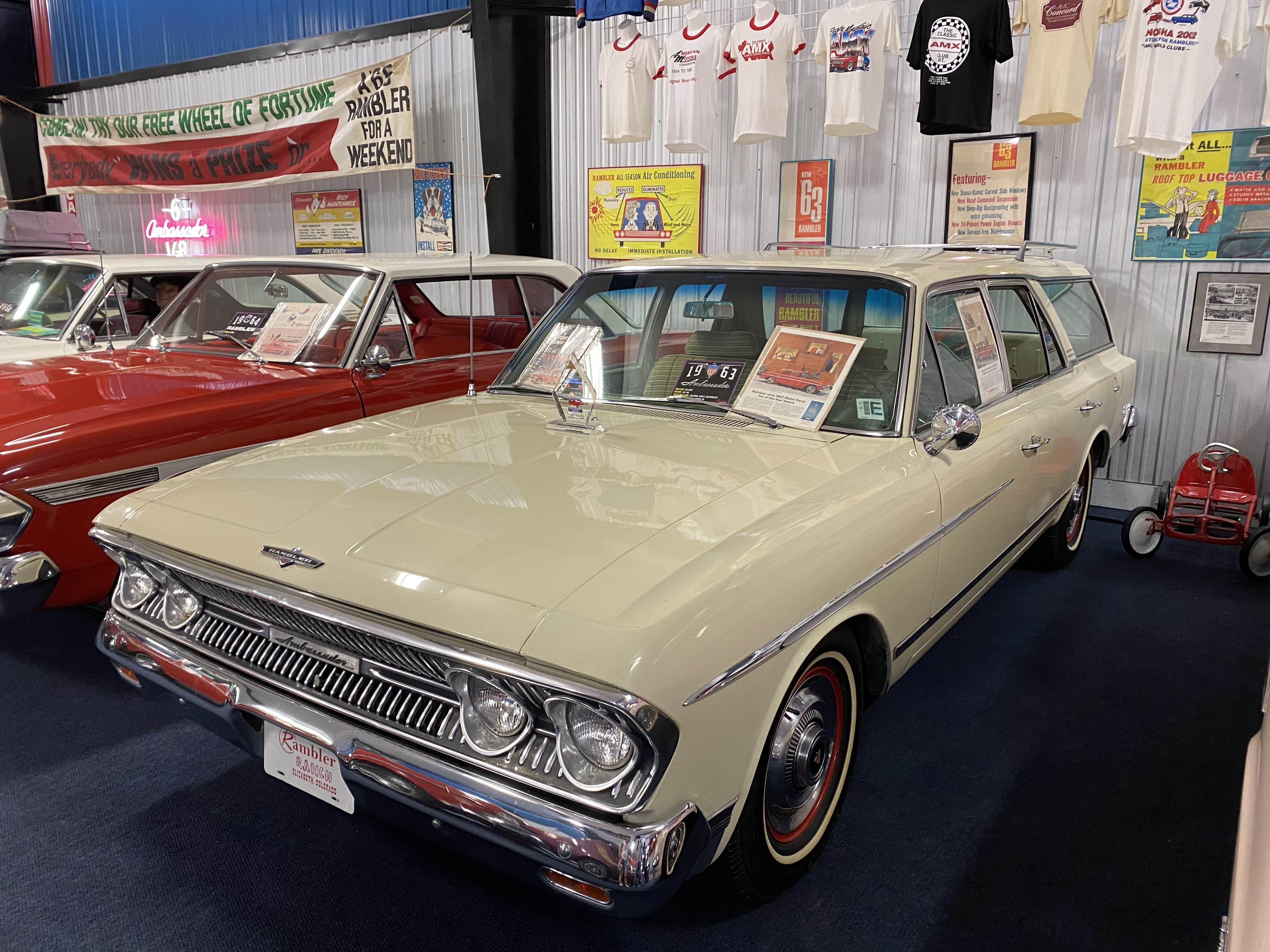
Rambler Ambassador Cross Country familiar de 1963

En 1962, Romney renunció a AMC para presentarse a las elecciones para Gobernador de Míchigan, cargo que ganó. El nuevo presidente del fabricante de automóviles, Roy Abernethy, responsable del aumento de las ventas con Romney, reaccionó ante la creciente competencia (en 1963, AMC fabricó tantos automóviles como en 1960, pero las ventas totales de automóviles habían aumentado tanto que le dieron al fabricante de automóviles el sexto lugar en la producción nacional; la misma producción en 1960 los había colocado en tercer lugar) en una forma lógica: "Vamos a deshacernos de la imagen creada por Romney".
En consecuencia, se lanzó una gama completamente rediseñada de modelos Rambler más grandes. Los nuevos vehículos continuaron con la filosofía de ser algo más pequeños que sus competidores de los "Tres Grandes de Detroit", pero también tenían un alto grado de intercambiabilidad en las piezas para mantener los costos del utillaje de fábrica y la complejidad de producción al mínimo. El fabricante de automóviles, que fue pionero en la "continuidad de estilo", introdujo un estilo completamente nuevo para los Ambassador del año modelo de 1963 y afirmó que se trataba de "cambios funcionales... y no de cambiar solo por cambiar". Los Ambassador presentaban una distancia entre ejes 4 pulgadas (102 mm) más larga, pero eran 1,2 pulgadas (30 mm) más cortos debido a la reducción de los voladizos delanteros y traseros de la carrocería, así como a una rebaja de 3 pulgadas (76 mm) en la altura total.
Diseñado por Dick Teague, el Ambassador de 1963 tenía una forma mucho más estrecha, limpia y suave, con casi todas sus partes intercambiables con el nuevo Rambler Classic. Todos los Ambassador utilizaron una estructura unificada en lugar de la construcción tradicional de carrocería sobre bastidor, más propensa a traquetear, que seguía siendo el estándar de la industria. En 1963, los nuevos automóviles de AMC con distancia entre ejes de 112 plg (2845 mm) (los Ambassador y Classic) utilizaron un método revolucionario de construcción de unidades que desde entonces ha sido adoptado casi universalmente por los fabricantes de automóviles. Ambos empleaban paneles exteriores estampados a partir de paneles de una sola hoja de metal que incluían tanto los marcos de las puertas como los paneles exteriores de los estribos. Esto dio como resultado una estructura extremadamente rígida y sin ruidos, un mejor ajuste de las puertas en los marcos, ahorros en los costos de producción y reducción del ruido y la vibración. La estructura "uniside" era superior a los métodos de producción convencionales en los que se soldaban varias piezas más pequeñas. Se requería un 30 % menos de piezas y el resultado fue una mayor rigidez estructural, un funcionamiento más silencioso del automóvil y una reducción general del peso de alrededor de 150 libras (68 kg).
El vidrio lateral curvo y las manijas de las puertas con botón pulsador fueron actualizaciones nuevas y costosas, pero contribuyeron al estilo de la carrocería del nuevo Rambler, atractivo, elegante y moderno, similar al de Mercedes, al agregar una mayor elegancia en los detalles. En ese momento, el vidrio lateral curvo se usaba exclusivamente en algunos coches de lujo mucho más caros. Las características de su diseño aumentaron el espacio interior y la visibilidad, así como también redujo el ruido del viento y mejoró las proporciones y el estilo de los coches. El Ambassador también presentaba una línea de techo cuadrada parecida a la del Ford Thunderbird. La parte delantera presentaba extremos superior e inferior con voladizos hacia adelante y una rejilla cromada de barras verticales que recordaba a la de una "afeitadora eléctrica". La parrilla del Ambassador se diferenciaba de la del Classic por el uso del nombre Ambassador escrito en la pequeña barra horizontal entre las secciones superior e inferior de la parrilla. Los faros cuádruples redondos estaban ligeramente empotrados en biseles cromados montados uno al lado del otro dentro de la rejilla en sus bordes exteriores. En general, los nuevos Ambassador fueron descritos por el personal de la revista "Automotive Fleet" como "probablemente los coches más atractivos jamás producidos por American Motors".
Los Ambassador volvieron a estar disponibles en los estilos de carrocería cupé de 2 puertas, sedán de 4 puertas y familiar de 5 puertas, pero debutaron nuevas líneas de equipamiento. Se desarrolló una "designación de modelo de tres números similar a la de Mercedes", con el 800 como modelo de equipamiento base del Ambassador (que reemplaza al nivel de equipamiento Super del año anterior) para el mercado de la policía, taxis y flotas, el 880 (en lugar del Custom) y el acabado 990 de nivel superior (que reemplaza a los modelos 400 anteriores).
En 1963 se ofrecieron solo con el motor V8 de 327 plg³ (5,4 L), en versiones de 250 HP (186 kW; 253 CV) con carburador de 2 cuerpos o de 270 HP (201 kW; 274 CV) con carburador de 4 cuerpos. El motor V8 más pequeño de 287 plg³ (4,7 L) solo se ofreció en la línea Classic. La transmisión automática estaba controlada por una palanca montada en la columna de dirección, reemplazando el sistema de botón pulsador anterior. El mantenimiento se redujo con intervalos de servicio de los cojinetes de las ruedas delanteras aumentados de 12 000-25 000 millas (19 312-40 234 km), el cambio del aceite del motor recomendado era de 4000 millas (6437 km) y todos los modelos Ambassador incluían un alternador y un regulador de tensión electrónico como equipo estándar.
Las ventas fueron rápidas y el rediseño se anunció como un éxito, con la revista Motor Trend otorgándole el premio de Coche del Año a toda la línea Rambler de 1963, incluido el Ambassador. La fórmula de mercadeo para el Ambassador generó ventas récord, con compradores que preferían más lujo y prestaciones, como lo demuestra el modelo Ambassador 990 que vendió más que las versiones 880 en casi una proporción de 2 a 1, mientras que el modelo base 800 fue menos popular (con tan solo un total de 43 sedanes de dos puertas aquel año). El fabricante de automóviles no tenía los recursos de GM, Ford y Chrysler, ni el volumen de ventas necesario para distribuir sobre grandes volúmenes de producción los costos de diseño y publicidad del nuevo modelo; pero Richard Teague "convirtió estos coches económicos en bellezas suaves y aerodinámicas con toneladas de opciones y la energía de sus motores V-8".

### 1964

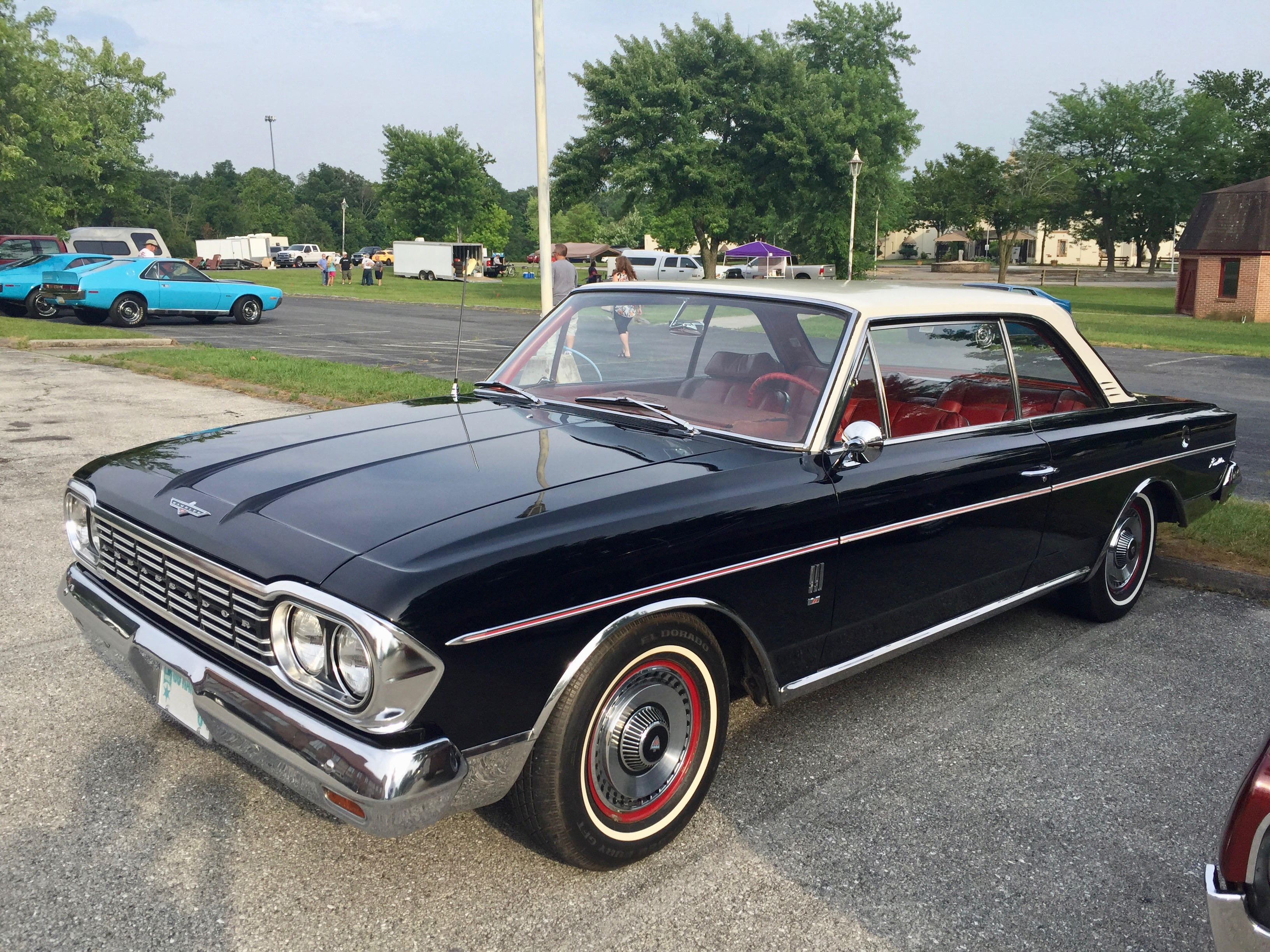
Rambler Ambassador 990-H de 1964

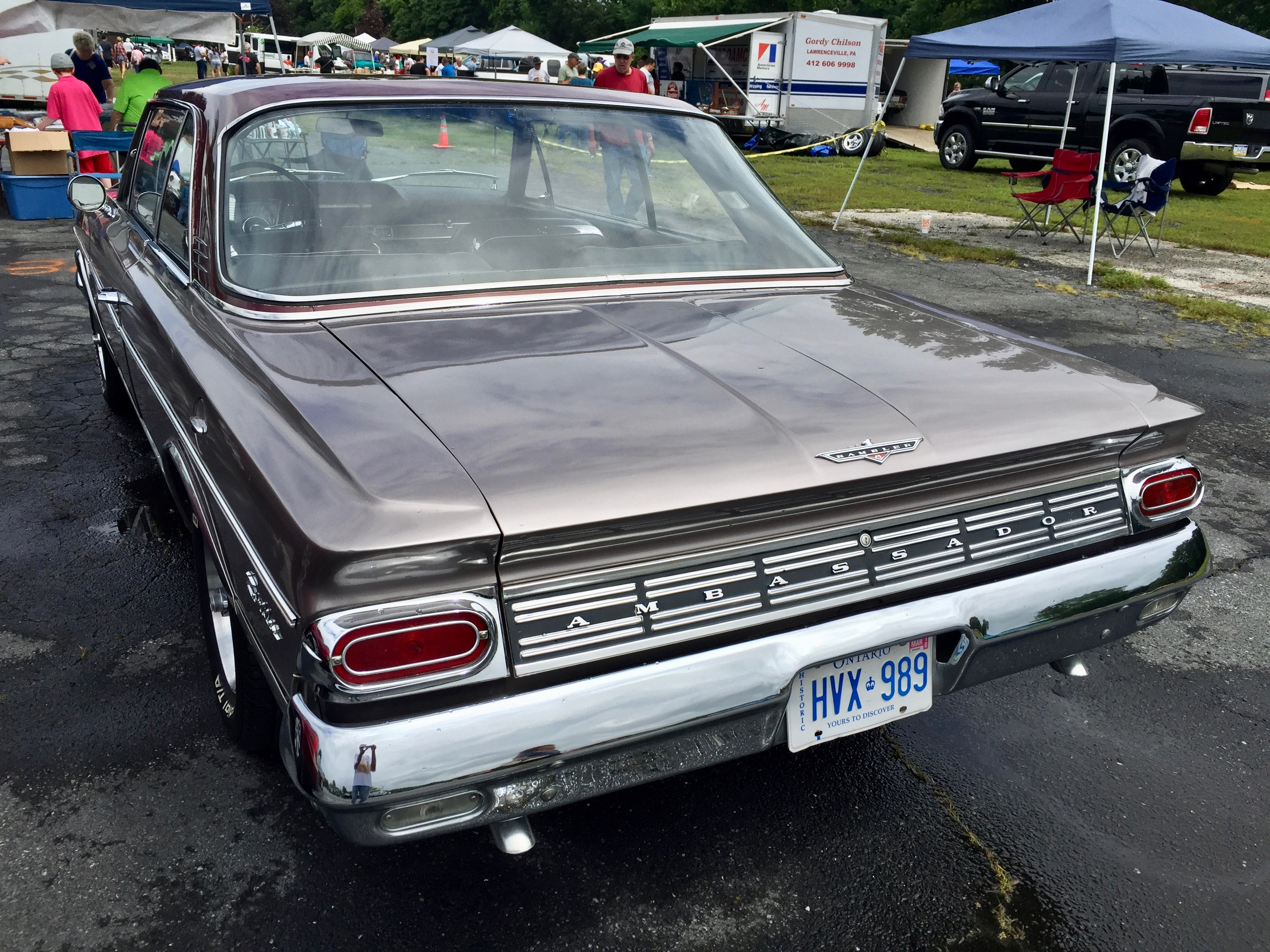
Rambler Ambassador 990-H de 1964

El año modelo 1964 introdujo cambios menores en el acabado y nuevas opciones para la línea Ambassador, ya que el énfasis de AMC estaba en los modelos de tamaño compacto Rambler American transformados. La parrilla de "afeitadora eléctrica" en el modelo de 1963 se reemplazó por un diseño empotrado y se ampliaron las opciones de motor y transmisión. Se agregó un estilo de carrocería hardtop de dos puertas por primera vez desde 1957, llamado 990-H. Los modelos base 880 y 880 se eliminaron de la gama.
Los Ambassador de 1964 presentaban el motor V8 de 327 plg³ (5,4 L) y 250 HP (186 kW; 253 CV) con el carburador de 2 cuerpos como estándar, con la versión de 270 HP (201 kW; 274 CV) (equipada con el carburador de 4 cuerpos) como opción. El fabricante de automóviles no ofreció una transmisión manual de 4 velocidades para competir con las ofertas deportivas V8 de tamaño mediano de Ford o GM. En cambio, AMC ofreció su innovadora transmisión manual "Twin-Stick", que consistía en una transmisión manual de tres velocidades, operada por uno de los dos "sticks" montados en la consola junto con una unidad de sobremarcha controlada por el segundo "stick" en 2.ª y 3.ª marcha. Esto le daba al conductor la opción de usar cinco marchas hacia adelante.
El 990-H era el modelo de dos puertas más lujoso e incluía el motor V8 de alta compresión y 270 HP (201 kW; 274 CV), así como un interior especialmente tapizado con asientos individuales estilo 2+2, reposabrazos central delantero y trasero, así como una consola con el Twin-Stick manual o con la transmisión automática disponible. Se construyeron aproximadamente 2.955 unidades.

### Rambler Marquesa

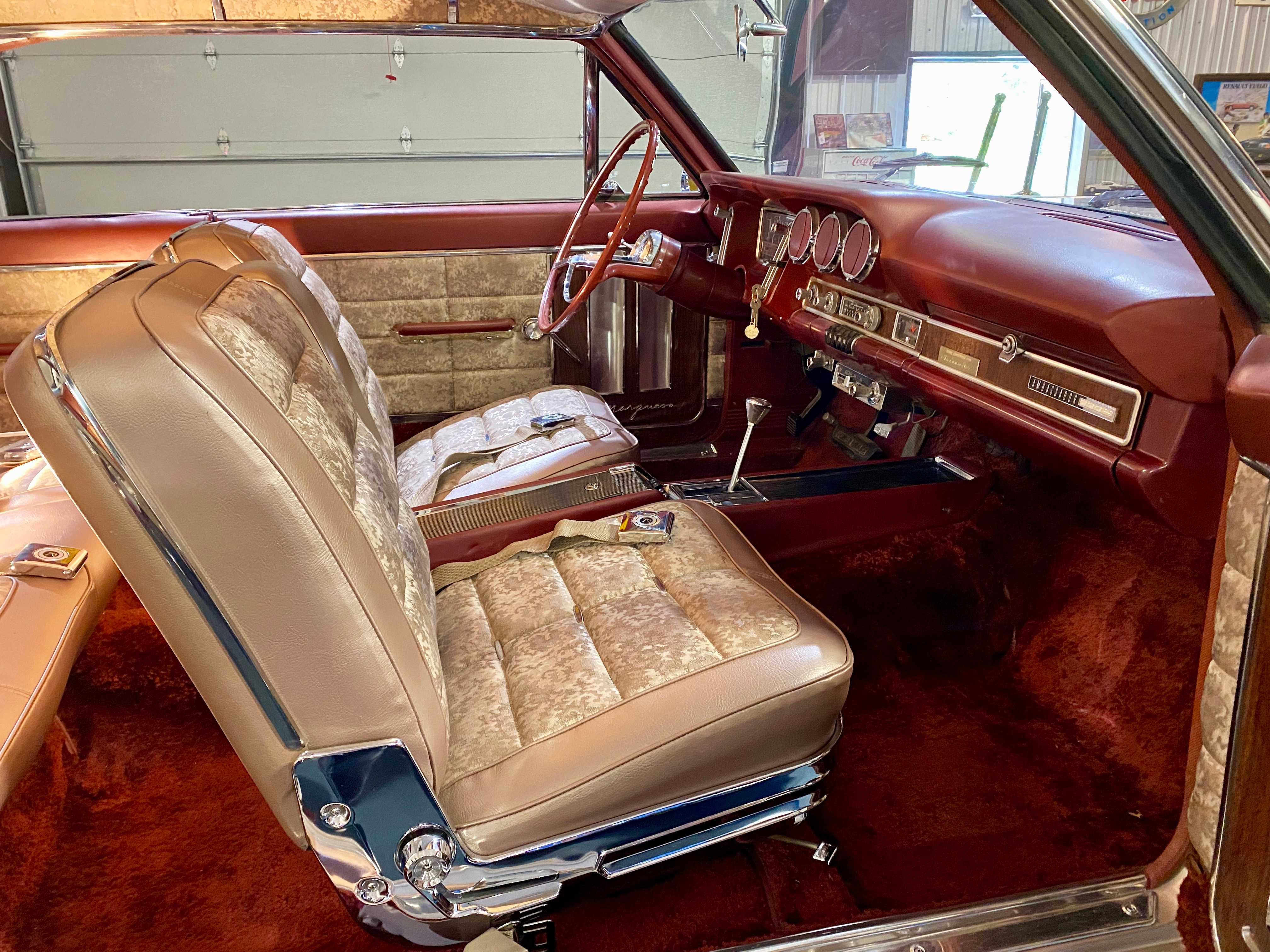
Interior del prototipo Rambler Ambassador Marquesa de 1964

El Rambler Marquesa se exhibió en los salones del automóvil durante el año modelo 1964 y luego se desconoció durante un tiempo su paradero. Sin embargo, el coche de exhibición basado en el Ambassador 990-H permaneció en su estado original y ahora se exhibe en el Rambler Ranch en Colorado, la colección más completa de vehículos Nash, Rambler y AMC y su historia. El modelo de techo rígido y dos puertas tiene un acabado con colores de pintura especiales con el techo más oscuro, llantas de radios de alambre y llantas de banda blanca con rayas dobles. El interior presentaba un tono de tapicería con brocados a juego con los asientos individuales, que continuaba en el revestimiento del techo y en los paneles de las puertas. La consola central albergaba la palanca de cambios de la transmisión automática, así como los interruptores de las ventanas eléctricas ubicados en el centro.

## Quinta generación

### 1965

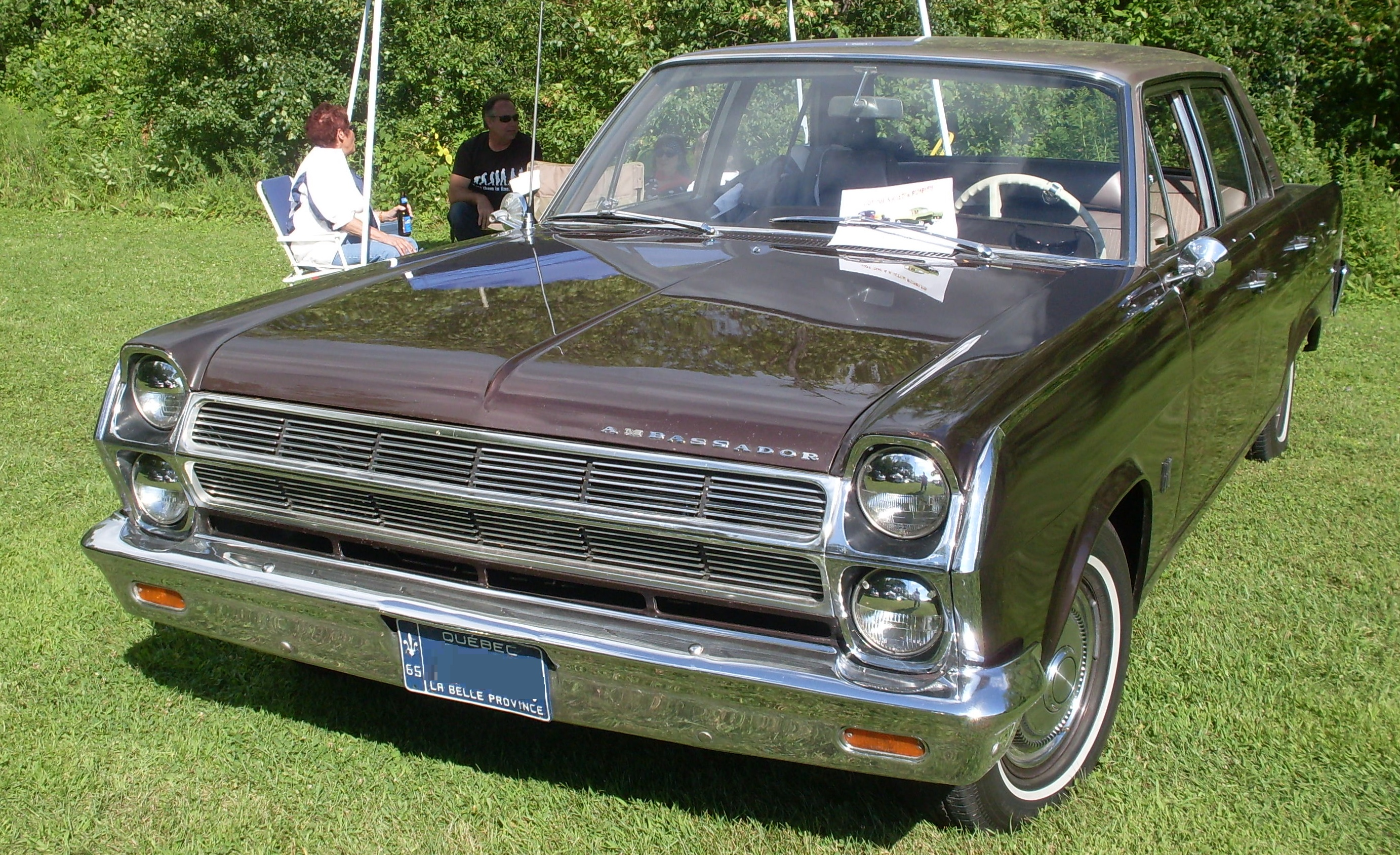
Ambassador 990 sedán de 1965

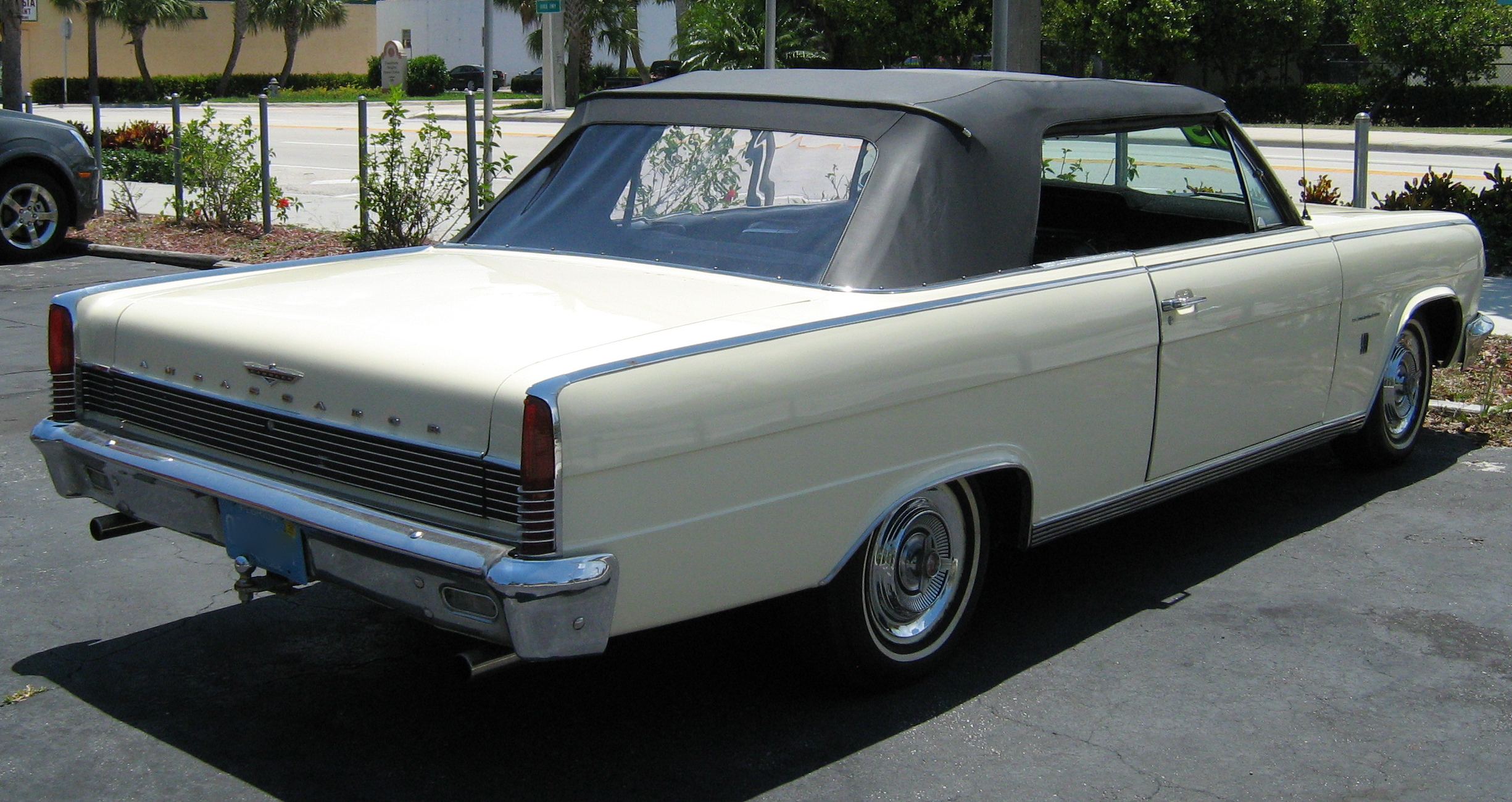
Ambassador 990 convertible de 1965

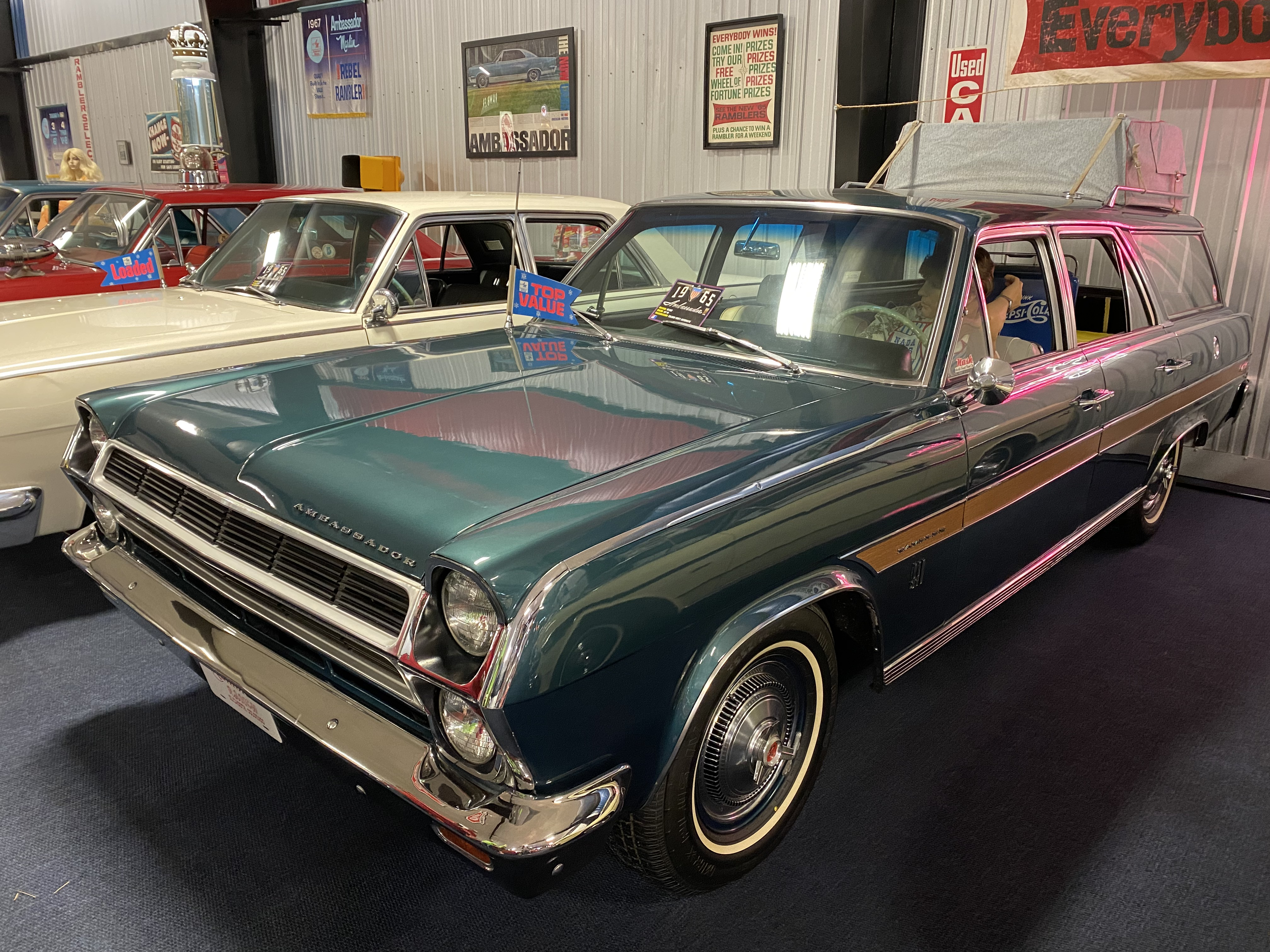
Ambassador 990 Cross Country familiar de 1965 con molduras laterales de carrocería de fibra de madera opcionales

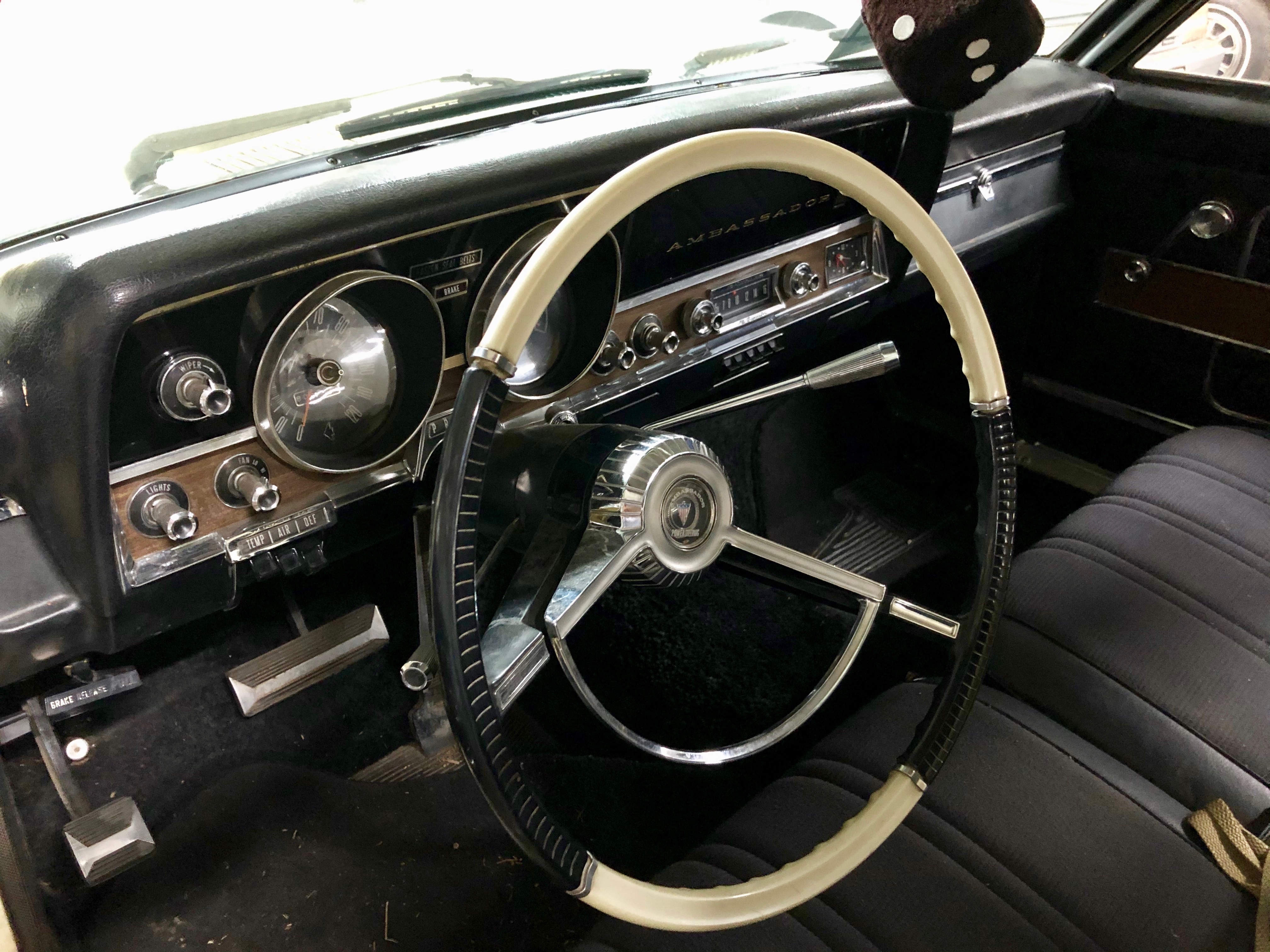
Interior de un Ambassador de 1965, con el nuevo tablero

No importaba cuánto éxito lograron los nuevos Rambler en el mercado, pero Roy Abernethy no estaba completamente satisfecho. Utilizando como guía la experiencia que obtuvo como un destacado vendedor, Abernethy analizó detenidamente la dirección que tomaba la competencia de American Motors y decidió que la empresa tendría mucho más éxito si sus productos competían más directamente con los Tres Grandes. Para lograrlo, se debía impulsar todos los vehículos AMC a un nivel más alto entre los diversos segmentos del mercado, sacudiéndose la imagen de fabricar automóviles económicos de la compañía, y ofreciendo vehículos una vez más en las tres principales clases de tamaños de automóviles estadounidenses: compactos, intermedios y de tamaño completo. El American y el Classic eran fuertes competidores en los dos primeros segmentos, por lo que para el modelo del año 1965, fijó su objetivo en convertir al Ambassador en un automóvil de tamaño completo al alargar la distancia entre ejes del Classic y darle un estilo diferente. Los tamaños generales de los automóviles en ese momento se basaban en los estándares de longitud de la distancia entre ejes establecidos por la industria, en lugar de la clasificación de vehículos moderna según el espacio interior y el de carga. El Ambassador de 1965 representó un cambio fundamental en la ideología corporativa, un alejamiento de los vehículos principalmente de bajo consumo de combustible hacia automóviles más grandes, más rápidos y potencialmente más rentables.
Aunque el Ambassador montó la misma plataforma que sus antecesores de 1963–64, los modelos de 1965 parecían completamente nuevos. El diseñador de American Motors, Dick Teague, proyecto el Ambassador de 1965 con elegancia, y le dio al automóvil una apariencia global integrada. La revista  Motor Trend estuvo de acuerdo y lo calificó como un "automóvil sorprendentemente hermoso". El aspecto general del diseño lineal podía describirse como "robusto" o "cincelado".
Todos los Ambassador se fabricaron con una distancia entre ejes de 116 pulgadas (295 cm), es decir, 4 pulgadas (101,6 mm) más larga que la de los modelos Rambler Classic. Teague amplió el nivel de la línea de cintura desde los faros cuádruples apilados verticalemte hasta las luces traseras verticales para alargar visualmente los coches. El Ambassador presentaba guardabarros traseros cuadrados más largos con luces traseras envolventes verticales, un maletero más alto, y arcos de rueda traseros cuadrados montados sobre el parachoques trasero bajo. En la parte delantera, el Ambassador nuevamente provocó una controversia menor con sus nuevos faros cuádruples apilados verticalmente, que estaban ligeramente empotrados en sus biseles, mientras flanqueaban una parrilla de barra horizontal completamente nueva. Esta nueva parrilla de pared a pared se proyectaba hacia adelante, horizontalmente, en el centro, para crear un efecto algo opuesto al tratamiento de la parrilla de 1963.
El diseño frontal proporcionó una apariencia sólida y audaz. Los nuevos Ambassador eran tan atractivos como cualquier modelo construido por los competidores de AMC con sede en Detroit, y con un precio recomendado de alrededor de 3.000 dólares, estaba al alcance de una gran masa de potenciales compradores.
Como era el caso antes de 1962, toda la distancia entre ejes adicional del Ambassador estaba por delante del capó, lo que significa que el volumen interior era el mismo que el del Classic de tamaño intermedio. Otro nuevo estilo de carrocería debutó en la línea Ambassador para 1965: un nuevo y atractivo convertible ofrecido como parte de la serie 990. Esta fue la primera vez que se ofreció un descapotable en la línea Ambassador desde 1948.
Los estilos de carrocería del Ambassador (excepto los familiares con tres filas de asientos y el techo rígido 990-H) ofrecían asientos para seis pasajeros, con cupés y convertibles que tenían la opción de asientos individuales con consola central y palanca de cambios en el piso. El Ambassador 990-H era un modelo de techo rígido de dos puertas de alto volumen de producción, disponible solo en forma de 5 pasajeros con sus asientos envolventes estándar con reposabrazos centrales plegables en la parte delantera y trasera.
Los Ambassador también vieron una lista ampliada de líneas de acabado, accesorios de confort y opciones de motor. Los interiores fueron rediseñados con un nuevo tablero. Se mantuvieron los modelos 990 y 990-H, mientras que los modelos 880 fueron los nuevos líderes de precio económico en la gama de 1965, pero incluso el precio de 2.512 dólares del sedán de dos puertas no era atractivo en comparación con los modelos con mejores acabados, asientos individuales e interiores especiales. Los Ambassador venían de serie con el nuevo motor AMC de sis cilindros en línea de 232 plg³ (3,8 L), que era la primera vez desde 1956 que un Ambassador estaba disponible con seis cilindros. Sin embargo, mucho más populares en el Ambassador fueron los dos fiables motores AMC V8 de 287 y 327 plg³ (4,7 y 5,4 L).
La dirección de American Motors decidió que el Ambassador podía volver a aceptar un motor estándar de seis cilindros, ya que sus competidores de tamaño completo (por ejemplo, los Chevrolet Bel Air e Impala, Ford Custom 500 y Galaxie, así como el Plymouth Fury) venían equipados de serie con motores de seis cilindros. Por lo tanto, atrajeron a una gama más amplia de clientes que la que estaba recibiendo el Ambassador. Además, dado que el Classic ahora era más pequeño y tenía un estilo diferente, el Ambassador de seis cilindros no amenazaría con canibalizar las ventas del Classic 6, que eran los líderes en volumen de ventas de la compañía. Los cambios dieron en el blanco, ya que las ventas del Ambassador reposicionado se triplicaron con creces.
El motor estándar de seis cilindros ahora presentaba válvulas más grandes, lo que las hacía iguales a las de los V8. Los respaldos de los asientos delanteros se rediseñaron para ofrecer espacio adicional para las piernas de los pasajeros del asiento trasero, con los populares asientos delanteros reclinables que ahora tenían 7 posiciones, en comparación con las 5 anteriores. Los nuevos frenos de disco Bendix con asistencia eléctrica ahora eran opcionales.
Popular Mechanics clasificó a los Ambassador como coches familiares y describió los prototipos como sólidos, cómodos y funcionando "majestuosamente". La revista "Motor Trend" probó un Ambassador convertible con una transmisión de sobremarcha Twin-Stick y lo encontró encomiablemente económico, con un promedio de 16,4 mpgAm (14,3 L/100 km) sobre 1000 millas (1609,3 km) de funcionamiento, y señaló que... "La comodidad del viaje fue el punto de venta más importante del Ambassador, junto con su frenos de tambor Bendix duo-servo excepcionalmente potentes... Con los delgados asientos que se reclinan, el conductor y los pasajeros pueden disfrutar de un alto grado de comodidad de conducción... Muchos transeúntes comentaron sobre la buena apariencia del automóvil... Nuestro resumen: un automóvil familiar agradable, cómodo, silencioso y bien construido que descuida el mercado de rendimiento".
Tom Magliozzi, uno de los hermanos que presentaba el programa de radio Car Talk, era dueño de un convertible Ambassador AMC negro de 1965 al que llamaba mi "elegante belleza negra" y quería otro cuando le preguntaban "si pudiera tener algún automóvil, nuevo o viejo, ¿Cuál sería?
Cifras de producción:
- 6585-5 990 Sedán de 4 puertas: 24.852
- 6587-5 990 Cabrio de 2 puertas: 3.499
- 6588-5 990 Camioneta: 8.701
- 6589-5 990 Techo rígido de 2 puertas: 5.034
- 6589-7 990H Techo rígido de 2 puertas: 6.382

### Rambler Attaché
American Motors hizo campaña con el Rambler Attaché, un Ambassador convertible especialmente preparado para el circuito de salones del automóvil. Estaba acabado en color índigo profundo iridiscente con decoración a rayas rojas en los laterales de la carrocería y equipado con ruedas de radios cromadas. El adorno del capó presentaba un "escudo Ambassador en forma de corona", mientras que los asientos envolventes estaban tapizados en cuero índigo con inserciones en rojo rubí.

### 1966

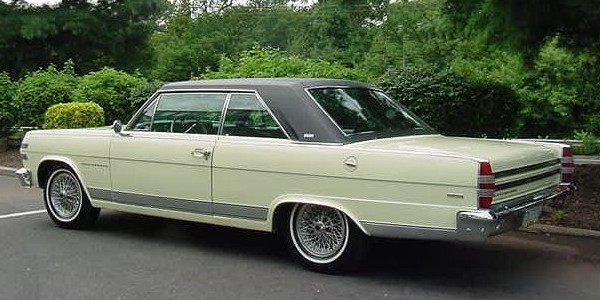
El hardtop de 1966 presentó un diseño de techo modelo DPL

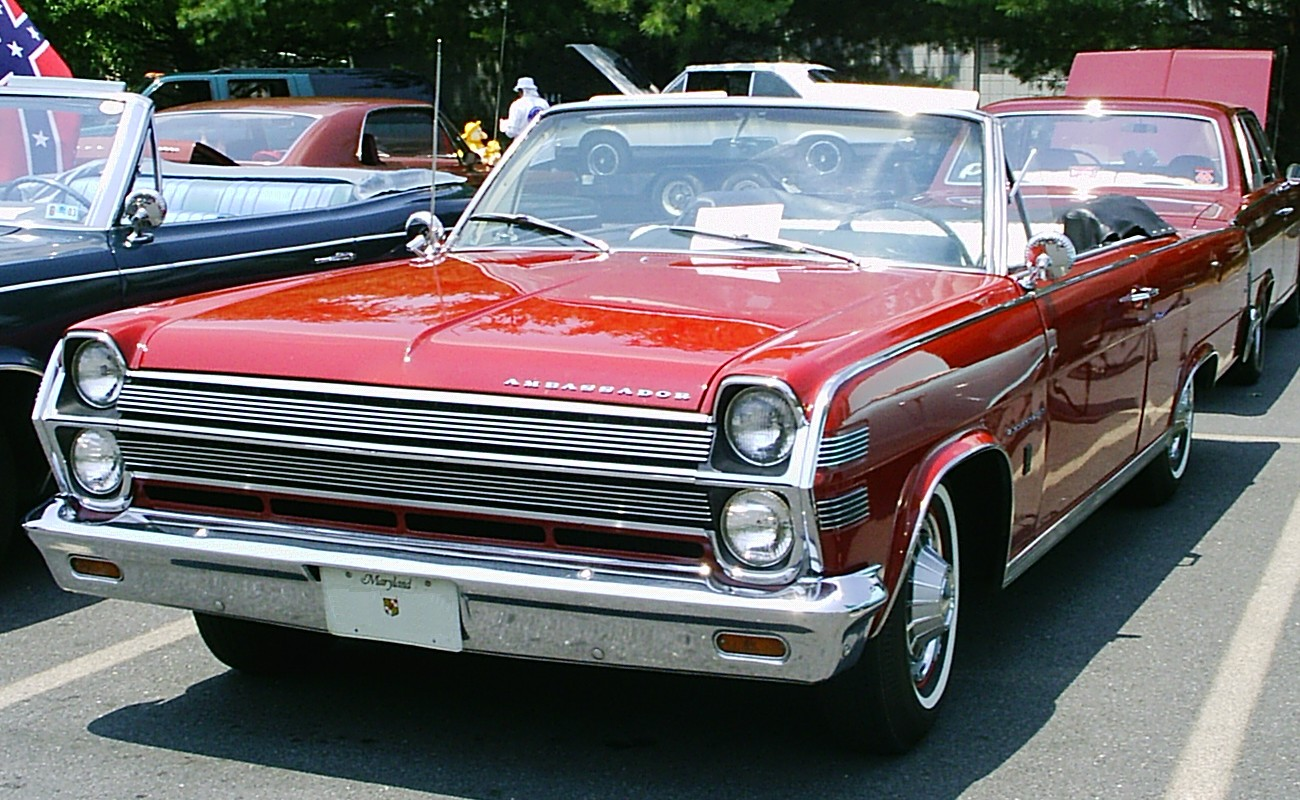
AMC Ambassador 990 convertible de 1966

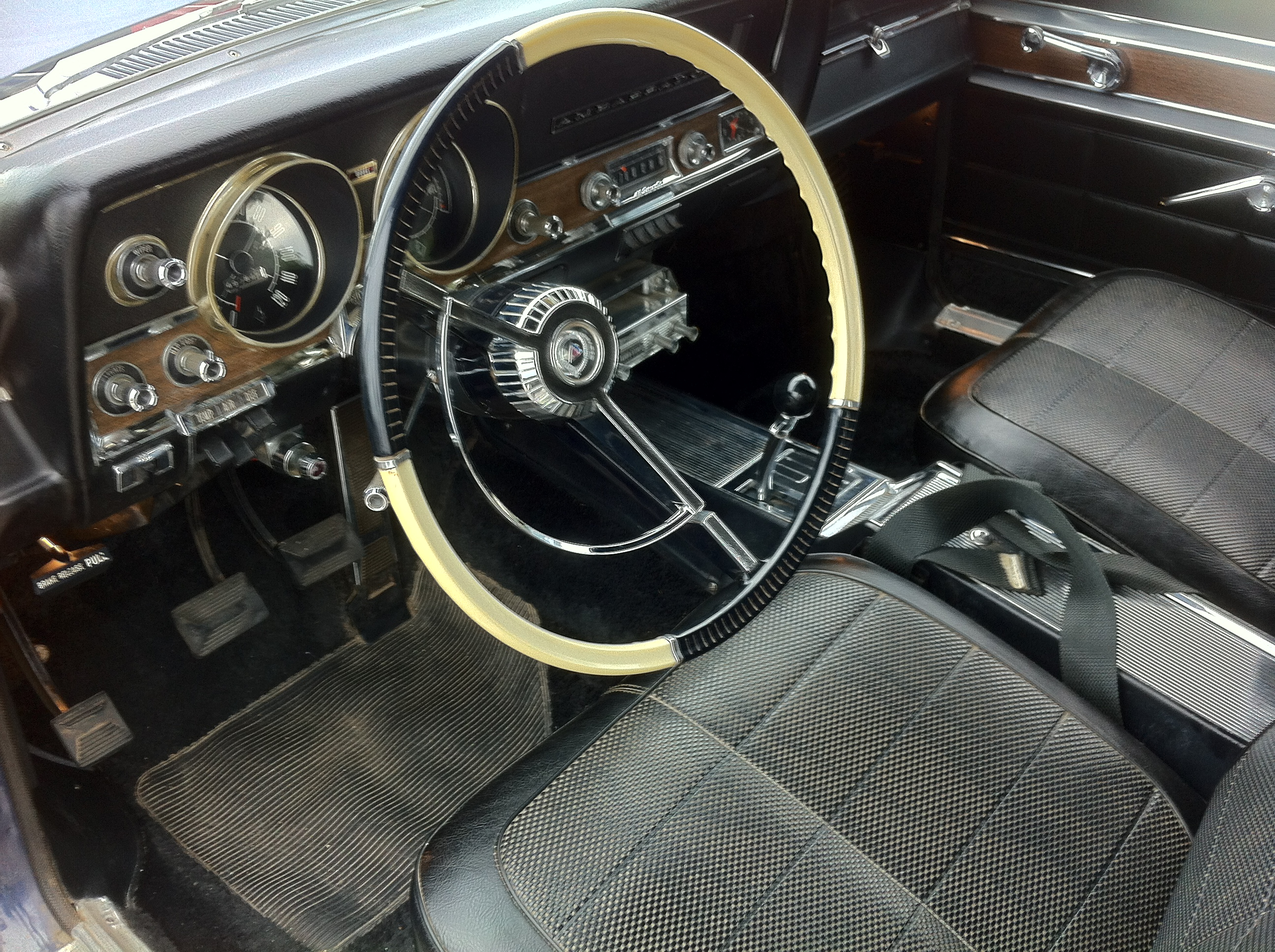
Ambassador de 1966 con consola original de 4 marchas de fábrica

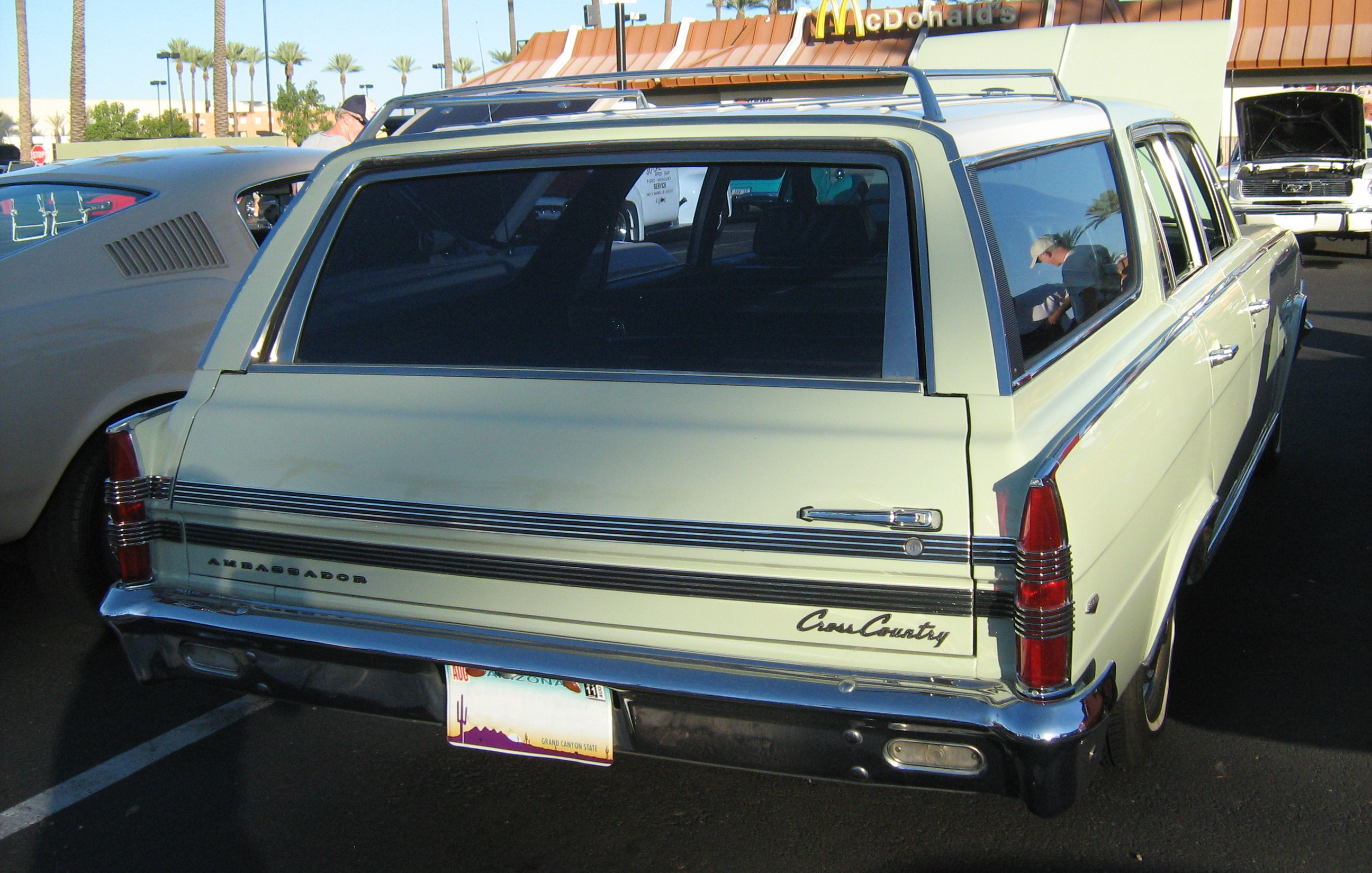
Ambassador 990 Cross Country familiar de 1966

La gama Ambassador recibió cambios menores para 1966. La persiana horizontal en forma de V se extendía sin interrupciones entre los faros y el efecto continuaba con piezas de moldura rectangulares gemelas unidas al costado de los guardabarros delanteros en sus bordes delanteros por los faros. El efecto se repitió en las nuevas luces traseras envolventes verticales con los modelos de primera línea, que recibieron un juego doble de molduras acanaladas horizontales en la parte posterior de la tapa del maletero que simulaban el aspecto de la parrilla delantera. Los cupés hardtop recibieron una línea de techo rediseñada que tenía una apariencia angular, con las ventanas laterales traseras cortadas en ángulo y una ventana trasera rectangular. La luz de fondo ya no se curvaba, y envolvía ligeramente los pilares C. Los cambios se realizaron para darle a la carrocería una apariencia más "formal", una tendencia popular en ese momento.
Los familiares también recibieron un techo nuevo (que no tenía una inclinación tan pronunciada sobre el área de carga trasera), así como una puerta trasera rediseñada y paneles laterales exteriores opcionales simulando madera. Estaba disponible con dos filas de asientos (que disponía de una puerta trasera con bisagras en la parte inferior estándar y una ventana trasera eléctrica completamente retráctil); o bien con una tercera fila orientada hacia atrás opcional (que presentaba una puerta trasera con bisagras en el lado izquierdo, con una manija de puerta exterior normal en el lado derecho). Todos los familiares llevaban un emblema con el rótulo Cross Country.
El 880 sirvió como línea de modelo base. El sedán de dos puertas fue el líder en precio, con un coste de 2.404 dólares, pero terminó con las menores ventas del año modelo. Los modelos 990 más populares y de mayor nivel de equipamiento estaban disponibles en versiones sedán, familiar, hardtop y convertible. Las opciones incluían un techo de vinilo, cubiertas de ruedas de radios de alambre, radio AM/FM, volante ajustable y control de crucero. Un nuevo techo rígido de dos puertas DPL (abreviatura de "Diplomat") de lujo debutó en la parte superior de la gama.
El DPL incluía molduras laterales especiales para la parte inferior de la carrocería, y numerosos accesorios de confort estándar como asientos baquet reclinables tapizados en telas de brocado o vinilo opcionales. Una moldura interior opcional presentaba tela con un estampado de pata de gallo e incluía dos cojines. El modelo DPL tenía como objetivo competir con los nuevos Plymouth VIP, Ford LTD, Chevrolet Caprice y Oldsmobile Cutlass Supreme, más exclusivos y con interiores más cuidados.
El motor AMC I6 de 232 plg³ (3,8 L), así como los V8 de 287 y 327 plg³ (4,7 y 5,4 L), permanecieron en la gama, pero las opciones de transmisión ahora incluían un nuevo sistema manual de cuatro velocidades montado en la consola. La mayoría de los Ambassador continuaron recibiendo pedidos con transmisión automática.
La revista Motor Trend probó un DPL de 1966 equipado con un motor 327 que "definitivamente tiene un chasquido que no habíamos sentido antes" e incluso con una transmisión automática experimentó un "patinaje saludable de ambas ruedas traseras [debido al diferencial de deslizamiento limitado Twin-Grip]... Cambios sutiles en la suspensión de este año, que incluyen amortiguadores más largos y resortes diferentes, tienen un efecto pronunciado en la forma en que se siente y se maneja el automóvil. Lo más bienvenido es la respuesta mejorada de la dirección. El automóvil tiene una nueva base. la sensación sobre el suelo, y la inclinación de la carrocería parece haberse reducido. El andar sigue siendo muy bueno... Como antes, el interior es la característica sobresaliente del Ambassador. Su calidad es tal que otros autos de lujo, incluso los de mayor precio, bien podrían imitarlo..."
Sin embargo, quizás el mayor cambio fue que el Ambassador perdió su placa de identificación histórica Rambler, ya que el automóvil ahora se comercializaba como el "Ambassador de American Motors" o "Ambassador de AMC". Abernethy fue nuevamente responsable de este movimiento de estrategia de mercado, ya que intentó elevar la posición del nuevo y elegante Ambassador aún más en el mercado. Para él, eso significaba que el nombre Rambler y su imagen de automóvil económico se evitarían para darle al automóvil un "borrón y cuenta nueva" en un mercado que se estaba alejando de un enfoque en la economía y se estaba centrando hacia el rendimiento de los motores V8. La evidencia sugiere que Abernethy estaba en el camino correcto al trasladar al Ambassador a un nivel superior para competir con los modelos de lujo de otros fabricantes, ya que las ventas del buque insignia de AMC aumentaron de 18.647 unidades en 1964 a más de 64.000 en 1965, y luego en 1966, aumentaron a más de 71.000. Aunque el Ambassador representó una mera fracción de las ventas totales de automóviles de pasajeros en los EE. UU., fue un paso importante para alinear los productos de AMC con lo que deseaba el consumidor del momento.

## Sexta generación

### 1967
American Motors presentó un Ambassador más largo, más bajo y más ancho completamente rediseñado para el año modelo 1967, ahora con una distancia entre ejes de 118 pulgadas (2997 mm), es decir, 2 pulgadas (50,8 mm) más larga que antes. La plataforma del Ambassador era 4 pulgadas (101,6 mm) más larga que la nueva distancia entre ejes del Rambler Rebel (que medía 114 pulgadas (2896 mm)). El Ambassador se situó en la categoría de tamaño estándar, frente a los coches grandes tradicionales como los Ford Galaxie, Chevrolet Impala y Plymouth Fury. El convertible se ofreció nuevamente para 1967, esta vez con el acabado DPL; pero este sería el último año, con 1.260 unidades construidas. Presentaba un mecanismo de plegado de "pila dividida" completamente nuevo, con rieles laterales ocultos que no invadían el área del asiento trasero, ofreciendo así espacio para tres pasajeros adultos en la parte trasera.
Una vez más, el automóvil parecía completamente nuevo, con una apariencia más redondeada que lucía líneas de techo amplias, guardabarros "estilo de botella de Coca-Cola", mayor área de vidrio y una parrilla empotrada que se inclinaba menos hacia adelante que la de los modelos de 1965–66. Las luces traseras eran más anchas, rectangulares y divididas por una barra vertical central. La revista Motor Trend describió el estilo completamente nuevo del nuevo Ambassador como "atractivo" y "más elegante y agradable a la vista que el del 67".

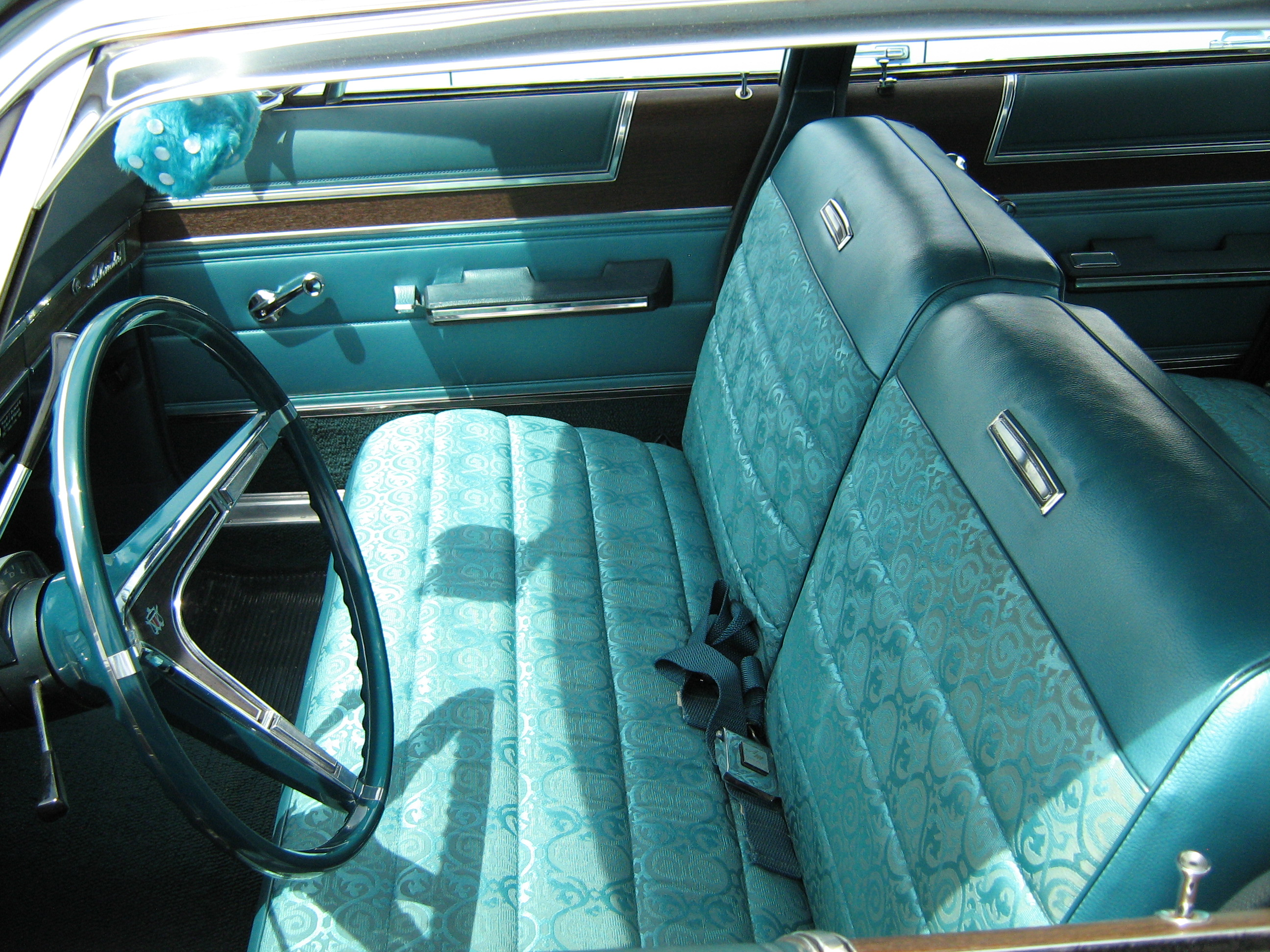
Interior estándar del Ambassador 990 de 1967

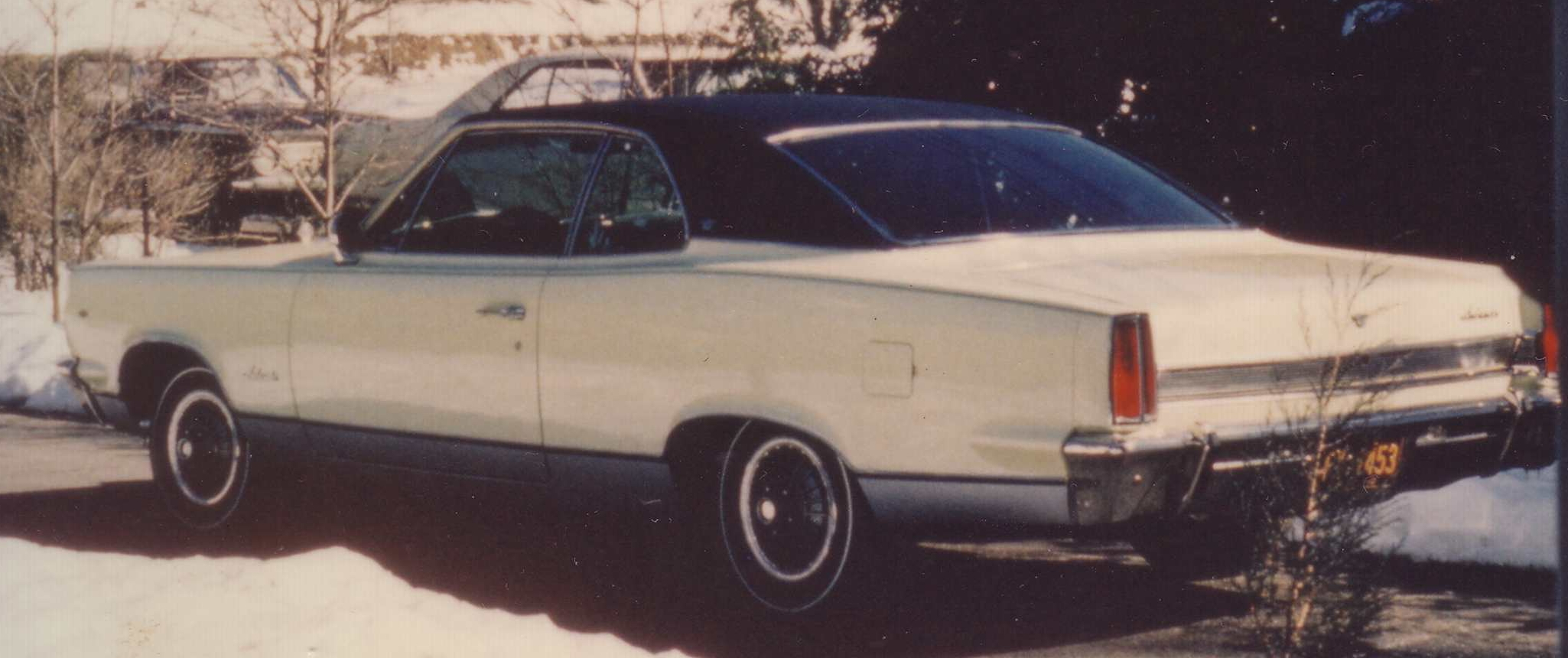
Ambassador de 1967 con hardtop DPL y tapicería con cromados satinados

Los sedanes 880 de dos puertas presentaban la línea del techo idéntica a la de los hardtop, pero tenían un pilar B delgado que les daba una apariencia más de cupé al aire libre y se comercializaban como "sedanes deportivos". El 880 también estaba disponible en versiones sedán y ranchera de 4 puertas, pero los más populares eran los modelos 990 mejor equipados y más exclusivos en estilos de carrocería sedán de 4 puertas, familiar y techo rígido de 2 puertas. Para añadir mayor elegancia a los convertibles y hardtop de dos puertas DPL, se lanzó el acabado opcional "Satin-Chrome" (código de pintura P-42) para la parte inferior de la carrocería, que reemplazaba las molduras estándar de acero inoxidable de longitud completa. Una cubierta de vinilo blanco o negro era opcional en los sedanes y hardtop 990 y DPL. Los familiares 990 Cross Country estaban disponibles con los paneles laterales de la carrocería de fibra de madera simulada "dinoc" de 3M sobre un marco delgado de acero inoxidable.
El Ambassador de tamaño completo presentaba una larga lista de características y opciones estándar. Los interiores "compiten con coches más caros en cuanto a lujo y calidad, pero son lo suficientemente duraderos como para soportar años de uso normal". Los materiales y accesorios de primera calidad incluían molduras de madera veteada e incluso un paquete "personalizado" opcional con tapicería especial y dos cojines a juego. Los techos rígidos Ambassador DPL incluían asientos baquet reclinables con un apoyabrazos central entre ellos (con un cojín central para un tercer ocupante o una consola en el suelo con selector de marchas), así como un apoyabrazos central plegable para el asiento trasero. El nuevo panel de instrumentos orientado a la seguridad agrupaba todos los indicadores y controles frente al conductor, con el resto del panel de instrumentos desplazado hacia adelante y lejos de los pasajeros. Centrado en la seguridad, ahora no había perillas que sobresalieran, la columna de dirección estaba diseñada para colapsar bajo impacto y el volante era más pequeño que en los Ambassador anteriores.
La longeva familia "GEN-1" del motor AMC V8 fue reemplazada por una nueva línea de motores de 290 y 343 plg³ (4,8 y 5,6 L) que debutó en 1966 en el Rambler American. Estos V8 eran un diseño completamente nuevo que presentaba un bloque, culatas y colector de fundición de pared delgada. Con un carburador de 4 cuerpos y escape doble, el 343 V8 rendía 280 HP (283,9 CV) a 4800 rpm y disponía de un par motor de 365 pies·libra fuerza (495 N·m) a 3000 rpm. El antiguo diseño de transmisión por tubo de empuje se eliminó por un nuevo sistema de suspensión trasera con muelles helicoidales de brazo oscilante de cuatro enlaces que brindaba una conducción más cómoda.
American Motors promocionó el nuevo Ambassador de 1967 como un "automóvil intransigente con los paseos por la alfombra roja" en anuncios impresos, y en un innovador anuncio de televisión. Desafortunadamente, las ventas de los modelos rediseñados fueron decepcionantes, debido a la confusión de los clientes causada por el abrupto giro de toda la compañía hacia el mercado de lujo, que parecía incómodamente "yo también" para los clientes nacionales tradicionales de los Tres Grandes de Detroit y también alejaron a la base de compradores leales de American Motors. Definitivamente, las ideas de Abernethy de acceder a nuevos mercados no estaban funcionando. Estos cambios de estrategia dieron como resultado una nueva serie de problemas financieros para American Motors. Debido a ello, la junta directiva de AMC prescindió de Roy Abernethy ese mismo año, siendo reemplazado por William V. Luneberg y Roy D. Chapin, Jr..

### Sedanes para el Servicio Postal de EE. UU.

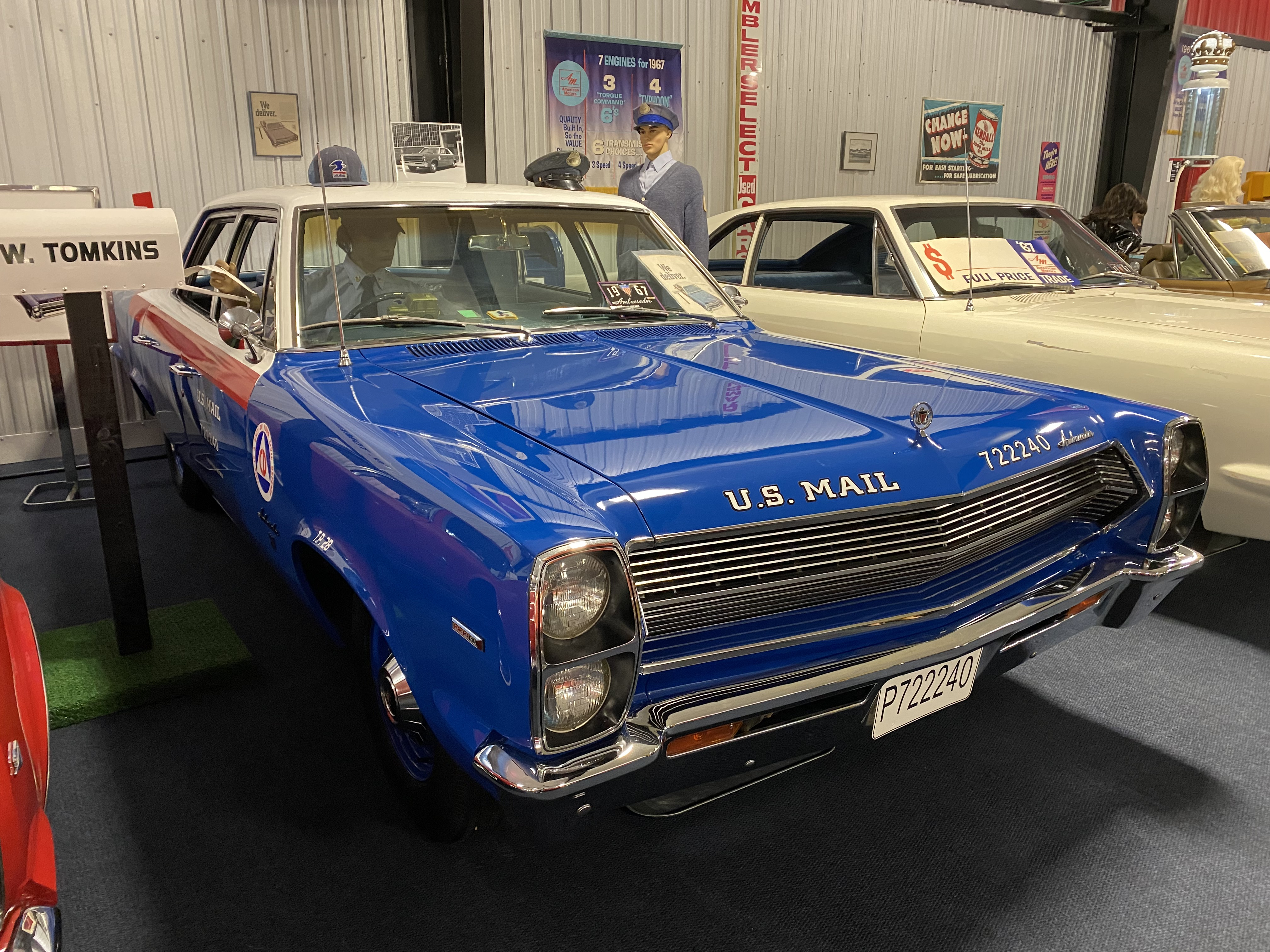
AMC Ambassador de 1967 preparado para el USPS

American Motors proporcionó opciones de flotas especializadas para clientes comerciales y municipales. Las versiones de taxi y policía se utilizaron mucho y no estaban disponibles para el público en general. La Administración de Servicios Generales (GSA) hizo un pedido especial de 3.745 sedanes Ambassador 880 base de cuatro puertas para su uso por el Servicio Postal de los Estados Unidos (USPS), la mayoría para ser construidos de fábrica con el volante a la derecha (de forma que el conductor quedaba del lado de la acera). Se revisaron seis vehículos para realizar esta compra y se probó un sedán AMC Ambassador 880 con volante a la izquierda y sin el asiento trasero.
No todas las unidades pedidas para el servicio postal tenían volante en el lado derecho. Las especificaciones de fábrica incluían opciones de vehículos de flota de trabajo, como alfombrillas de goma y la eliminación del asiento trasero y de los adornos de la tapicería. La mayor parte venía con el motor base I6 de 232 plg³ (3,8 L) junto con la transmisión automática con el cambio en la columna del volante y diferencial autoblocante "Twin-Grip". Todos venían con una placa de identificación de metal en el tablero cerca del cenicero.
American Motors aprovechó este gran pedido de flota para dar publicidad a los Ambassador en su mercadeo, para lo que se publicaron anuncioss en revistas populares titulados "Nosotros cumplimos" y describiendo que los Ambassador brindaban seguridad, fiabilidad y un viaje de "alfombra roja".
La ingeniería para fabricar los automóviles con el volante a la derecha sirvió como modelo para otros vehículos de American Motors basados en la plataforma Ambassador destinados a mercados extranjeros con el volante a la derecha, como Australia, Nueva Zelanda y el Reino Unido. El Rambler Rebel y su sustituto, el AMC Matador, se construyeron posteriormente utilizando el mismo tablero, dirección e instrumentación con volante a la derecha que los sedanes USPS Ambassador de 1967, tanto para los kits de exportación destinados al Reino Unido como para los kits desmontados suministrados para su ensamblaje local en Australia y Nueva Zelanda. El Matador se construyó en Australia hasta 1976 de esta manera.

### AMC Marlin
El fastback Marlin de capota rígida y dos puertas, que se construyó anteriormente sobre la plataforma del Rambler Classic en 1965 y 1966, se continuó en 1967, pero ahora se basaba en la plataforma más grande del Ambassador. Presentaba la parte delantera del Ambassador, un capó más largo y detalles de lujo con una línea de techo fastback aún más larga que la versión anterior.

### 1968

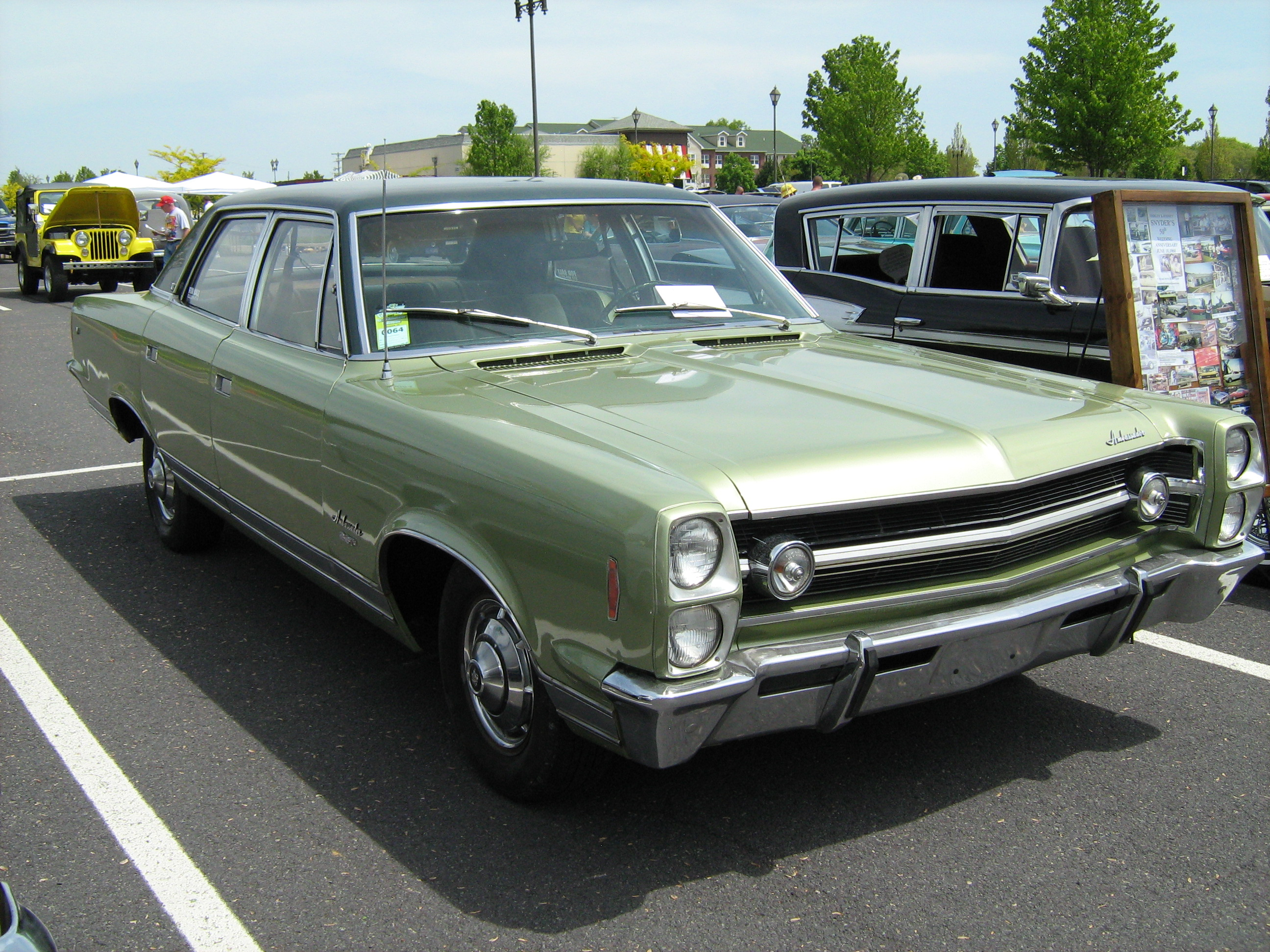
AMC Ambassador SST sedán de 1968

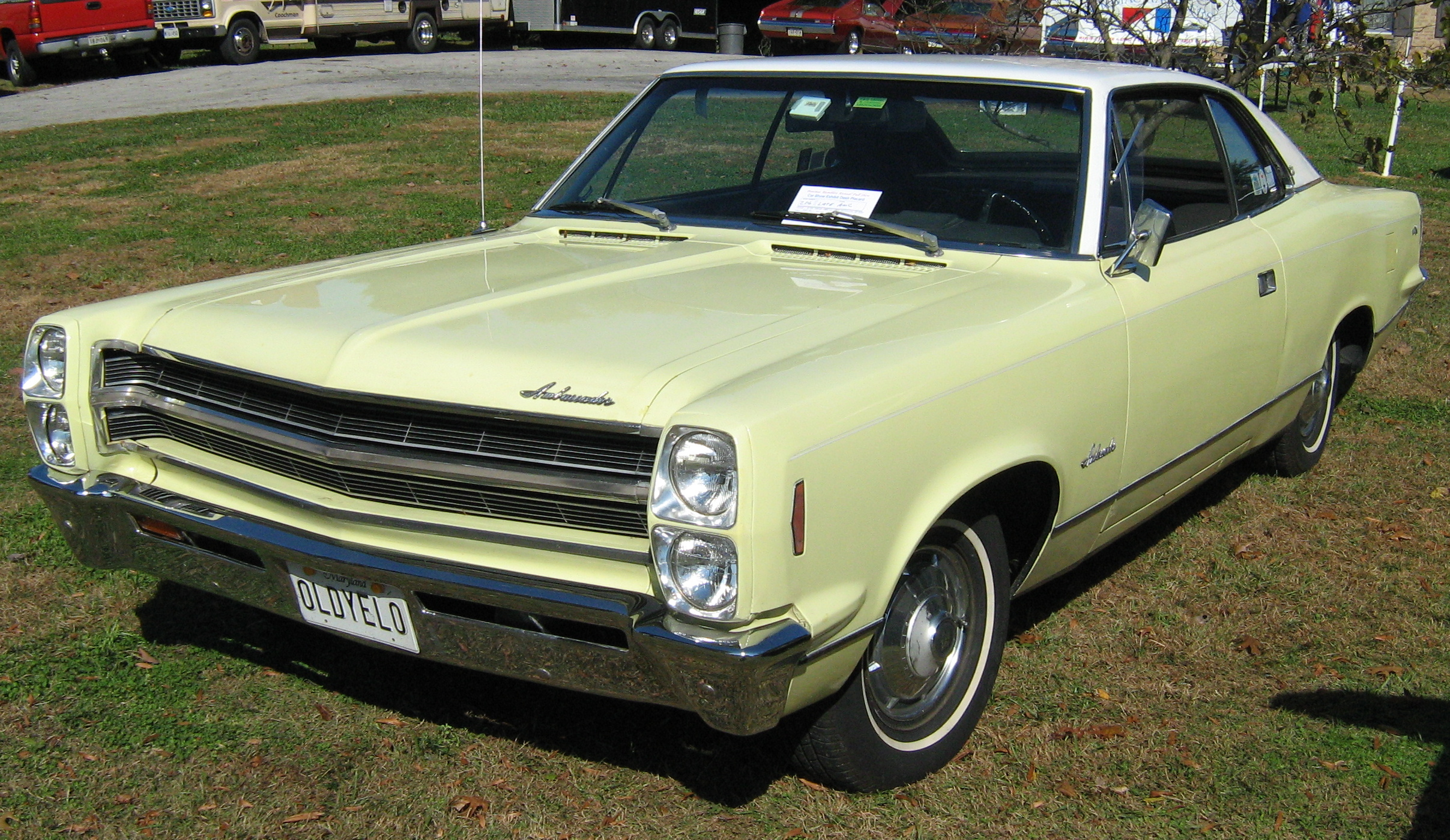
AMC Ambassador hardtop de 1968

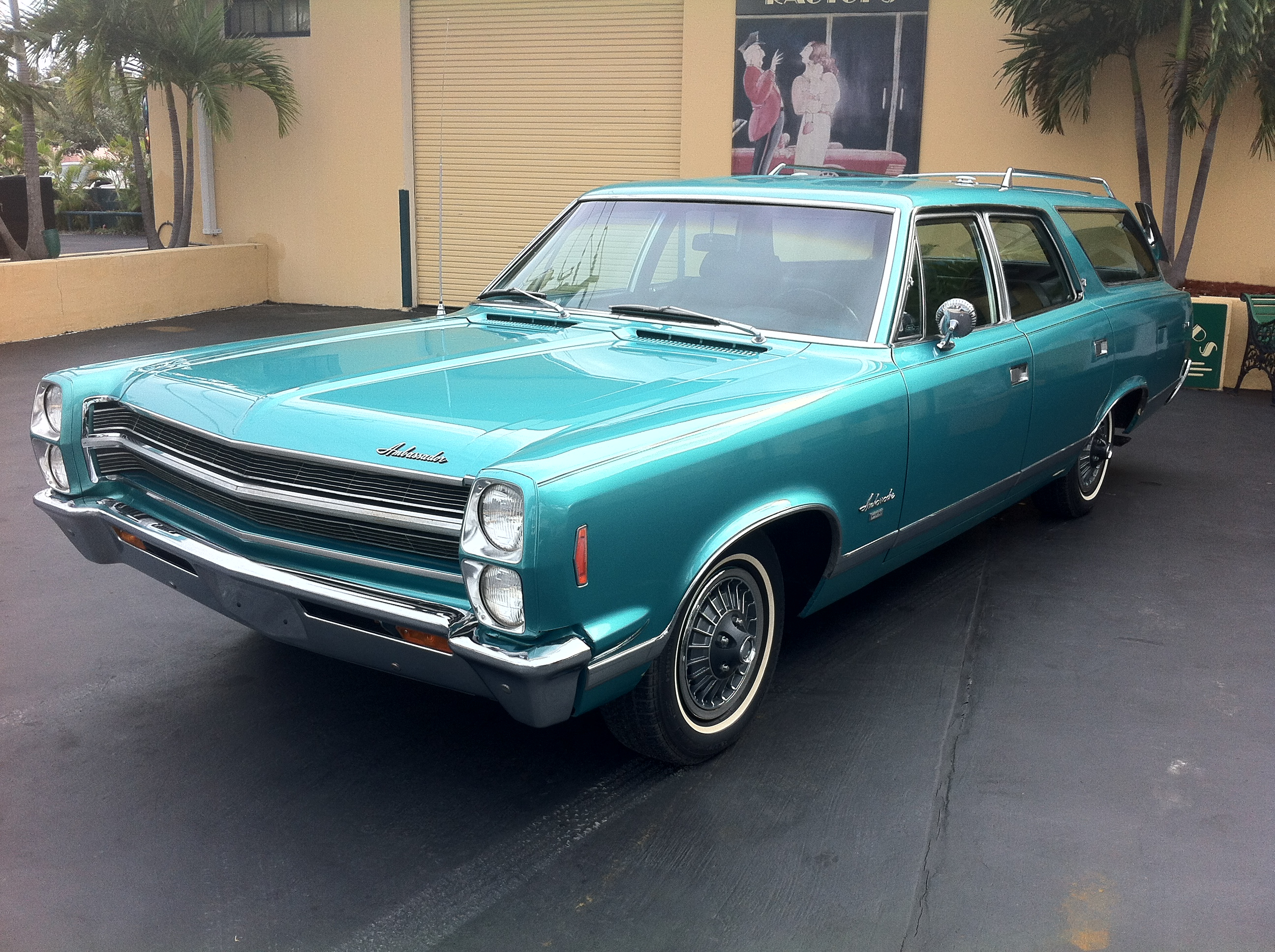
AMC Ambassador DPL familiar de 1968

Para el año de los modelos de 1968, se presentó una nueva línea de acabado SST sobre el acabado DPL, ahora en la gama media del Ambassador. American Motors fue pionera en el campo del aire acondicionado a través de su división de refrigeradores Kelvinator, y el jefe de publicidad de AMC, Bill McNealy, quería que el Ambassador se destacara en un segmento de mercado abarrotado y decidió agregar una mayor distinción a la gama del modelo al hacer que el sistema de climatización All Weather formase parte del equipamiento estándar. Esta fue la primera vez que un fabricante de automóviles de gran volumen lo introdujo, algo que ni siquiera Cadillac y Lincoln habían ofrecido en sus modelos de lujo, aunque algunos de ellos tenían un precio de más del doble que el Ambassador. Si bien todos los Ambassador venían con aire acondicionado de serie, los consumidores podían pedir el automóvil sin el equipo de aire acondicionado, como una "opción de eliminación" que permitía reducir el precio del coche en 218 dólares. Como señaló AMC en su campaña publicitaria para el Ambassador, el único otro fabricante de automóviles importante que ofrecía aire acondicionado como equipo estándar en 1968 fue Rolls-Royce.
Debido a las bajas ventas, tanto el convertible como el cupé con pilares intermedios se eliminaron de la gama del Ambassador; dejando el cupé y el sedán de techo rígido 990; el cupé, el sedán y el familiar hardtop DPL; y el nuevo cupé y sedán de techo rígido SST. El automóvil de lujo personal Marlin también se suspendió para dar paso al nuevo AMC Javelin más pequeño, encuadrado en el segmento de los pony cars. La versión Ambassador SST de 1968 de primera línea era "especialmente atractiva" y disponía "de un paquete de accesorios muy lujoso", con el motor V8 estándar, aire acondicionado, tapicería de gran calidad, asientos delanteros reclinables individuales, molduras interiores con apariencia de madera y molduras exteriores mejoradas. También disponía de numerosas mejoras, como un reloj eléctrico y un zumbador para avisar de los faros encendidos al abandonar el vehículo.
Los cambios de estilo fueron menores. Las luces traseras ahora estaban empotradas en biseles del color de la carrocería, y estaban divididas por una sola barra horizontal central. Los biseles de los faros delanteros eran de nailon y del mismo color de la carrocería. Una nueva rejilla de plástico moldeada por inyección estaba dominada por una barra horizontal que se extendía hacia adelante en el centro desde los lados, mientras que su contorno tenía bordes cuadrados que envolvían hacia adelante las extensiones internas de los faros. Las luces marcadoras montadas en los guardabarros se agregaron en la parte delantera y trasera como equipo estándar, ya que las regulaciones de la NHTSA exigieron su aplicación (junto con los cinturones de seguridad a partir del 1 de enero de 1968) a todos los automóviles de pasajeros vendidos en los Estados Unidos para 1968.
Sin embargo, la característica de estilo más perdurable de AMC debutó en el Ambassador de 1968, cuando las manijas de las puertas estilo paleta montadas al ras reemplazaron a las antiguas unidades con botones pulsadores de todos los coches de American Motors, excepto del Rambler American. El diseño práctico y "desarmantemente simple" es anterior a los mandatos relacionados con la seguridad y las normas de la industria. El cierre interior ya no se realizaba con el tradicional pulsador situado en el alféizar de la ventana, sino con una palanca colocada en el reposabrazos.
La alineación de las ruedas delanteras se hizo más fácil y con mayor precisión al mover el ajuste de inclinación del brazo de control superior al inferior en la suspensión de doble horquilla, y los ajustes del lanzamiento también se movieron del brazo de control superior al puntal de arrastre. A mediados de año, el nuevo motor superior de AMC, el V8 AMX de 390 plg³ (6,4 L) y 315 HP (235 kW; 319 CV) se convirtió en una opción en la línea Ambassador, elevando el total de opciones de motor a cuatro.
En junio de 1967, American Motors inició una nueva campaña publicitaria creada por Mary Wells Lawrence (de la agencia de publicidad Wells, Rich and Greene). La cuenta AMC, con una dotación de 12 millones de dólares, fue una asignación de alto perfil y ayudó a establecer la agencia como innovadora y audaz en su enfoque. La nueva publicidad rompió con la convención de no atacar a la competencia, y las campañas de AMC se volvieron muy controvertidas. La publicidad funcionó con las ventas minoristas totales de AMC mejorando un 13% durante el año fiscal, pero las cifras del Ambassador de 1968 disminuyeron ligeramente.

## Séptima generación

### 1969

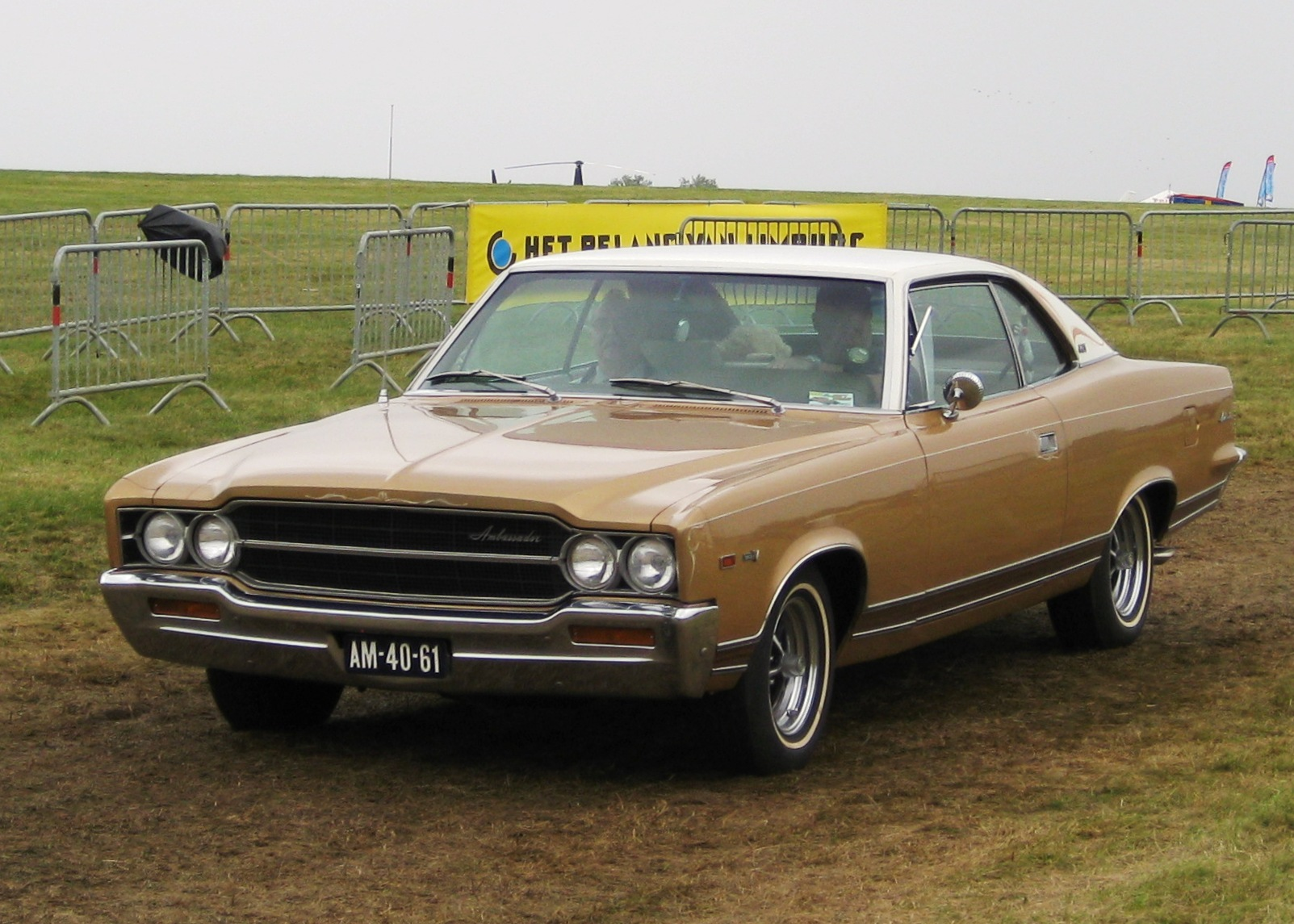
Ambassador hardtop de 1969 en Bélgica

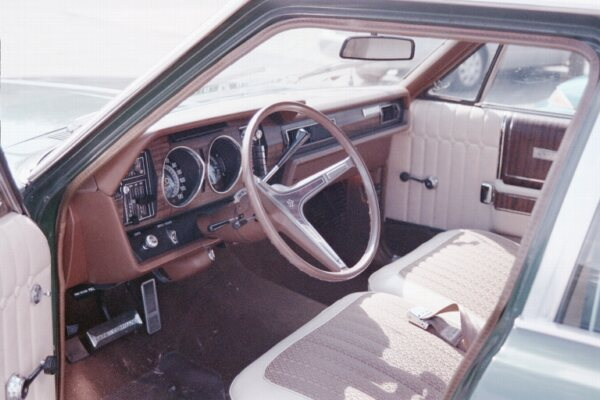
Interior estándar de un Ambassador sedán de 1969

En 1969, el Ambassador recibió un importante rediseño, con una ganancia de 4 pulgadas (10 cm) en longitud total y distancia entre ejes. La distancia entre ejes de 122 pulgadas (310 cm) estuvo acompañada por un aumento en la vía delantera y trasera de 58,5 a 60 pulgadas (1486 a 1524 mm). La apariencia de la parte delantera se revisó, con nuevos conjuntos de faros cuádruples montados horizontalmente en una nueva rejilla de plástico moldeado. La parrilla en sí estaba rematada con una barra horizontal cromada que conectaba los grupos de faros. El capó se rediseñó para adaptarse a la parte central elevada de la parrilla y recordaba levemente la combinación clásica de parrilla/capó de los Packard. Dick Teague, vicepresidente de estilo de AMC, había trabajado en el fabricante de automóviles de lujo antes de unirse a AMC. Las luces de estacionamiento eran rectangulares y estaban montadas horizontalmente en huecos empotrados en el parachoques delantero, justo debajo de cada conjunto de faros. Todo el frontal se inclinó ligeramente hacia adelante para darle un aspecto dinámico a la apariencia del vehículo.
En la parte posterior, las luces traseras rectangulares acanaladas estaban montadas dentro de los guardabarros traseros. Se montaron luces de maniobra acanaladas cuadradas de altura similar en el borde posterior de cada lado del guardabarros. La tapa de la cubierta tenía una elevación ligeramente superior. Los modelos base y DPL no tenían un panel decorativo que conectara las luces traseras, mientras que las versiones SST de primera línea presentaban un panel pintado de rojo a juego con las luces traseras. Los familiares recibieron luces traseras envolventes verticales que reemplazaron a las unidades "con capucha" anteriores, que no eran visibles desde los costados. El AMC Ambassador de 1969 era un sedán de funcionamiento suave y potente, bien proporcionado y que no se parecía a ningún otro coche en la carretera.
Los interiores se mejoraron y un nuevo tablero de instrumentos con una visera profunda agrupaba instrumentos y controles frente al conductor. Hubo un mayor énfasis en el acabado y las características de lujo. El hardtop de dos puertas se eliminó del modelo base en 1969.
El Ambassador de 1969 hizo hincapié en el lujo, con el eslogan desarrollado por Mary Wells Lawrence en la agencia Wells Rich Greene, ensalzando el valor del automóvil: "Te recordará los días en que el dinero realmente compraba algo". La combinación de rica tapicería de terciopelo, asientos reclinables ajustables individualmente, aire acondicionado estándar y la distancia entre ejes más larga se destacaron en los anuncios con el elegante aspecto de "limusina" del Ambassador a un precio económico. Un aspecto de este nuevo tema publicitario incluía a muchos distribuidores de AMC que invitaban a los posibles clientes a llamar y solicitar un "viaje de demostración", en el que un chofer uniformado llegaba a la casa del cliente potencial y los llevaba en un sedán Ambassador SST. Los esfuerzos de AMC dieron resultado, y las ventas del Ambassador aumentaron nuevamente.
A partir de su experiencia con el suministro al Servicio Postal de los EE. UU., con más de 3700 Ambassadors con volante a la derecha suministrados en 1968, American Motors exportó posteriormente unidades con volante a la derecha completamente ensamblados desde los Estados Unidos a mercados extranjeros con volante a la derecha, incluidos el Reino Unido, Australia y Nueva Zelanda.

### Limusina Royale

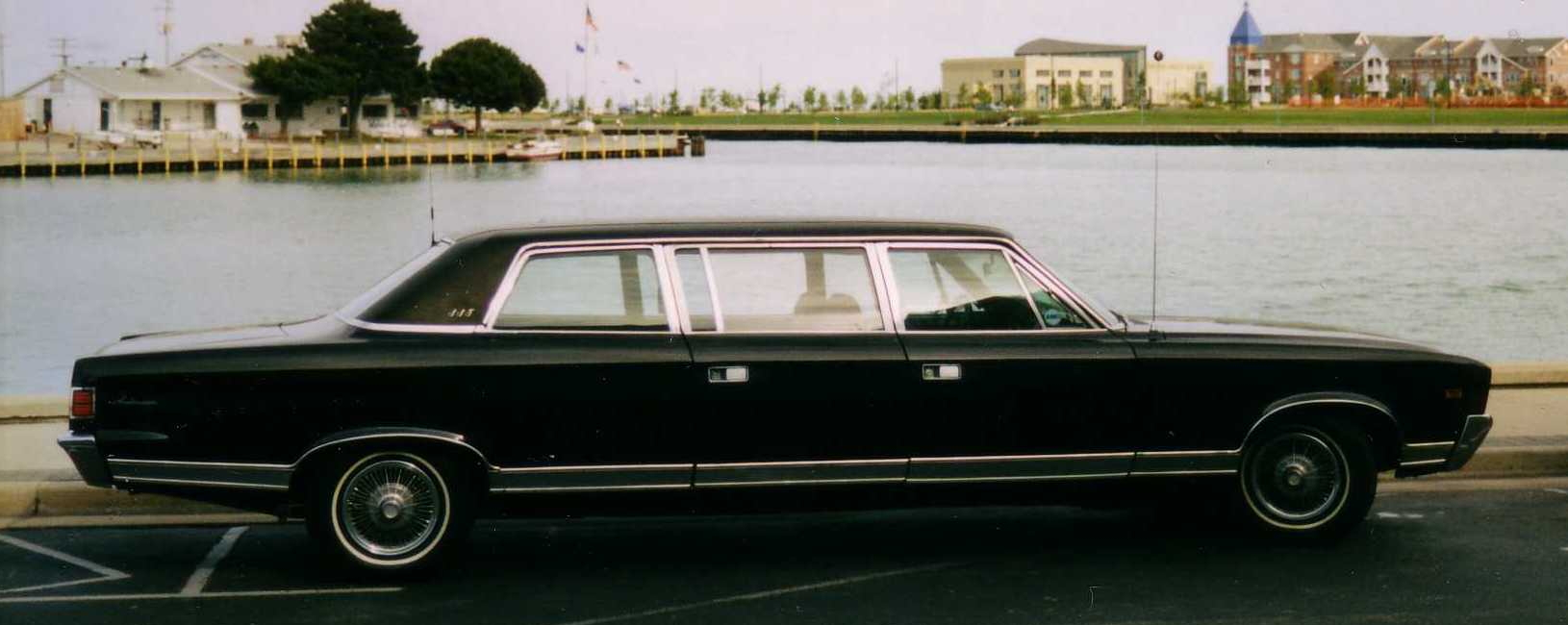
Limusina Ambassador Royale de 1969, alargada por Armbruster/Stageway

AMC no solo promocionó el Ambassador de 1969 con un paseo en "limusina" y citas de lujo, sino que el ejecutivo de alquiler de automóviles de Chicago, Robert Estes, hizo que la Armbruster/Stageway Company convirtiera algunos Ambassador en verdaderas limusinas de 24 pies (7,3 m), montadas con una distancia entre ejes de 158 pulgadas (4013 mm). Conocidas como Royale Stretch Limo, una era propiedad del estado de Wisconsin como vehículo oficial del gobernador Warren Knowles. Las conversiones fueron inusuales, porque no mantuvieron las puertas traseras originales, como es típico en la mayoría de las limusinas. Las puertas traseras se cerraron con soldadura y los coches se alargaron insertando una sección justo detrás del pilar B original, que tenía una puerta central completamente nueva en este centro que creaba una gran abertura para la entrada y la salida de los pasajeros. Unas "vigas en I" de acero de 4 pulgadas (101,6 mm) unían el hueco creado por el alargamiento de la carrocería. La potencia provenía del motor "AMX" V8 de 390 plg³ (6,4 L) y 315 HP (235 kW; 319 CV), respaldado por una transmisión automática BorgWarner y un diferencial autoblocante "Twin-Grip".

### 1970

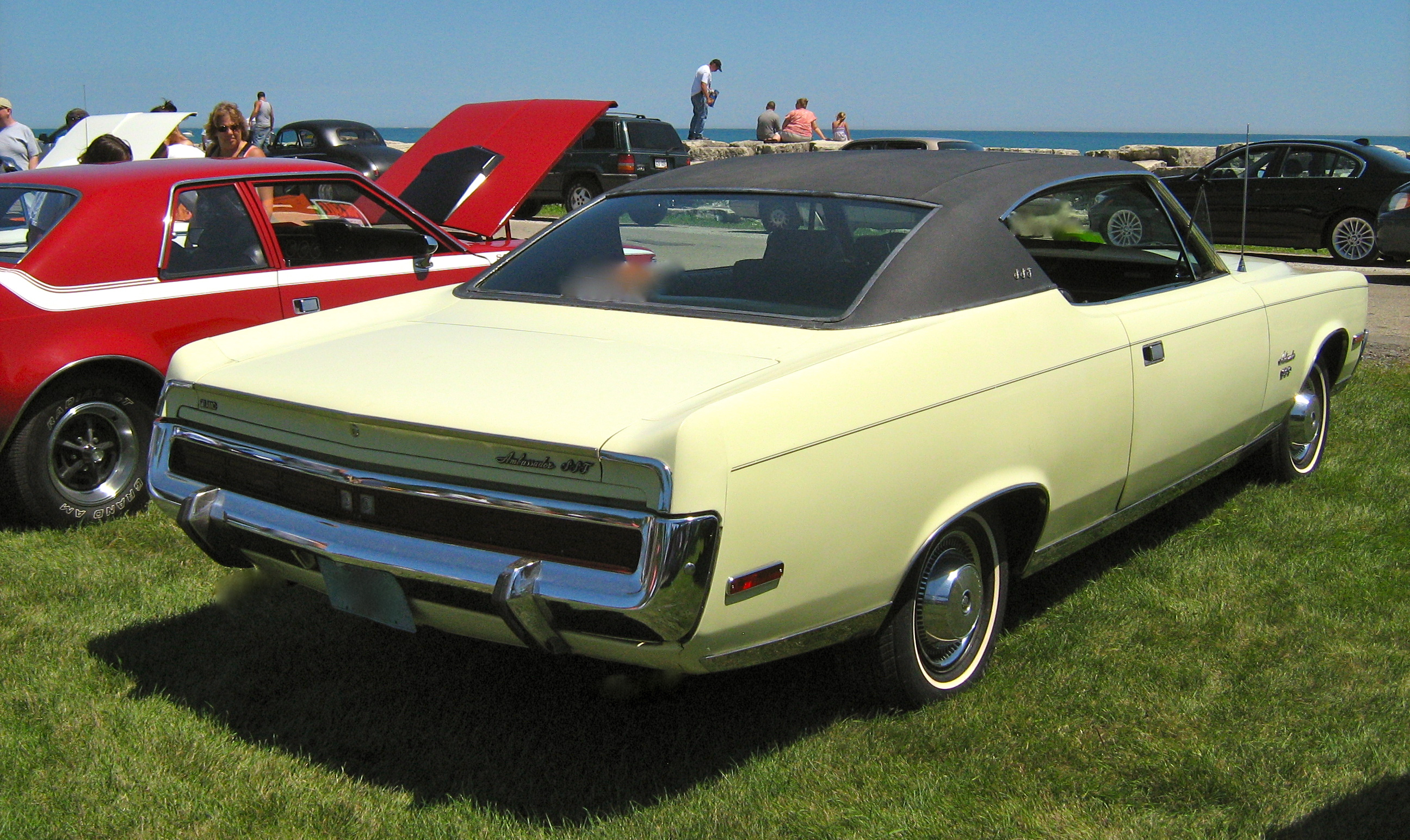
Ambassador SST 2-puertas hardtop de 1970

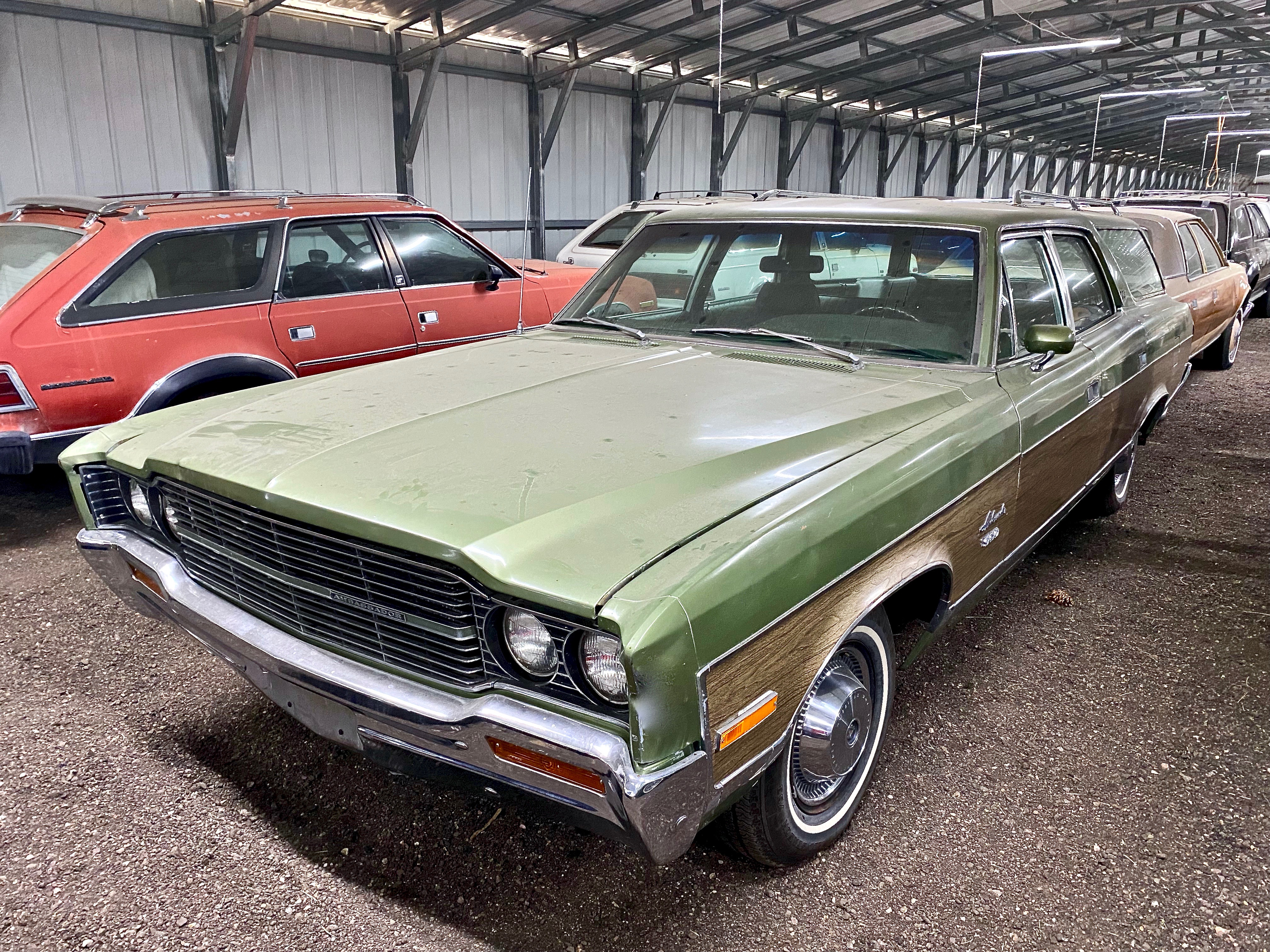
Ambassador SST familiar de 1970

Para el año modelo de 1970, la mitad trasera de los cupés y sedanes Ambassador con techo rígido recibieron una revisión que también fue compartida por el AMC Rebel intermedio de 1970. En los cupés hardtop, este rediseño resultó en una línea de techo inclinada con ventanas laterales inclinadas hacia arriba en un ángulo inverso. La línea de cintura se levantaba en el punto en que las ventanas traseras se elevaban y se estrechaba hacia el extremo del guardabarros, para encontrarse con un nuevo parachoques trasero tipo bucle.
En los sedanes, la línea del techo presentaba un pilar C más delgado, ventanas cuadradas en las puertas traseras y se encontraba con una línea de cintura que se levantaba debajo del borde posterior de cada ventana de las puertas traseras. La línea de cintura se reducía a la misma línea trasera que en los hardtop de dos puertas. Esta fascia trasera contenía una nueva lente de luz trasera acanalada que se extendía de pared a pared e incluía lentes de luz de marcha atrás blancas cuadradas gemelas en su centro.
Los familiares no recibieron cambios en sus techos, puertas y fascias traseras. Sin embargo, todos los Ambassador recibieron una nueva parrilla de aluminio extruido en la parte delantera, con varias barras horizontales brillantes ampliamente espaciadas y una barra de parrilla horizontal ancha del color de la carrocería que se alargaba hasta cada grupo de faros. Se introdujeron nuevas cubiertas de ruedas con un diseño de "turbina", que permanecerían hasta 1974.
El motor V8 de 290 plg³ (4,8 L) fue reemplazado en 1970 por una nueva versión de 304 plg³ (5 L), que rendía 210 HP (157 kW; 213 CV) a 4400 rpm y 305 pies·libra fuerza (414 N·m) a 2800 rpm, convertido en el motor estándar de todos los modelos DPL y SST. El V8 de 343 plg³ (5,6 L) también fue reemplazado por un motor de 360 plg³ (5,9 L) disponible en versiones de gasolina normal con carburador de 2 cuerpos o de combustible extra con carburador de 4 cuerpos de alto rendimiento. El motor "AMX" V8 de 390 plg³ (6,4 L) y un carburador de 4 cuerpos era opcional, y producía 325 HP (242 kW; 330 CV) a 3200 rpm y 420 pies·libra fuerza (569 N·m) de par motor a 3200 rpm.

### 1971

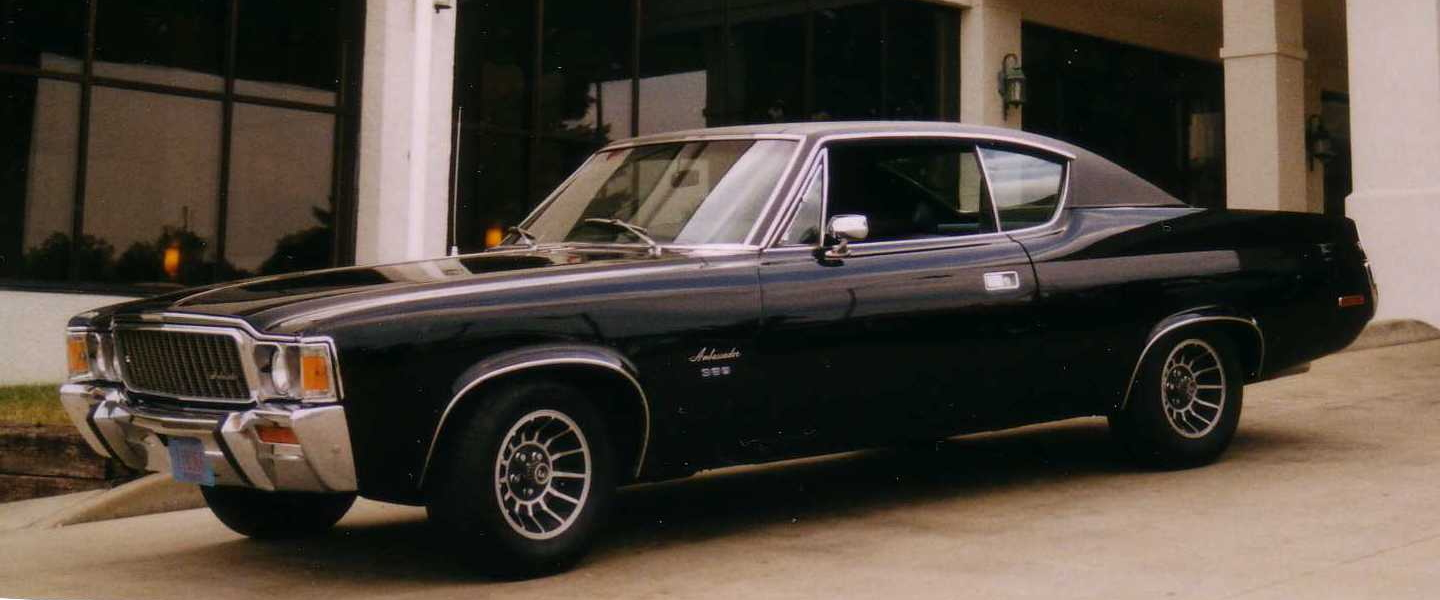
Ambassador hardtop con ruedas TurboCast II (1979–83)

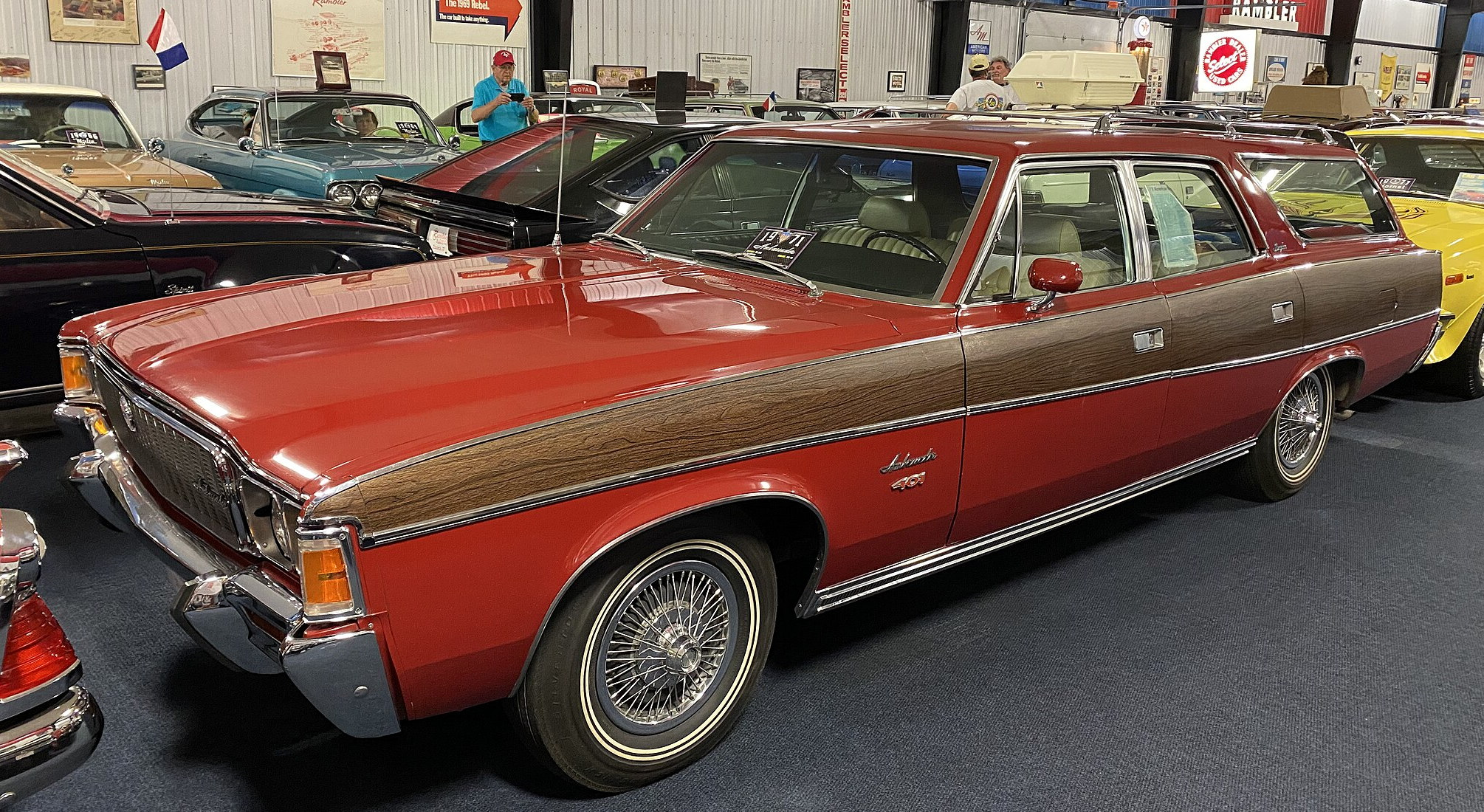
Ambassador familiar de 1971

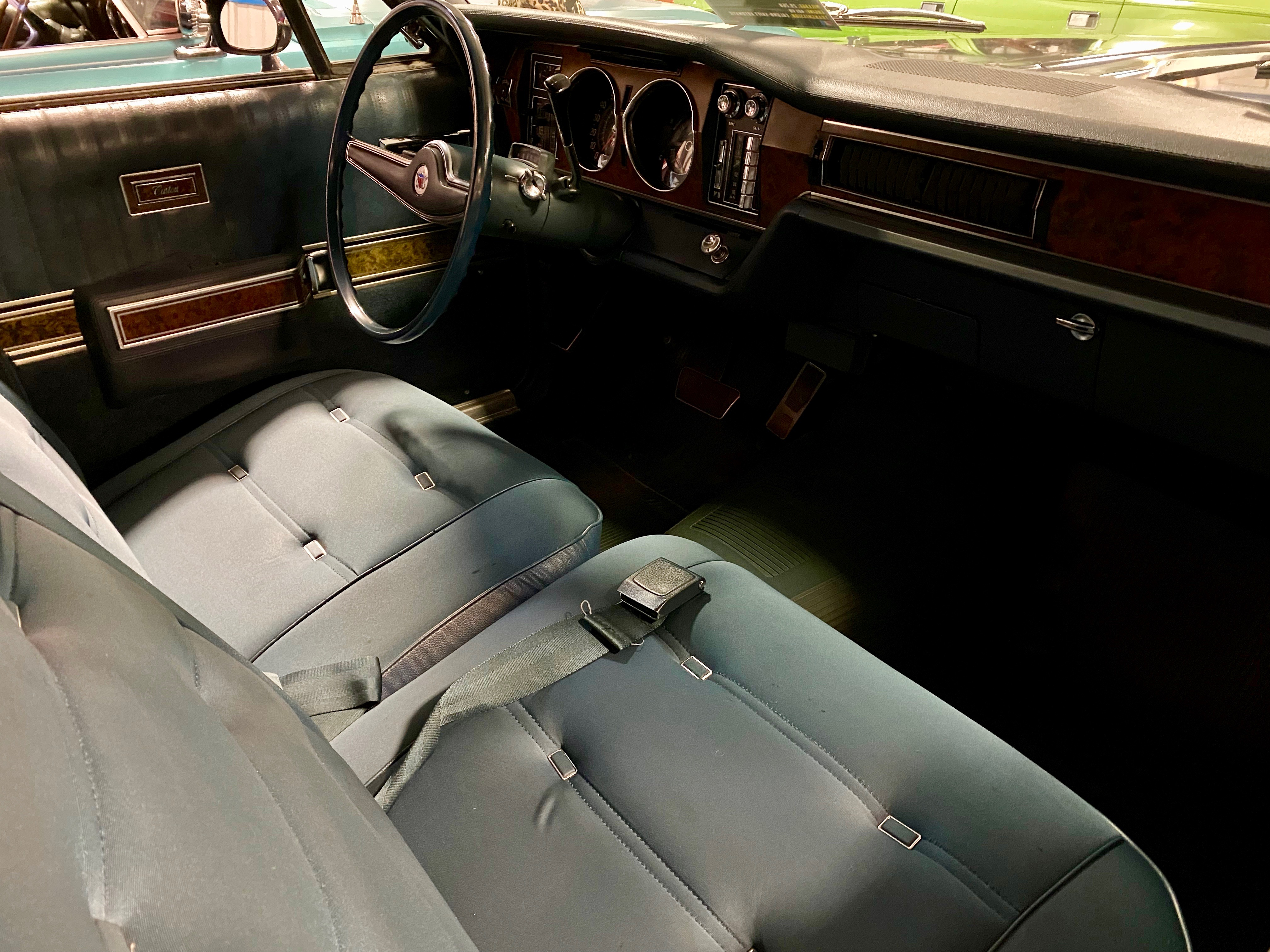
Interior del Ambassador Custom de 1971

Tras el rediseño del año anterior, los Ambassador de 1971 recibieron cambios y mejoras menores. El eslogan de la publicidad de aquel año fue el de un desvalido competidor que preguntaba: "Si tuvieras que competir con GM, Ford y Chrysler, ¿qué harías?"
La pregunta fue respondida por AMC incluyendo más accesorios estándar, ventajas y beneficios para los compradores de sus coches en comparación con los modelos de sus competidores mucho más grandes. Esto se reflejó al mezclar los modelos Ambassador para 1971, incluyendo más equipos en la lista de características estándar. Los modelos base previamente sin nombre se eliminaron, ya que la línea de acabado DPL solo para los sedanes se relegó al estado del modelo base, y se agregó una nueva línea de acabado Brougham de línea superior sobre los modelos SST de línea media. Tanto la versión SST como la Brougham venían con diseño hardtop de dos puertas, así como modelos sedán y familiares de cuatro puertas.
El DPL vino con el nuevo motor de seis cilindros en línea de 258 plg³ (4,2 L) y 150 HP (112 kW; 152 CV), cuyo cigüeñal disponía de siete cojinetes de apoyo principales. Todos los SST y Brougham presentaban de serie el motor V8 de 304 plg³ (5 L) y 210 HP (157 kW). Las transmisiones automáticas "Shift-Command" de BorgWarner eran equipo estándar en toda la línea. Dos de los V8 de 360 plg³ (5,9 L) eran opcionales; una versión de compresión 8.5:1 con un carburador de dos cuerpos o un V8 de cuatro cuerpos de alta compresión que requería combustible extra. El anterior "AMX 390" V8 dio paso a un nuevo V8 de 401 plg³ (6,6 L) y 335 HP (250 kW) como opción de motor superior.
Los principales cambios de estilo se centraron en la nueva línea para el frontal. El nuevo diseño presentaba faros contenidos en sus propias vainas cromadas separadas, pero flanqueando la nueva parrilla con un marco rectangular brillante, con bordes redondeados. El inserto de la parrilla estaba empotrado y presentaba un patrón de barras verticales brillantes. Se agregó un segundo juego de luces de estacionamiento fuera de los grupos de faros y se integraron en la extensión del guardabarros para eliminar la necesidad de luces marcadoras delanteras separadas.
Las luces traseras de los cupés y sedanes de techo rígido todavía iban de pared a pared, pero las luces traseras gemelas se movieron desde el centro hacia el exterior, aproximadamente ocho pulgadas hacia adentro desde cada lado del guardabarros. Una vez más, el familiar recibió pocos cambios en la parte trasera, pero agregó un nuevo diseño para su moldura lateral de madera veteada opcional, que ocupaba los costados superiores de la carrocería. Su borde inferior fluía hacia abajo detrás de su pico en el borde de ataque sobre cada timonera delantera, de manera similar a la señal de estilo de "barrido de lanza" lateral del Buick Skylark.
Los modelos básicos del Ambassador se ofrecieron a los compradores de flotas con varios paquetes específicos para vehículos policiales, taxis y otros vehículos de trabajo. Históricamente, los gobiernos y los departamentos de policía de los EE. UU. utilizaron sedanes de cuatro puertas de bajo precio y tamaño estándar. Equipados con los motores de 360 o 401 púlgadas cúbicas, los modelos base del Ambassador se utilizaron como vehículos policiales de patrulla y de apoyo en los Estados Unidos y Canadá.

### 1972

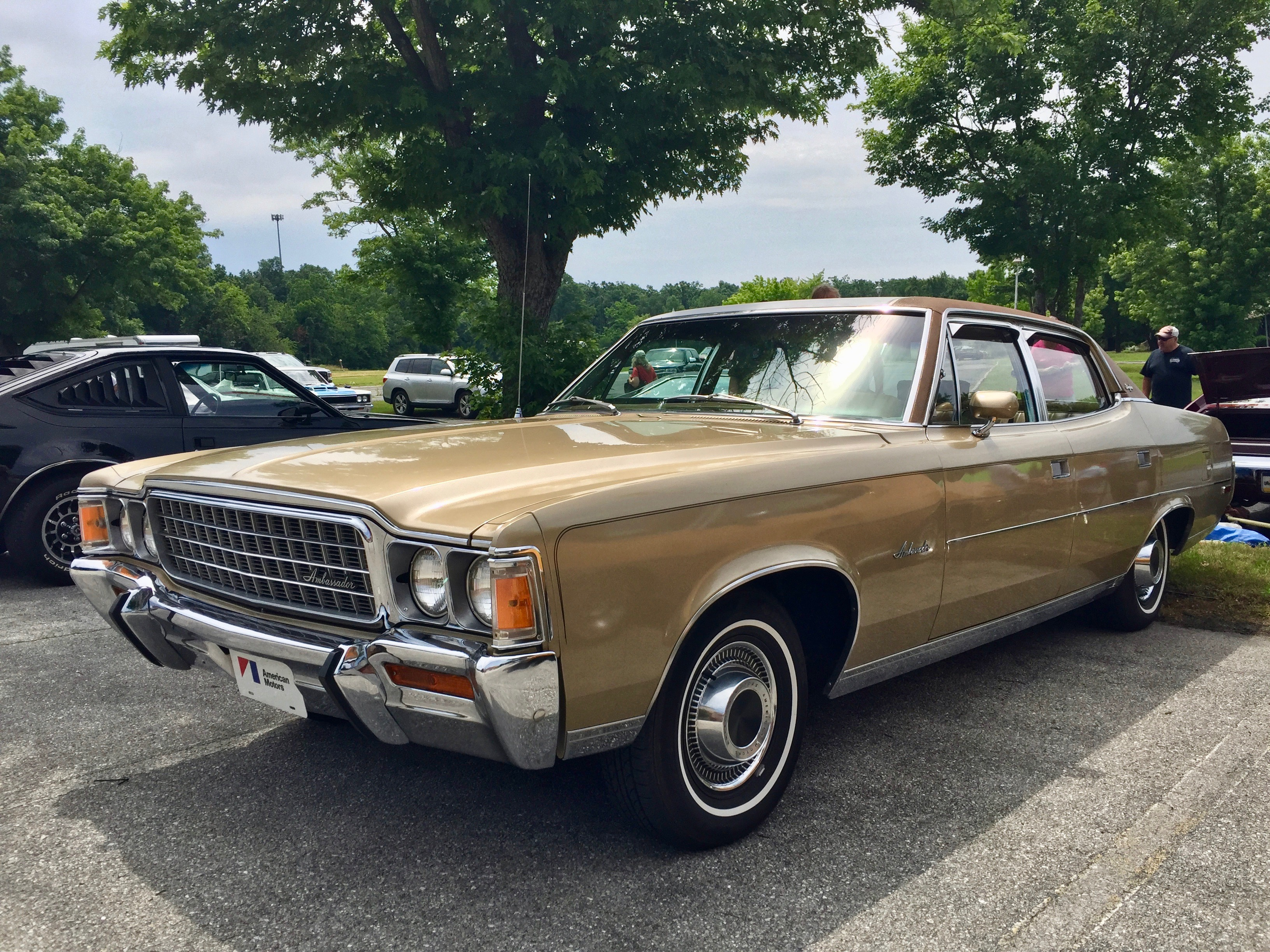
Ambassador Brougham sedán de 1972

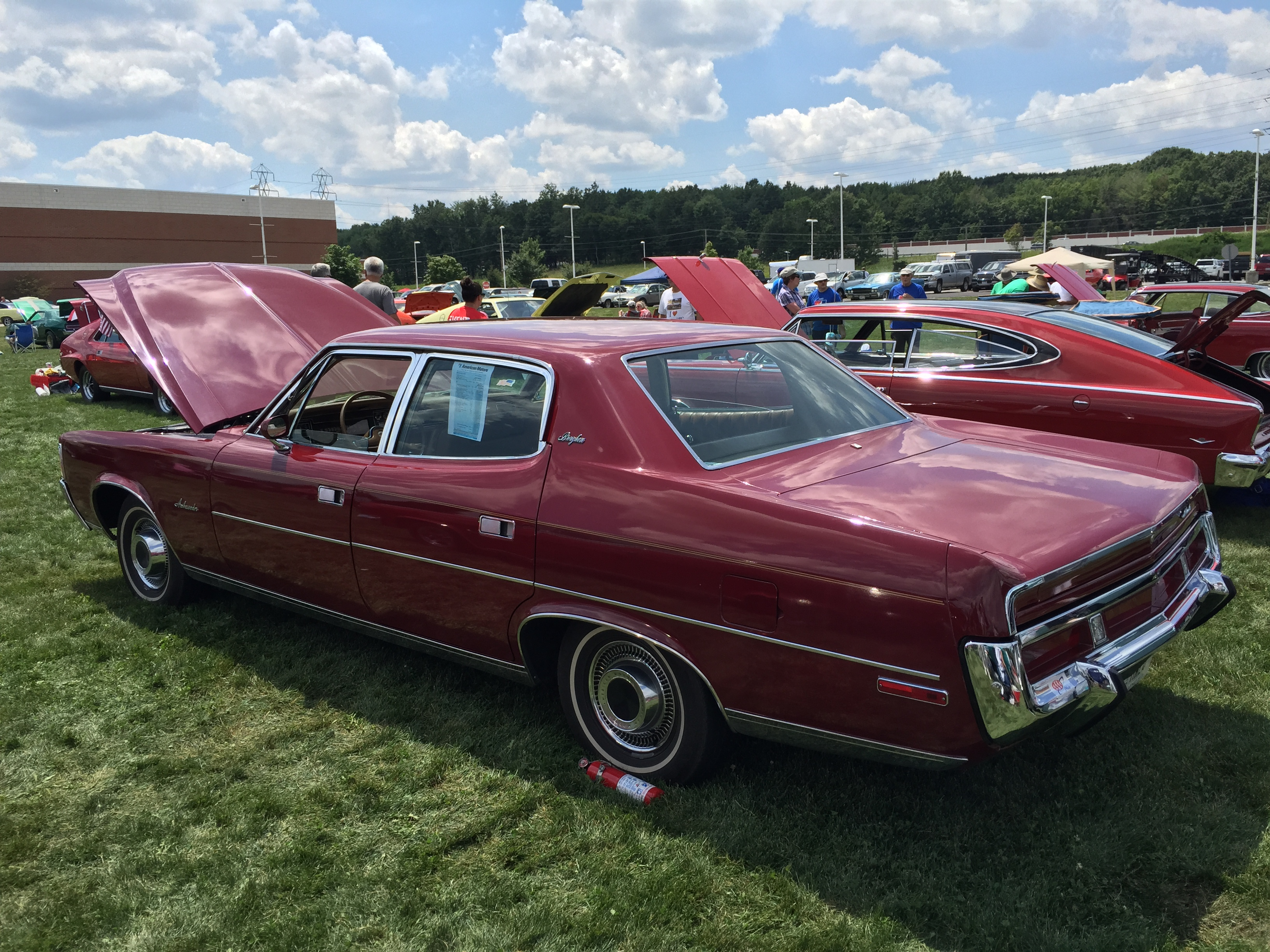
Ambassador Brougham sedán de 1972

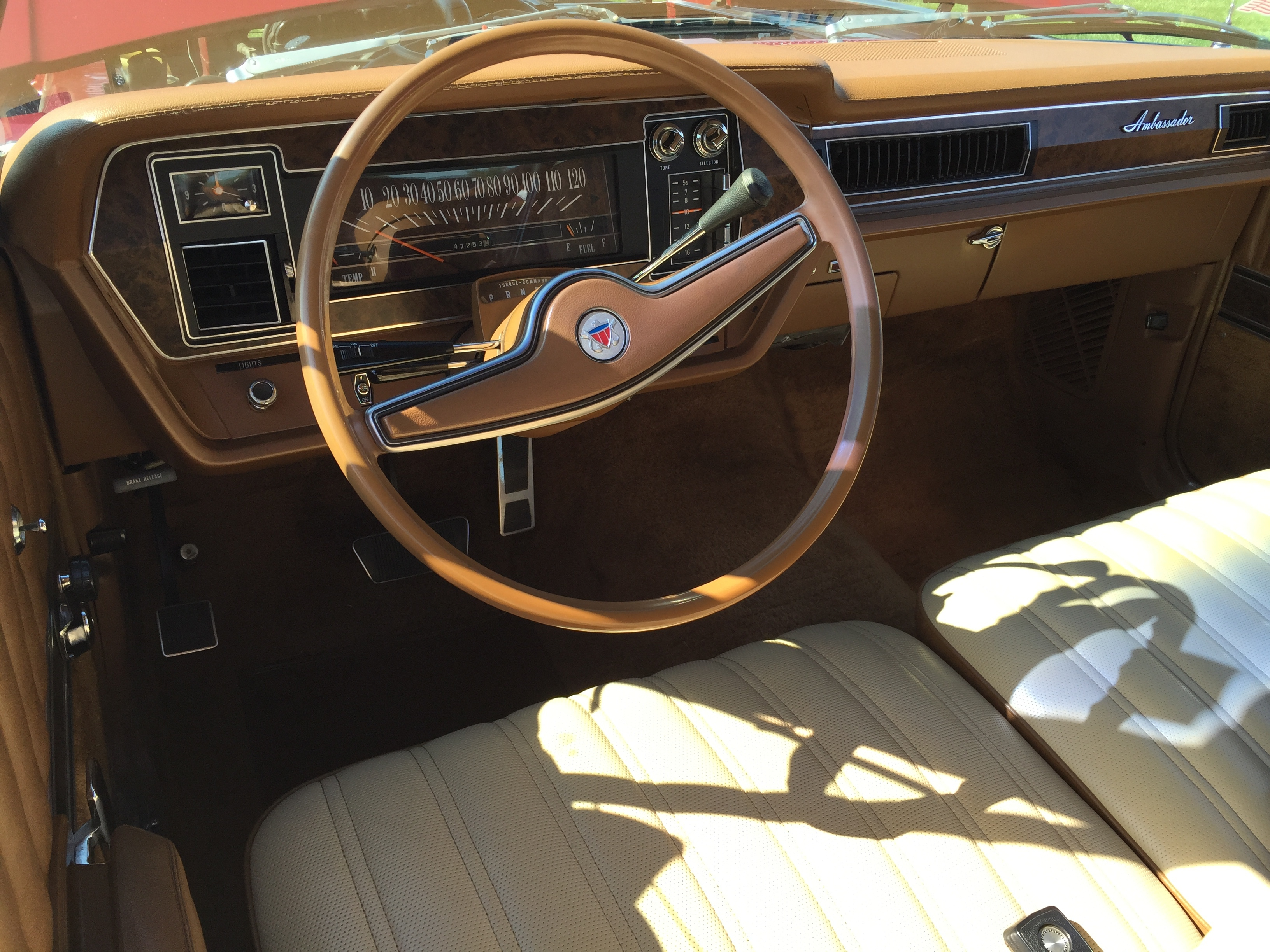
Tablero de un Ambassador de 1972

Los Ambassador de 1972 recibieron cambios menores, ya que la noticia más importante de AMC para el año fue la incorporación del innovador AMC Buyer Protection Plan, que incluía la primera garantía de la industria por 12 000 millas (19 312,1 km) o 12 meses. Esta fue la primera vez que un fabricante de automóviles prometió reparar cualquier problema con el automóvil (excepto los neumáticos) y los propietarios dispusieron de un número telefónico 900 para contactar con empresa, así como un automóvil de préstamo gratuito si la reparación de la garantía se demoraba durante una noche. Este respaldo también incluyó actualizaciones mecánicas para aumentar la durabilidad y la calidad, como la estandarización de los limpiaparabrisas eléctricos en todas las líneas de modelos, reemplazando las unidades accionadas por vacío de AMC, así como mejores acabados interiores. Al centrarse en la calidad, el fabricante de automóviles nacional más pequeño fue rentable en 1972, ganando 30,2 millones de dólares (la ganancia neta más alta lograda por AMC desde 1964), con 4.000 millones de dólares en ventas.
El modelo base Ambassador DPL se canceló, con tres estilos de carrocería ahora disponibles con los acabados SST y Brougham. Los compradores de flotas podían pedir modelos Ambassador simples en versiones de vehículo de persecución policial (PPV) o paquetes de servicio especiales (SSP). Ya no estaba disponible un motor de seis cilindros; por lo tanto, el Ambassador se convirtió exclusivamente en un automóvil con motor V8 por primera vez desde 1964. Esto lo convirtió en el único automóvil estadounidense producido en serie que incluía aire acondicionado, servofrenos, transmisión automática y un motor V8 como equipo estándar. Y todo por un precio menor que los coches de tamaño completo de los Tres Grandes. El motor base era el de 304 plg³ (5 L), con dos versiones opcionales, una de 360 plg³ (5,9 L) y otra de 401 plg³ (6,6 L)). Los motores fueron diseñados para operar con gasolina normal, baja en plomo o sin plomo. Todos se basaron en los diseños de motor responsables de que AMC ganara la Serie Trans-Am de 1971–1972. La transmisión BorgWarner fue reemplazada por una transmisión automática de tres velocidades "Torque-Command" (TorqueFlite) procedente de Chrysler.
Los cambios de estilo en el Ambassador de 1972 fueron mínimos y consistieron en una nueva parrilla de fundición de trama cruzada con molduras brillantes y nuevas luces de posición laterales integradas montadas en la extensión del guardabarros en la parte delantera. Los familiares Brougham incluían un portaequipajes en el techo, un deflector de aire trasero, así como molduras de madera veteada "dinoc" de 3M en los costados de la carrocería y la puerta trasera.
Una encuesta de la revista Popular Mechanics encontró que después de recorrer un total de 1 000 000 millas (1 609 340 km), los propietarios del Ambassador estaban complacidos con sus coches y los describieron como "muy cómodos para conducir y circular en ellos" con el manejo catalogado como un "me gusta específico" superior por la mitad de los conductores. Un porcentaje muy alto (92%) volvería a comprar uno. Aunque el Plan de protección del comprador figuraba en solo un 8,5% como razón para comprar un Ambassador, los propietarios valoraron positivamente a los pequeños distribuidores de AMC, que "tenían más tiempo para ser corteses y prestar atención personalizada a los clientes".

### 1973

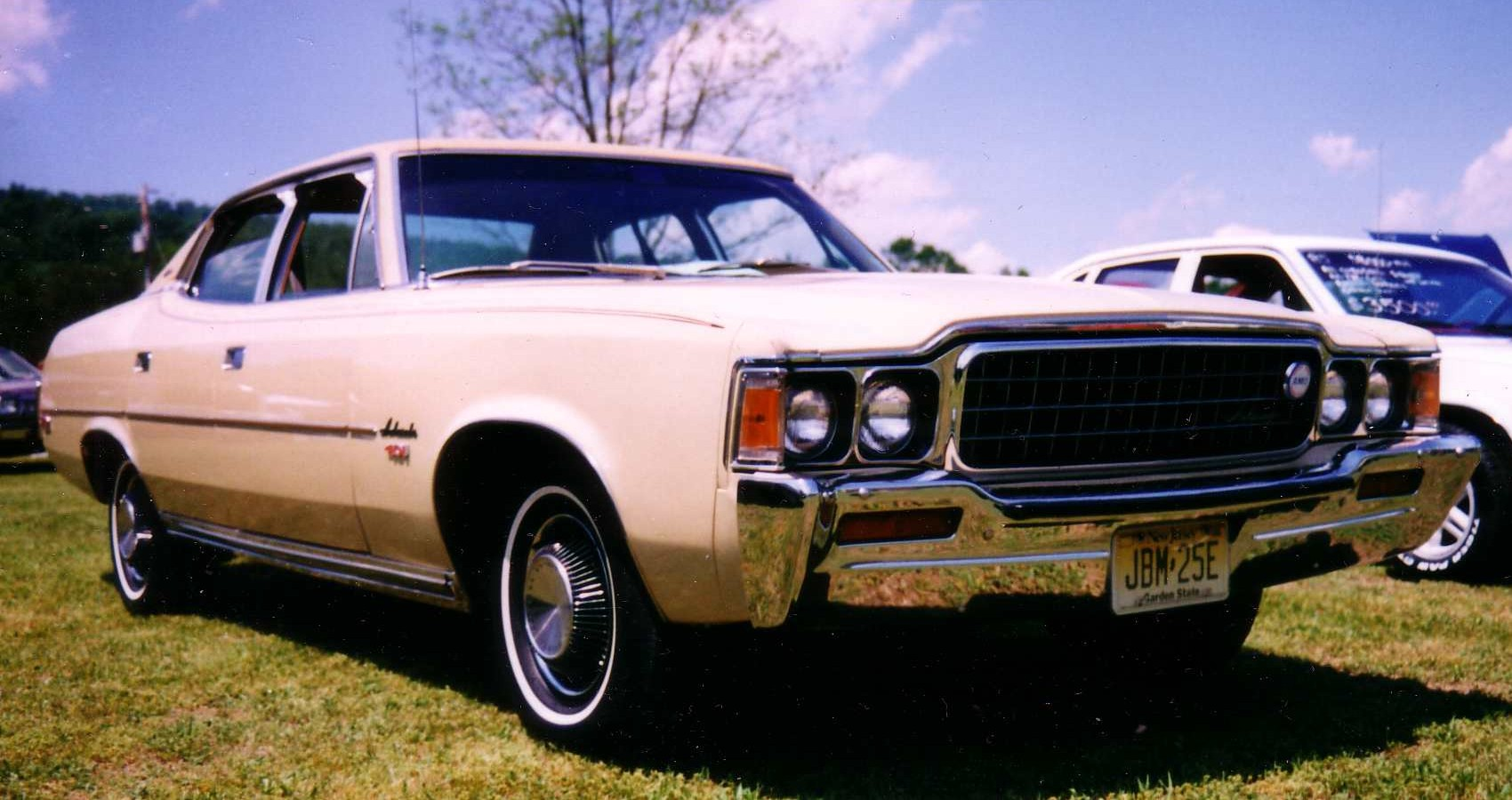
Ambassador Brougham sedán de 1973, con motor V8 de 401 CID

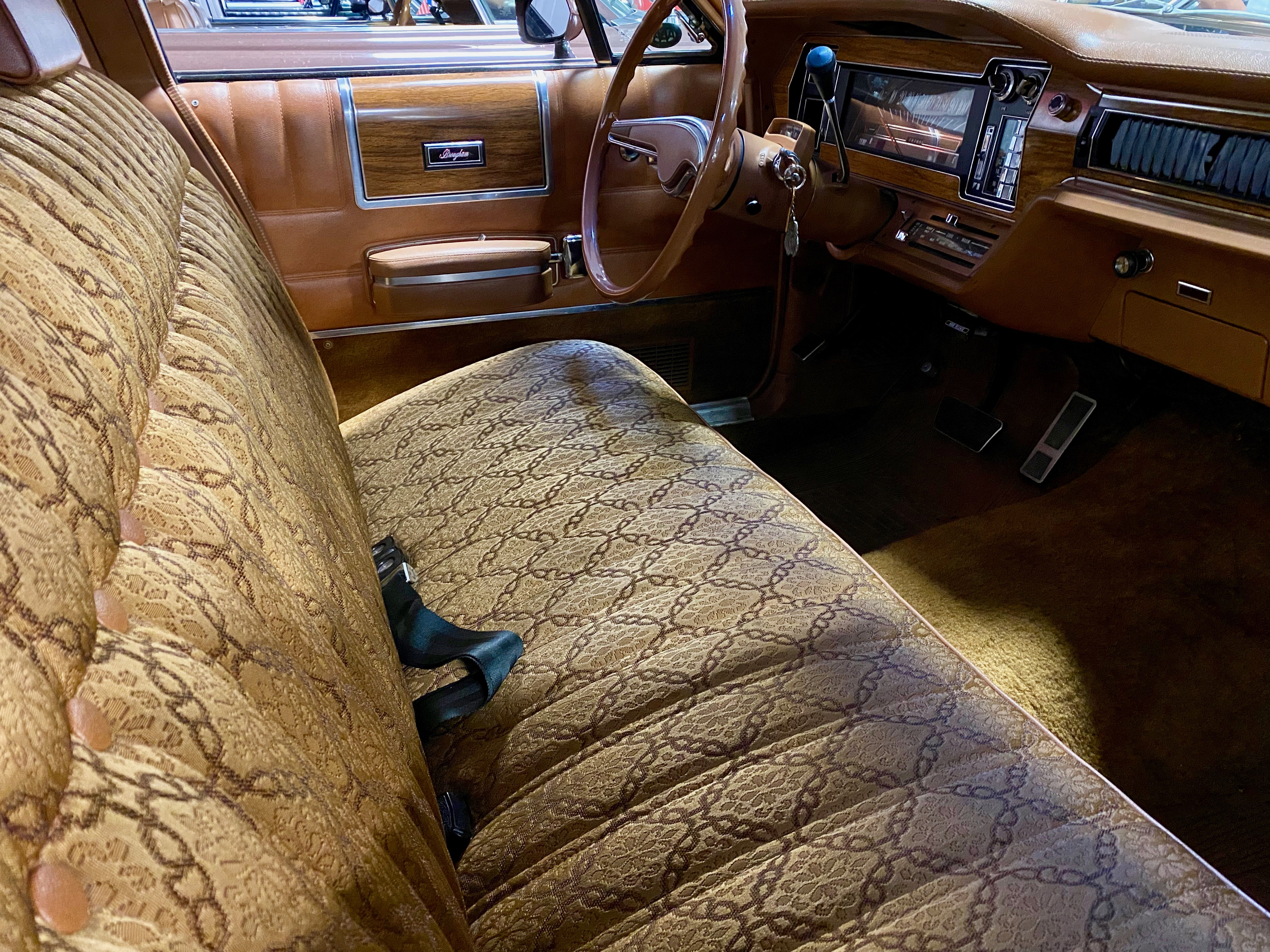
Interior estándar de un Ambassador de 1973

Los modelos SST se eliminaron de la gama, ya que todos los Ambassador de 1973 ahora venían con acabado "Brougham" de alto nivel. Se agregaron diez accesorios populares, como una radio AM, frenos de disco eléctricos, vidrios polarizados y neumático de banda blanca a la ya extensa lista del equipamiento estándar, que incluía aire acondicionado, motor V8 y transmisión automática. La línea Ambassador "mantiene su reputación como uno de los automóviles más completamente equipados de la industria". Se diseñaron múltiples mejoras en la calidad para reforzar el nuevo "Plan de Protección al Comprador Extendido" exclusivo para los vehículos de AMC, que brindaba cobertura de mantenimiento completo por dos años o 24 000 millas (38 624 km). La campaña de mercado del fabricante de automóviles cambió para enfatizar la calidad con un eslogan en el que se decía que "los respaldamos mejor porque los construimos mejor" con énfasis particular en la promoción de los modelos Hornet, Matador y Gremlin, mientras que el Ambassador recibió apoyo individual con el lema "usted obtiene como equipo estándar los lujos por los que normalmente tendría que pagar más". La producción del año modelo para AMC aumentó un 25 por ciento, superando el aumento de producción promedio de la industria en un 75 por ciento, con solo un producto ligeramente modificado en las salas de exhibición.
En la racionalización de la gama a un modelo único disponible en versiones de carrocería de techo rígido de dos puertas, sedán de cuatro puertas y familiar, los cambios de estilo para los Ambassador de 1973 fueron mínimos. Se incluyeron parachoques delanteros y traseros más resistentes para cumplir con las nuevas regulaciones de la NHTSA en los EE. UU., que requerían que todos los automóviles de pasajeros soportaran impactos delanteros a 5 millas por hora (8 km/h) y traseros a 2,5 millas por hora (4 km/h) sin dañar el motor, las luces y el equipo de seguridad. Los Ambassador cumplieron con la normativa al incorporar un parachoques delantero más fuerte, equipado con amortiguadores telescópicos autorregenerables. Diseñado para deformarse hasta 3,5 plg (89 mm) sin sufrir daños, sobresalía ligeramente hacia adelante desde la fascia delantera e incorporaba molduras flexibles a juego con la pintura de la carrocería. Este parachoques también presentaba un protector de caucho horizontal más prominente en su parte superior cerca de la parrilla, eliminando así la necesidad de un par de protectores cromados verticales que antes eran opcionales. El parachoques trasero ganó protectores de parachoques de goma negros verticales que también reemplazaron un par de protectores cromados similares y anteriormente opcionales. La parrilla ganó barras horizontales más pesadas y los biseles de los faros adquirieron molduras oscuras en sus partes empotradas.

## Octava generación

### 1974

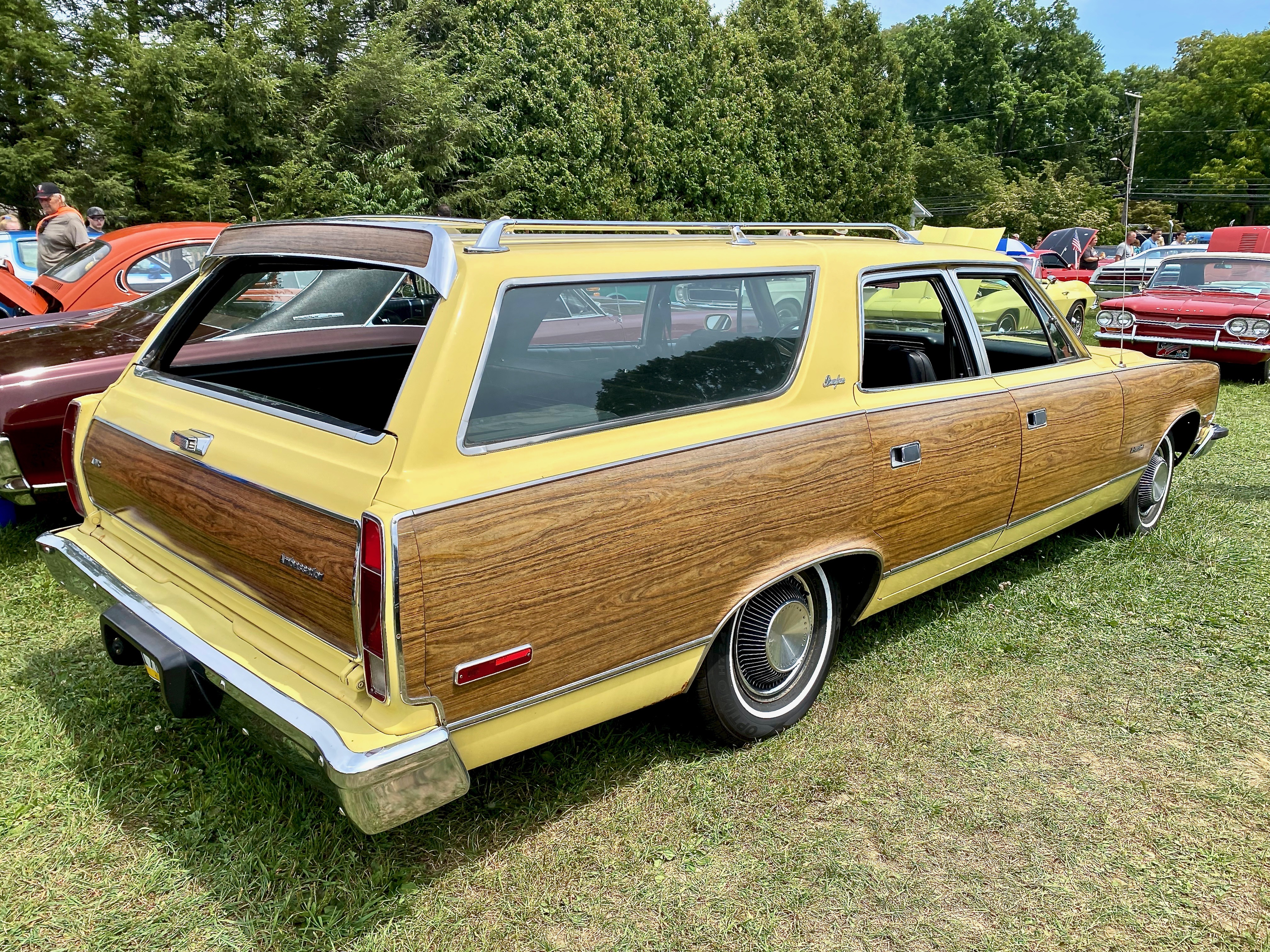
AMC Ambassador familiar de 1974

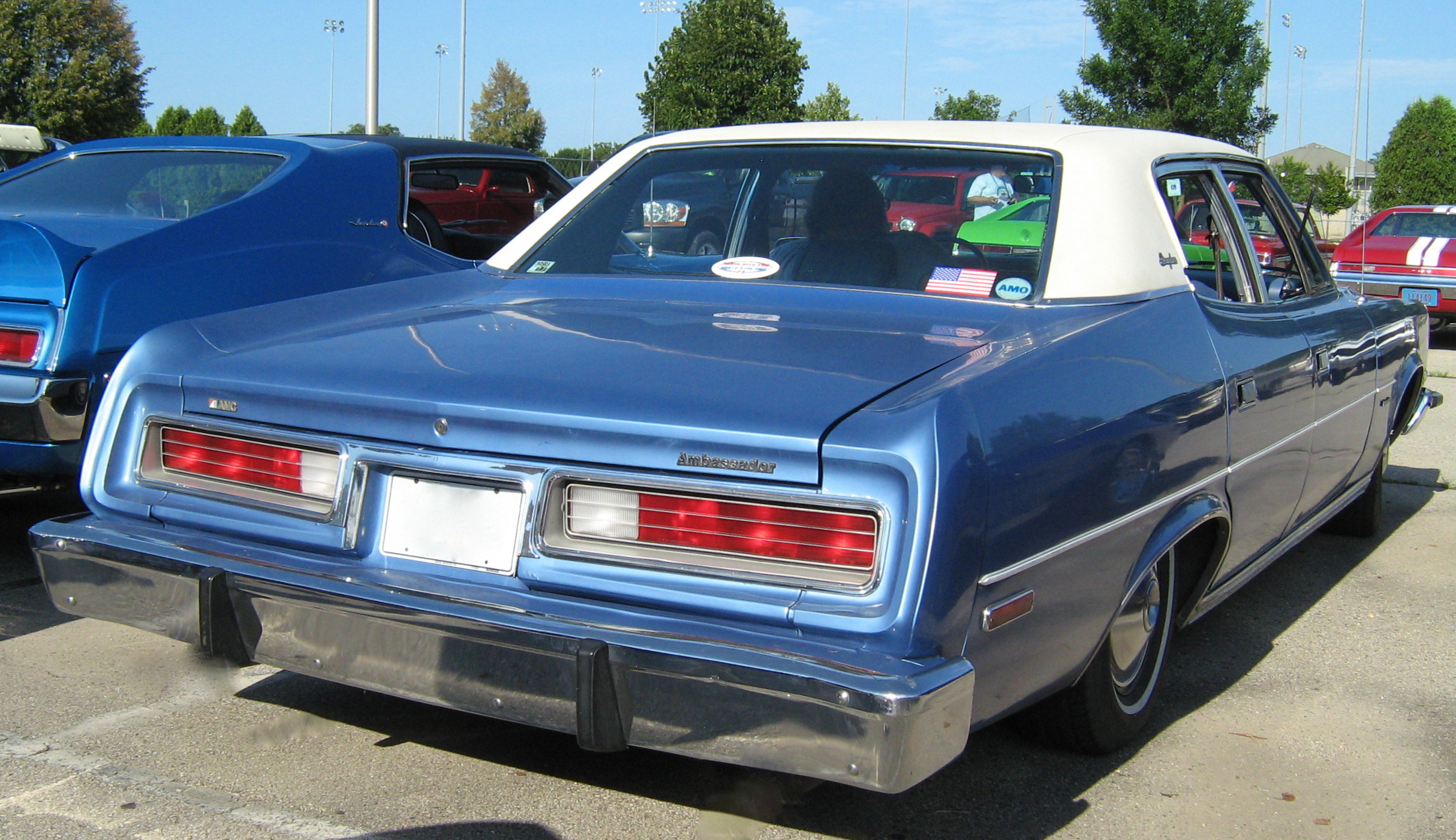
AMC Ambassador sedán de 1974

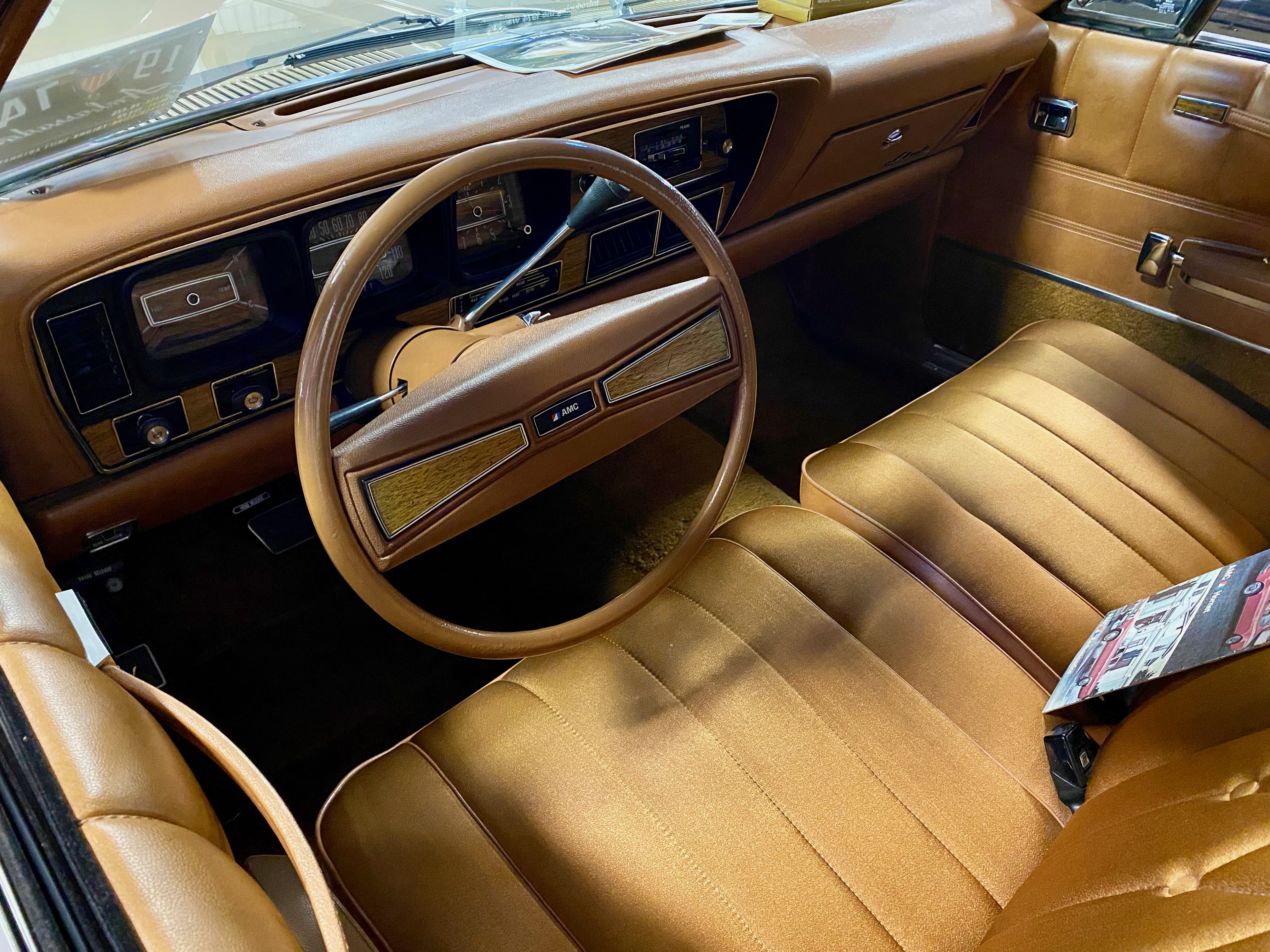
Interior de un AMC Ambassador de 1974

Las ventas del Ambassador se habían mantenido estables desde 1970, a pesar de la falta de cambios importantes en el vehículo y de la crisis del petróleo de 1973  que había causado el racionamiento de gasolina en todo el país. Los modelos de 1974 se alargaron 7 pulgadas (177,8 mm) para adaptarse a los parachoques diseñados para absorber la energía de los impactos a baja velocidad.
El Ambassador Brougham de 1974 ya no estaba disponible como hardtop de 2 puertas (sin pilares), quedando los estilos de carrocería sedán y familiar de 4 puertas. La cancelación del modelo de techo rígido se debió en parte al bajo volumen de ventas de las versiones Ambassador de 2 puertas, así como a la introducción del Matador cupé de 1974, que recibió el premio de "Car and Driver" al "Coche con mejor estilo de 1974", con un capó largo y un diseño de cubierta trasera corta que evitó (al menos en su introducción) sellos distintivos de la época, como las barras de imitación de la capota de un landau o las  ventanas de ópera.
Los cambios de estilo para el sedán y familiar Ambassador incluyeron tapas de guardabarros delanteras revisadas, así como un capó, parrilla, parachoques, fascia trasera, panel de instrumentos, molduras interiores, adornos en el capó y una tipografía distinta para la placa de identificación con el nombre Ambassador. La parrilla mostraba un nuevo diseño de tipo bucle cuadrado que rodeaba los faros cuádruples circulares empotrados y presentaba un centro que sobresalía hacia adelante. El inserto tenía un patrón de sombreado dominado por dos gruesas barras horizontales que conectaban los biseles de los faros y contenían nuevas luces de estacionamiento entre ellos. Estas luces de estacionamiento tenían lentes ámbar, seguían la protuberancia de la parrilla hacia adelante y estaban superpuestas por el borde de la parrilla. Los biseles de los faros fueron nuevamente oscurecidos en sus áreas empotradas. El nuevo capó y el parachoques delantero siguieron la protuberancia central de la parrilla hacia adelante, lo que le dio al automóvil un ligero aspecto de "nariz de ataúd". El sedán Matador revisado vio un tratamiento frontal similar en 1974, pero con un efecto mucho más pronunciado y con diferentes grupos de faros delanteros, capó e inserto de parrilla.
Al igual que con el nuevo sedán Matador, el nuevo parachoques trasero era mucho más grande y estaba respaldado por amortiguadores, ya que se reforzó para cumplir con las nuevas normas NHTSA para defensas delanteras y traseras estandarizadas en automóviles de pasajeros que podían soportar un impacto de 5 millas por hora (8 km/h) sin sufrir daños. Los guardabarros traseros del sedán recibieron tapas de fibra de vidrio que se envolvían hacia adentro para crear un espacio empotrado que se encontraba con el maletero. En este espacio se montaron las nuevas carcasas de luces traseras rectangulares, que presentaban luces traseras blancas más altas montadas en el interior de las nuevas luces traseras. La matrícula se movió desde el parachoques trasero hasta el área situada entre los nuevos conjuntos de luces traseras. Todo el sistema de luces traseras y placas de matrícula en los sedanes estaba rodeado por su propio bucle de moldura cromada. Tanto los sedanes Ambassador como Matador compartían el mismo estilo en la parte trasera.
El área de carga y el diseño trasero de los familiares se mantuvieron similares a los de los Ambassador anteriores, excepto por un parachoques nuevo y mucho más grande y luces traseras revisadas. El familiar estaba disponible con asientos de banco de dos filas para seis pasajeros o con una tercera fila mirando hacia atrás para un total de ocho pasajeros con cinturón de seguridad. Todos venían con numerosos artículos prácticos como equipo estándar, entre lo sque figuraba una puerta trasera de apertura bidireccional: (1) con bisagras en la parte inferior para cargar o transportar carga larga de manera conveniente y (2) con bisagras en el costado para abrir como una puerta para facilitar la entrada y salida de pasajeros o carga; molduras laterales y traseras de vinilo semi-transparentes con vetas de madera, un portaequipajes de cuerpo entero; así como un deflector de aire de techo de cromo y fibra de madera para ayudar a mantener limpia la ventana de la puerta trasera. Sin embargo, era posible pedir el familiar sin la moldura exterior de la carrocería 3M Di-Noc con aspecto de madera.
Las selecciones de tren motriz se mantuvieron igual que en 1973, con solo motores V8 y transmisiones automáticas disponibles. Cuando se instalaba un sistema de remolque (arnés de cableado especial con luz intermitente de servicio y suspensión reforzada con barra estabilizadora trasera), el Ambassador fue calificado para una capacidad de remolque de hasta 5000 libras (2268 kg). Otras mejoras para 1974 incluyeron un tanque de combustible de mayor capacidad (de 24,9 galAm (94 L)), y un alternador que generaba 62 amperios. El nuevo aislamiento acústico hizo que el Ambassador fuera aún más silencioso. Todos venían con una lista muy larga de equipos estándar que generalmente eran opcionales en las marcas de la competencia, como aire acondicionado, radio AM y espejo de cortesía, al igual que mejoras de apariencia como cenefas decorativas y neumáticos de banda blanca.
Las ventas de todos los vehículos de tamaño completo, independientemente del fabricante de automóviles, cayeron significativamente en 1974 cuando el enfoque de Estados Unidos se desplazó hacia los automóviles más pequeños. Al final del año modelo, el segmento de mercado de tamaño completo y bajo precio cayó un 37%. Con las ventas del Ambassador sucedió lo mismo. La demanda del AMC Gremlin y de los Hornet aumentó desde 1971, por lo que el fabricante de automóviles decidó centrarse en los modelos más pequeños a partir de 1974. Además, también se estaba preparando la presentación del Pacer, otro modelo pequeño revolucionario en el que la compañía tenía depositadas grandes esperanzas. Para simplificar su producción y la cantidad de diferentes modelos, durante junio de 1974, el último AMC Ambassador salió de la línea de ensamblaje de Kenosha, poniendo fin a una placa de identificación que había estado en producción continua de alguna forma durante 48 años.
La producción de la gama Ambassador de 1974 se redujo a 17.901 sedanes y 7.070 familiares, para un total de 24.971 unidades fabricadas.

## Mercados internacionales

### Argentina

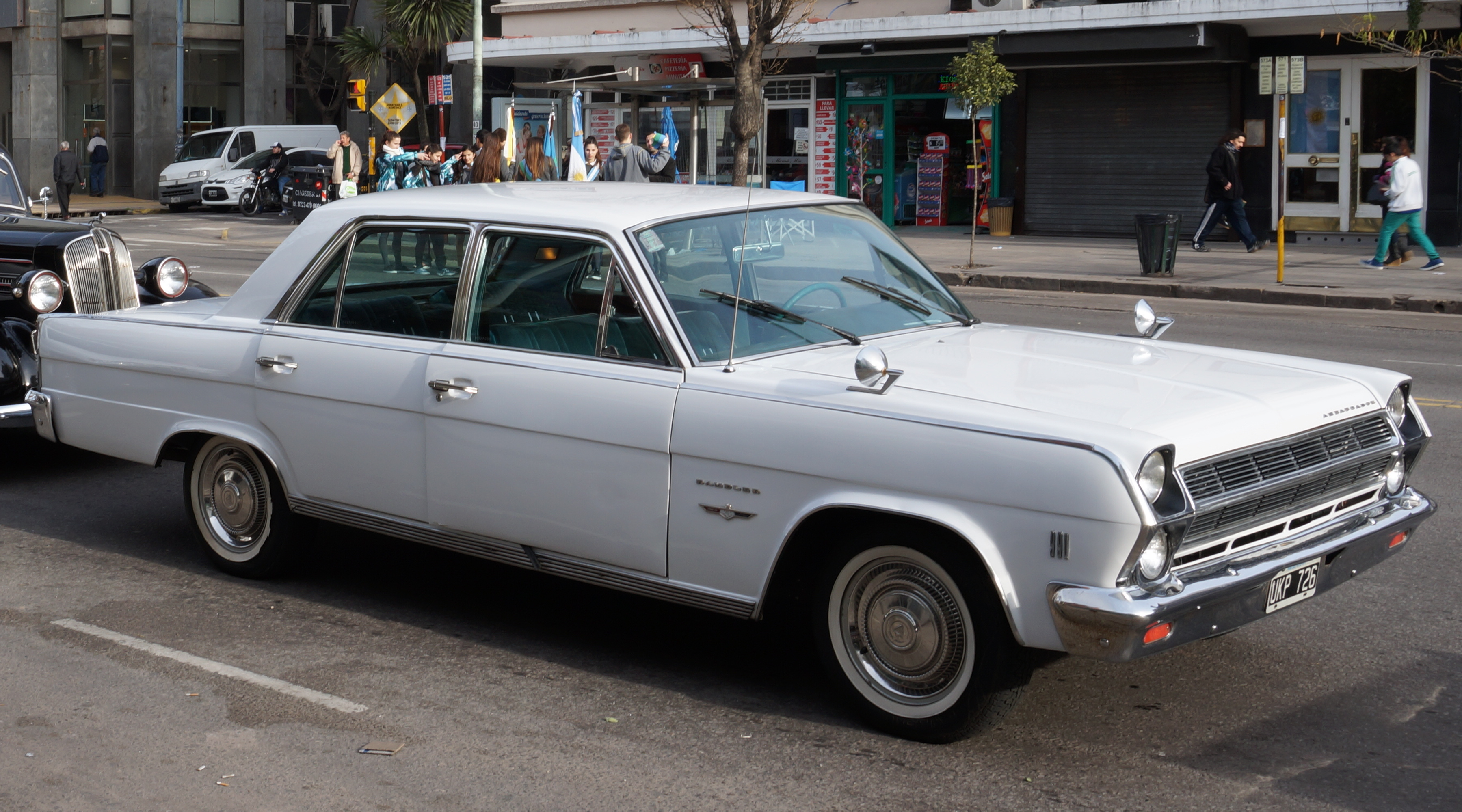
Ambassador 990 de quinta generación en EE. UU., construido por IKA de 1965 a 1972

Industrias Kaiser Argentina (IKA) produjo los Ambassador de tercera, cuarta y quinta generación (según la denominación estadounidense) en Córdoba de 1962 a 1972, y luego estuvo disponible por pedido especial hasta 1975. A pesar de dejar se ser producida por AMC en 1967, IKA continuó usando la antigua plataforma hasta el final de la producción. Como ocurrió con todos los mercados de exportación de AMC, los automóviles se comercializaron como "Rambler" incluso después del cambio de nombre en los Estados Unidos.
El ensamblaje de los Rambler de IKA comenzó en 1962, siendo los coches argentinos las versiones estadounidenses de 1961, pero equipados con motores Continental I6 de 226 plg³ (3,7 L) que rendían 119 HP (89 kW; 121 CV) a 4000 rpm, junto con una transmisión manual de tres velocidades montada en la columna de dirección. El Ambassador 440 era el modelo IKA de acabado superior disponible solo como sedán de cuatro puertas.
Los modelos de nueva generación de AMC en los EE. UU. para el año modelo 1963 también fueron replicados por IKA. El sedán Ambassador llegó exclusivamente con el modelo 990 y revolucionó el mercado automotriz argentino al introducir innovaciones que incluían dirección asistida, elevalunas eléctricos y aire acondicionado instalado de fábrica.

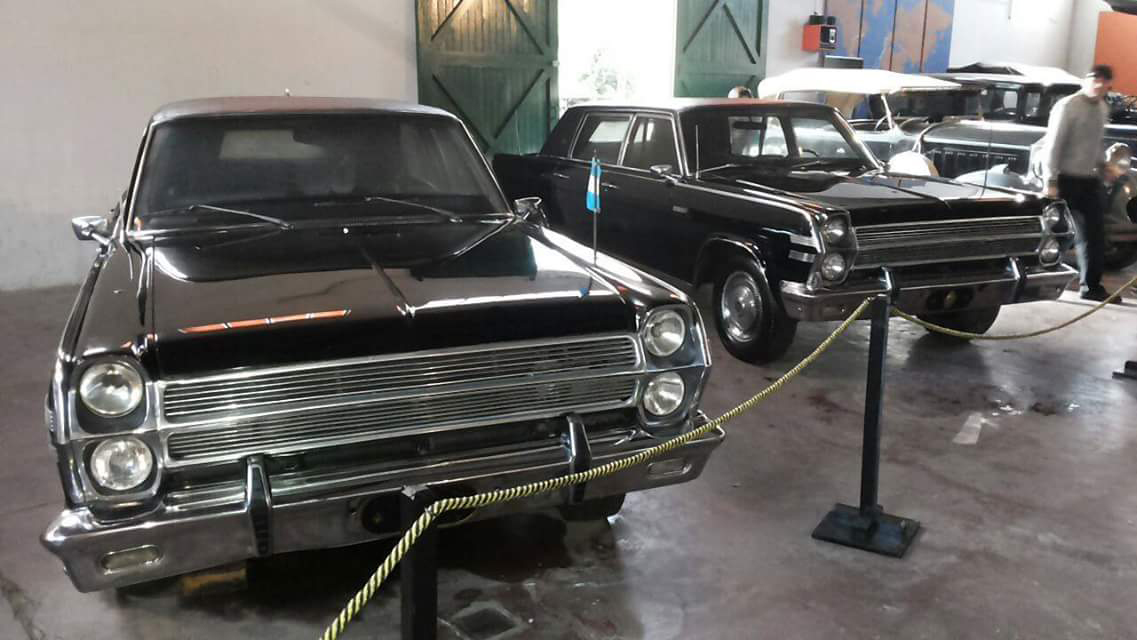
Rambler Ambassador Presidential, producido en 1968 por IKA

La línea Ambassador fue rediseñada para 1965 en los EE. UU., así como también para Argentina. Todos los modelos Rambler de IKA se equiparon con los motores OHC de seis cilindros en línea Tornado Interceptor de 230,5 plg³ (3,8 L) que producían 145 HP (108 kW; 147 CV) a 4200 rpm. Fueron desarrollados originalmente por Kaiser Motors en los EE. UU. para los Jeep Gladiator de 1963 y los vehículos Wagoneer. El motor, que se producía en Argentina, aumentó el contenido nacional (de origen local) de los automóviles IKA para reducir los impuestos arancelarios.
Los nuevos sedanes Ambassador 990 de IKA se actualizaron aún más con transmisiones manuales ZF de cuatro velocidades con la palanca montada en la columna de la dirección, frenos de disco delanteros, asientos individuales reclinables delanteros con cojín central y apoyabrazos, así como características de lujo que incluían ventanas eléctricas y aire acondicionado. Una prueba de manejo realizada por la Revista Parabrisas describió al Rambler Ambassador 990 de IKA de 1965 como de "marcha suave, opulenta y suave a todas las velocidades... algo grande, lujoso y completo... la expresión más alta de comodidad probada hasta ahora por la revista".
Las versiones alargadas del Rambler Ambassador de IKA se utilizaron como limusinas oficiales del gobierno. Los modelos "Presidential" presentaban una puerta trasera y una ventana lateral más largas, así como un pilar C más ancho con un techo de vinilo acolchado y una pequeña ventana trasera.

### Australia

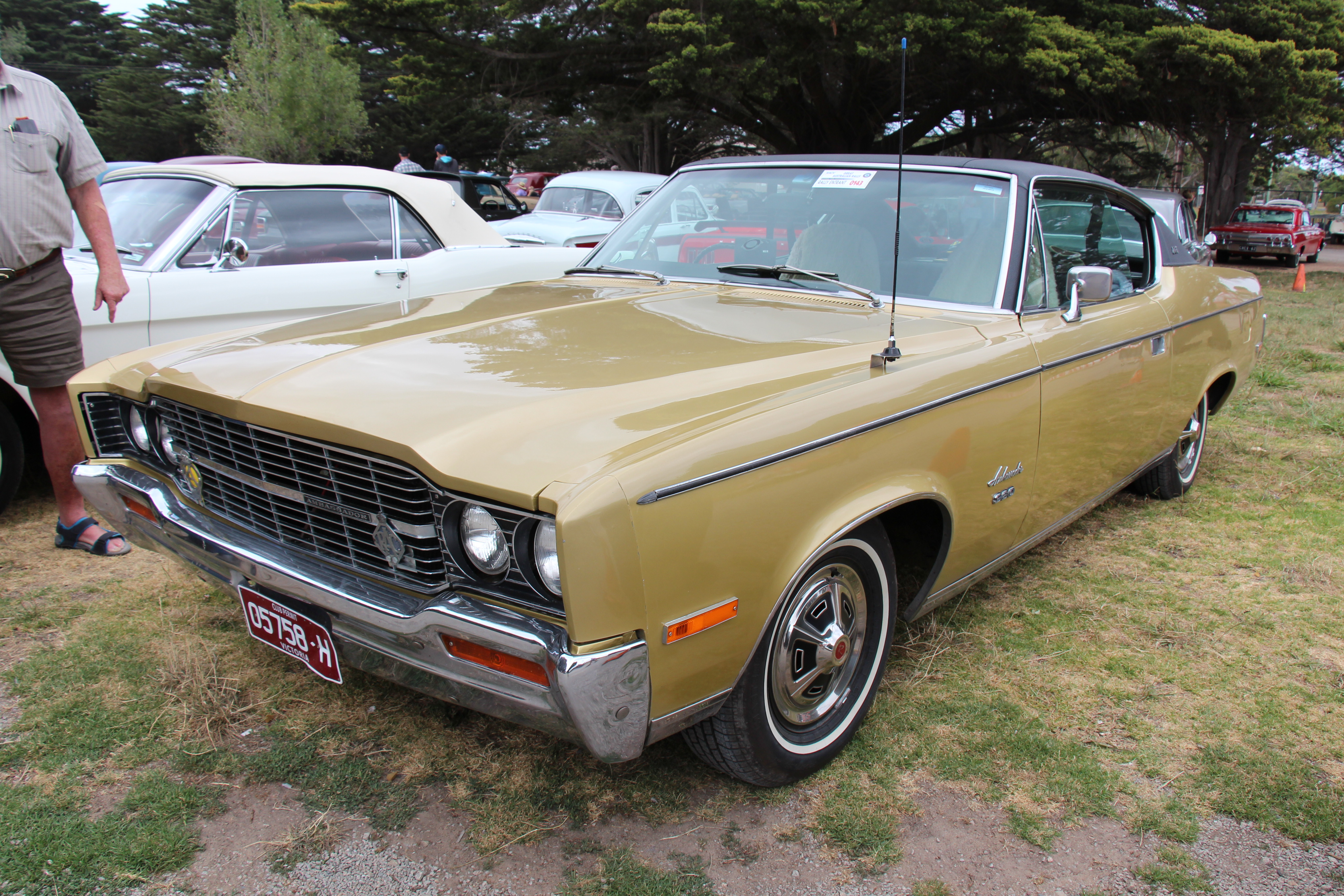
Uno de los 16 Ambassador RHD de fábrica con techo rígido de dos puertas traídos a Australia en 1970

Australian Motor Industries (AMI) obtuvo los derechos para ensamblar y distribuir modelos Rambler en 1960, comenzando con el Rambler Ambassador. Los modelos Ambassador de 1961, 1962 y 1963 se construyeron en Australia en las instalaciones de AMI en Port Melbourne, Victoria. El sedán de 1961, que estaba propulsado por un motor AMC V8 de 327 plg³ (5,4 L), era el automóvil más potente que se ensamblaba en Australia en aquel momento. Los kits de montaje con el volante a la derecha se enviaron desde Kenosha para que AMI los ensamblara. Los Ambassador construidos en Australia incluyeron un porcentaje significativo de "contenido local" para obtener concesiones arancelarias de importación mediante el uso de piezas y componentes (como interiores y tapicería) que procedían de fabricantes australianos. El primer año de producción de AMI se tradujo en 65 matriculaciones para 1961. Los registros del modelo de 1963 continuaron en 1964 para un total de 21 Ambassador registrados en la temporada de 1964.
Aunque no está documentado por los registros de AMI, se concluye que 20 unidades del Ambassador de 1970 con volante a la derecha fueron importados completamente de Kenosha, aparentemente 16 de techo rígido de dos puertas y 4 sedanes de cuatro puertas. Una posible razón de este hecho es que pudo tratarse de una importación a la espera de que AMI estuviese lista para el ensamblaje del nuevo Rebel de 1970. AMC había reunido más de 3.700 unidades del Rambler Ambassador con el volante a la derecha para el Servicio Postal de EE. UU. en 1967, por lo que tenía mucha experiencia en su fabricación. Todos los Ambassador australianos de fábrica con volante a la derecha de 1970 venían con una transmisión automática con la palanca de cambio en el piso.
El tablero y el panel de instrumentos del Ambassador de 1967 que se había modificado y utilizado en las unidades con el volante a la derecha ensamblados para el Servicio Postal de los EE.UU, se empleó en los Ambassador australianos y en los Matador comercializados en el Reino Unido.

### Nueva Zelanda

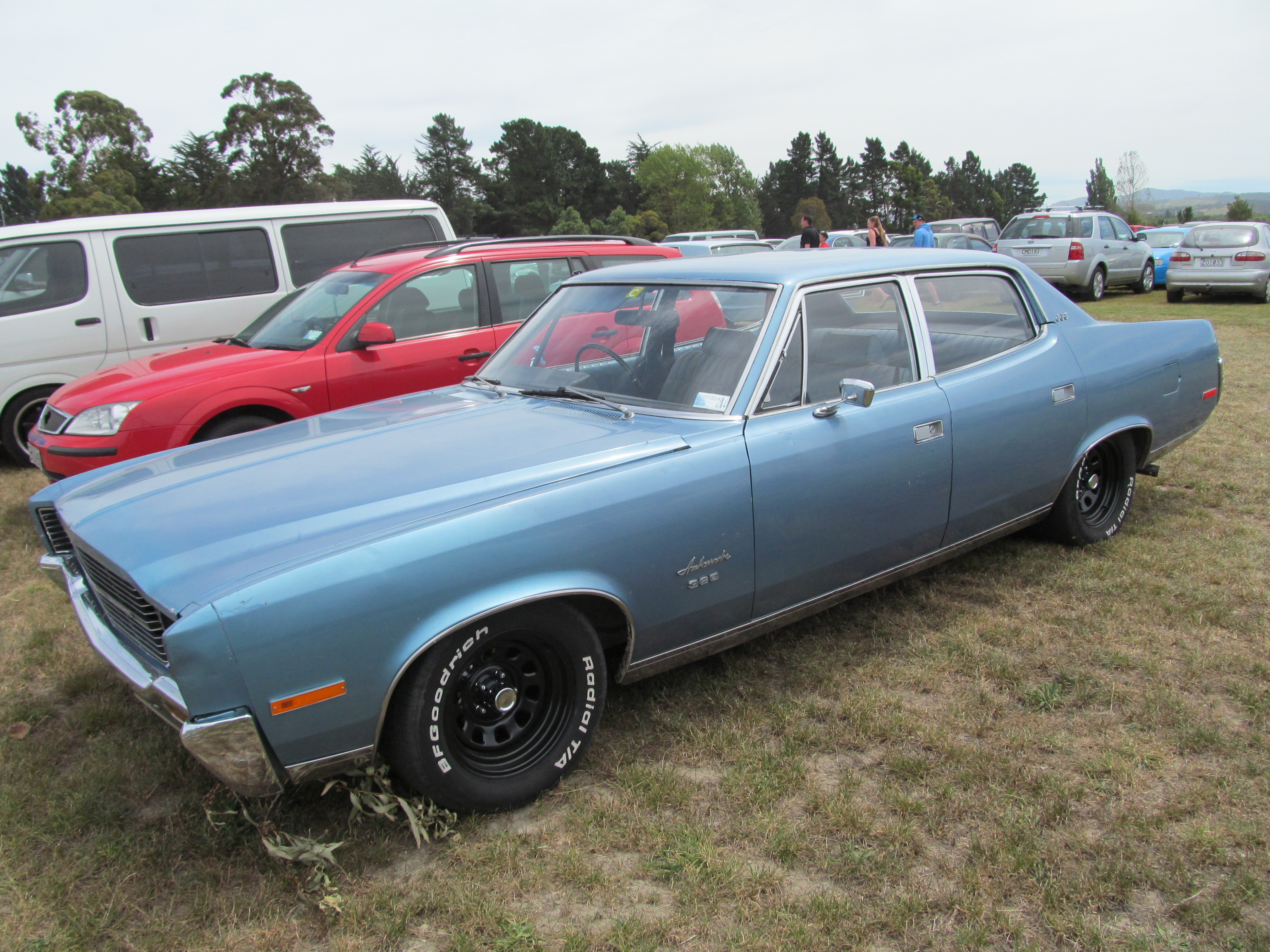
Uno de los 12 Ambassador RHD 1970 de fábrica para el mercado de Nueva Zelanda

Los vehículos de American Motors fueron ensamblados en Nueva Zelanda por VW Motors en sus plantas de Volkswagen en Auckland hasta 1962. Desde 1964, los vehículos AMC fueron ensamblados por Campbell Motor Industries (CMI) en Thames, en la isla Norte. CMI ensambló los modelos Rambler Classic y Rebel a partir de kits desmontables y también importó vehículos con volante a la derecha completamente ensamblados de fábrica directamente de AMC. Aunque CMI no ensambló localmente ningún Ambassador, se cree que se importaron del modelo doce unidades de fábrica completas con volante a la derecha de 1970.

### Costa Rica
Los vehículos Rambler se comercializaron en Costa Rica desde 1959 a través de Purdy Motor. Las nuevas regulaciones de contenido local promulgadas durante la década de 1960 requerían efectivamente que los vehículos vendidos en esos mercados se ensamblaran a partir de kits de montaje. La empresa ECASA construyó una planta de ensamblaje para vehículos Rambler y Toyota, de manera que los primeros Rambler se produjeron en Costa Rica a finales de 1965. La compañía fabricó los Ambassador y otros modelos AMC hasta 1970, mientras que Toyota aumentó su porcentaje de propiedad en ECASA.

### México
Los Ambassador de primera generación de American Motors fueron exportados a México en la primera mitad de 1958 y ensamblados localmente en la segunda mitad del mismo año y en 1959 por la Planta REO de México con sede en Monterrey, Nuevo León. El modelo estaba restringido al sedán de techo rígido de cuatro puertas. Estaba propulsado por el motor V8 de 327 plg³ (5,4 L) con carburador de cuatro cuerpos que producía 270 HP (201 kW; 274 CV) acoplado a una transmisión automática de tres velocidades. El modelo se convirtió en el producto de primera línea de la marca junto con las tres versiones de los modelos Rambler American de tamaño mediano y del Rambler compacto.
Sin embargo, las bajas cifras de ventas junto con el deterioro de la relación entre AMC y la Planta REO llevaron a la cancelación del contrato en la segunda mitad de 1959.
American Motors volvió a exportar sus productos a México con un nuevo socio local, Willys Mexicana. El acuerdo se firmó en marzo de 1960 y la producción comenzó en la Ciudad de México.
Esto significó el fin de la producción de la gama Ambassador en México, ya que la nueva junta gestora tenía varias prioridades por delante de ofrecer una línea de automóviles de tamaño completo de lujo de primer nivel. Además de ofrecer la línea Jeep ya existente, Willys Mexicana enfocó sus esfuerzos en la gama compacta del Rambler American, que experimentó un cambio de generación al año siguiente, lo que significó una remodelación completa de la planta de Vallejo. En 1962, los requisitos legales e industriales en el país se fortalecieron con el decreto de integración de la industria automotriz emitido por el presidente Adolfo López Mateos en 1962. Entre sus mandatos, prohibió completamente la importación de motores de automóviles. Willys Mexicana inició la construcción de su propia planta de motores, lo que se logró en noviembre de 1964. Una vez consolidada la Rambler American en el mercado mexicano, Willys Mexicana optó por ampliar la línea de productos introduciendo la flamante segunda generación del Rambler Classic, un modelo mediano como equivalente del compacto estadounidense. También en 1963, debido a problemas con la empresa matriz de WM (el banco SOMEX), así como a otros requisitos del decreto gubernamental de la industria automotriz, Willys Mexicana se reorganizó en una empresa completamente nueva con capital ampliado e inversión directa del gobierno mexicano, de Kaiser Willys y de American Motors, lo que resultó en la formación de Vehículos Automotores Mexicanos (VAM).
Una vez concluido el proceso de transición empresarial entre 1960 y 1964, en el que la marca Rambler bajo VAM superó los resultados comerciales de sus antecesoras locales Armadora Mexicana y Planta REO combinadas entre 1950 y 1959, la empresa optó por no ofrecer el modelo Ambassador. El mercado mexicano de la época todavía era relativamente pequeño y dado que el Ambassador compartía en su mayor parte el mismo estilo que el modelo mediano contemporáneo de la compañía, se consideró que la competencia interna afectaría a las ventas de una gama con la presencia simultánea del Rambler Classic  y del Ambassador. La situación era muy distinta a la de los Estados Unidos, que tenían un mercado mucho más grande y diverso para dos líneas de automóviles diferentes con el mismo estilo, y donde AMC podía ofrecer una gran diferencia entre ambos modelos con el motor V8 exclusivo para el Ambassador y el Classic restringido a motores de seis cilindros. Esta ventaja no existía en México, ya que VAM solo podía producir motores de seis cilindros en su planta de Lerma y los motores V8 no podían importarse de AMC por el decreto de 1962. En cambio, VAM optó por usar el Rambler Classic como su modelo más lujoso y emblemático, dándole el mismo tratamiento que AMC le dio al modelo Ambassador en los EE. UU. y Canadá. Esto se pasaría a los siguientes modelos Rebel y Matador equivalentes producidos bajo VAM.
Los modelos Ambassador de 1958-1959 representan el único capítulo en la historia de este modelo en estar presente en México. Estos fueron los únicos productos American Motors de tamaño completo vendidos en el país, junto con los modelos VAM Classic (Matador) de segunda generación de 1974-1976. También fue único porque era un modelo V8 de fábrica, el único automóvil basado en AMC comercializado en México con un motor V8. Todos los modelos posteriores producidos por VAM estarían propulsados por motores de seis cilindros.

### Noruega
Los Rambler fueron importados a Noruega durante las décadas de 1950 y 1960 por el importador Kolberg Caspary Lautom AS, ubicado en la localidad de Ås. KCL se formó en 1906 e importaba productos automotrices, industriales y de construcción. El Rambler Ambassador se importó en pequeñas cantidades desde 1963 hasta 1968. Se trajeron un total de 21 automóviles. KCL importó grandes cantidades de Rambler American, Classic y Rebel durante el mismo período.

### Reino Unido
Los Rambler Ambassador se exportaron en cantidades limitadas al Reino Unido con volante a la derecha de fábrica directamente desde AMC durante la década de 1960 y hasta su último año de 1974. Fueron importados por Rambler Motors (A.M.C) Ltd de Chiswick con sede en el oeste de Londres, que se convirtió en una subsidiaria de AMC en 1961. La ubicación se había utilizado anteriormente desde 1926 para el ensamblaje británico de vehículos Hudson, Essex y Terraplane. Antes de 1961, los vehículos AMC eran importados al Reino Unido por Nash Concessionaires, que era el antiguo importador de vehículos anteriores a AMC Nash y posteriores a AMC Rambler.
Los modelos Ambassador con volante a la derecha comercializados en el Reino Unido fueron el sedán, el cupé SST y el familiar. También se vendió el Ambassador convertible de un año para 1967. Los vehículos Los AMC fueron distribuidos por los distribuidores de Londres Clarke y Simpson Limited y se comercializaron como "el único automóvil estadounidense construido con volante a la derecha". Al igual que con todos los mercados de exportación, los modelos del Reino Unido se comercializaron como "Rambler" incluso después de que la marca se eliminara de las líneas de producción en los Estados Unidos.
Los Ambassador con volante a la derecha fabricados por Kenosha se fabricaron con el mismo tablero de 1967 y diales dobles que los Rebel y Matadores con volante a la derecha ensamblados a partir de kits desmontables en Australia y Nueva Zelanda. Al igual que con el Matador de segunda generación construido en Australia, los modelos Ambassador y Matador de 1974 con volante a la derecha de fábrica construidos en Kenosha para el mercado del Reino Unido, usaban los nuevos diales de instrumentos rectangulares triples utilizados en EE. UU. en 1974, pero incluidos en el tablero anterior de 1967.

## Epílogo
Debido a que AMC estaba enfocando su atención en su línea de todoterrenos Jeep recién adquirida, en el cupé Matador de 1974 rediseñado y en el AMC Pacer, que debutaría en 1975, la compañía no realizaría la inversión necesaria para continuar con la línea Ambassador de tamaño completo después de su rediseño de 1974. En cambio, el fabricante de automóviles actualizó el sedán y el familiar Matador a partir del año modelo de 1975. AMC utilizó la plataforma básica desde el año modelo de 1967, y el segmento del mercado de automóviles de tamaño completo estaba disminuyendo. La estrategia de American Motors ahora estaba dirigida a automóviles más pequeños y vehículos todoterreno.
Sin embargo, el Ambassador básicamente continuó a través de los sedanes y familiares del Matador, de tamaño y estilo similares. A partir de 1975, estuvieron disponibles en el acabado "Brougham" de nivel superior y asumieron los números de modelo de los Ambassador anteriormente equivalentes. El Matador también se ofreció en un exclusivo acabado "'Barcelona"' de cuatro puertas de primera línea en su último año de producción, 1978.